# Musée des Beaux-Arts de Gaillac
Le musée des Beaux-Arts de Gaillac, situé dans le château de Foucaud à Gaillac dans le Tarn depuis 1934, est un musée d'art français.
Labellisé « musée de France », la municipalité l'a réaménagé en 1994 en proposant deux étages d'expositions permanentes et des espaces consacrés à des expositions temporaires.

Le château d'Hutaud ou de Foucaud, façade ouest.

## Collections

### Peinture et dessin

Allégorie du printemps - Pauline Adour début XXe
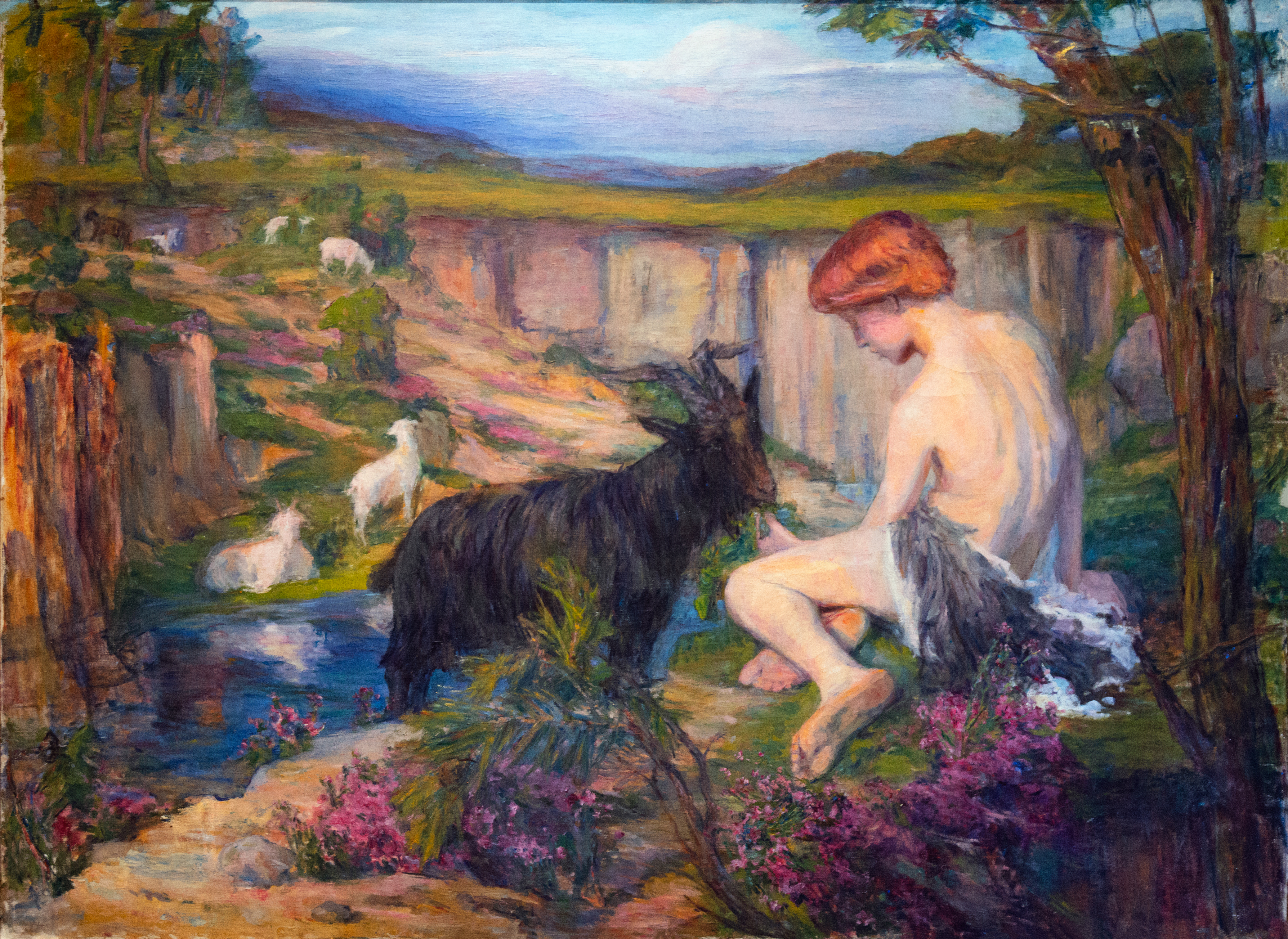
Allégorie de l'été - Pauline Adour début XXe
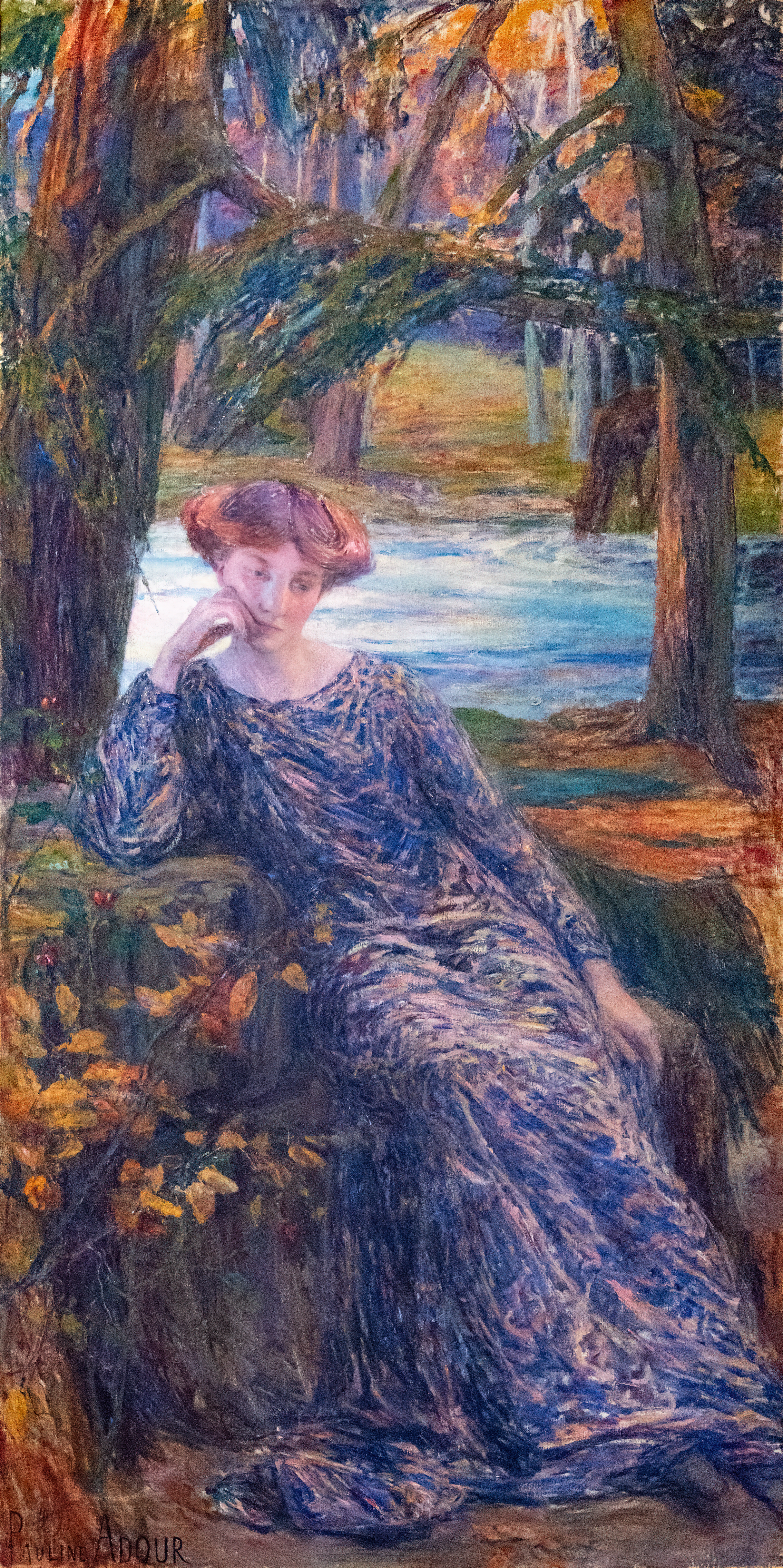
Allégorie de l'automne - Pauline Adour début XXe
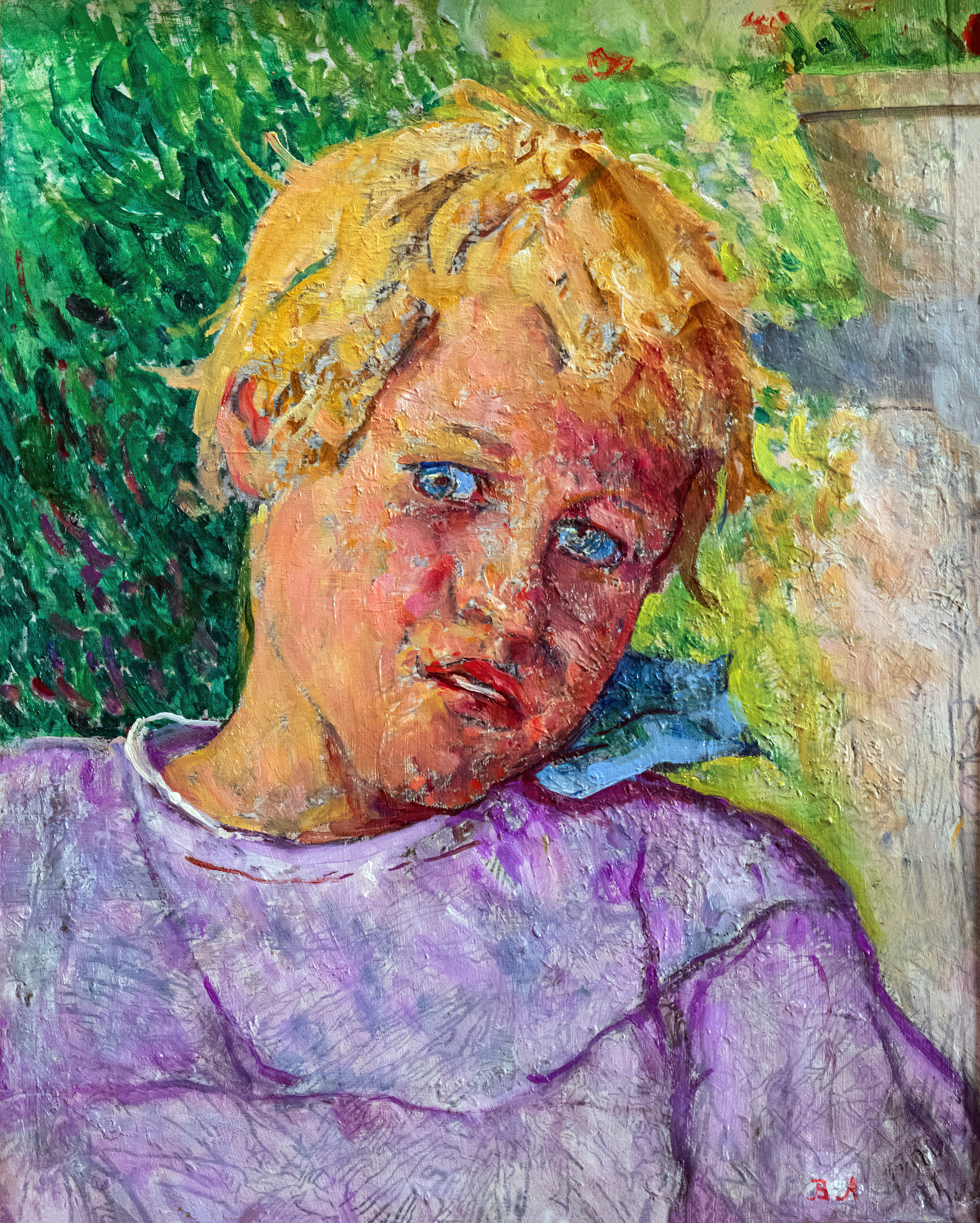
Portrait d'un jeune berger - Bernard-Joseph Artigue
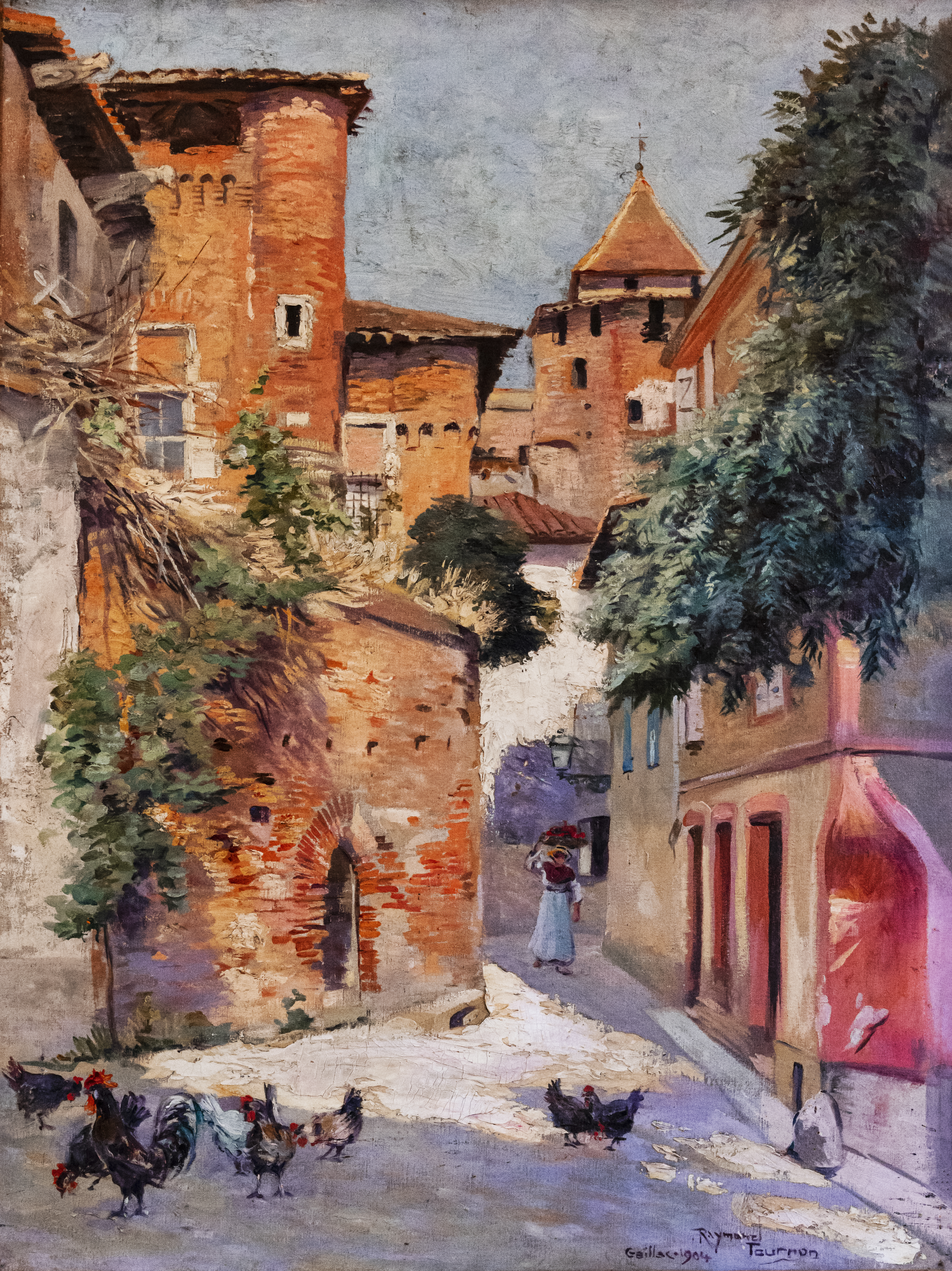
La Tour Pierre de Brens Raymond Tournon (1904)
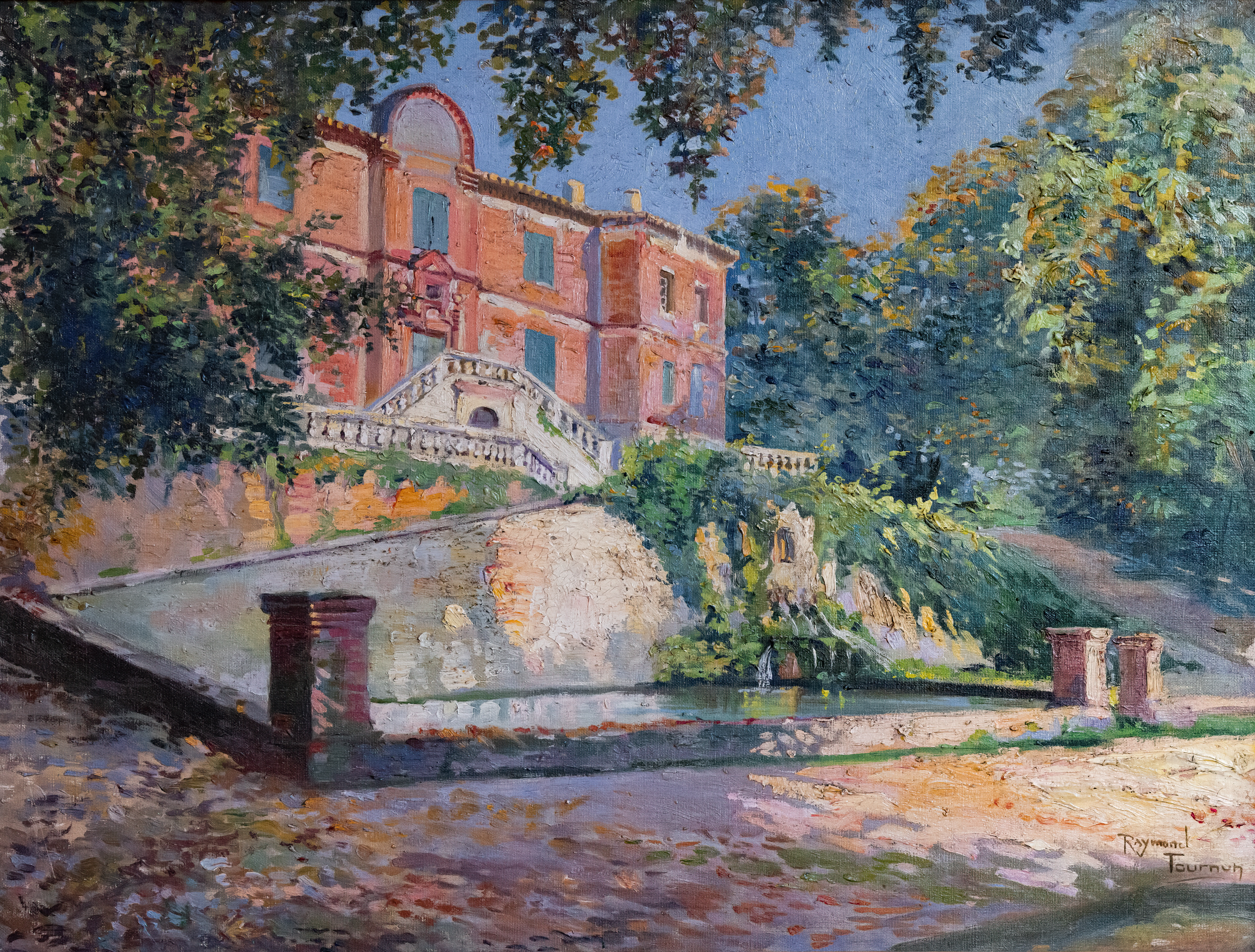
Le Château de Foucaud à Gaillac - Raymond Tournon (père)
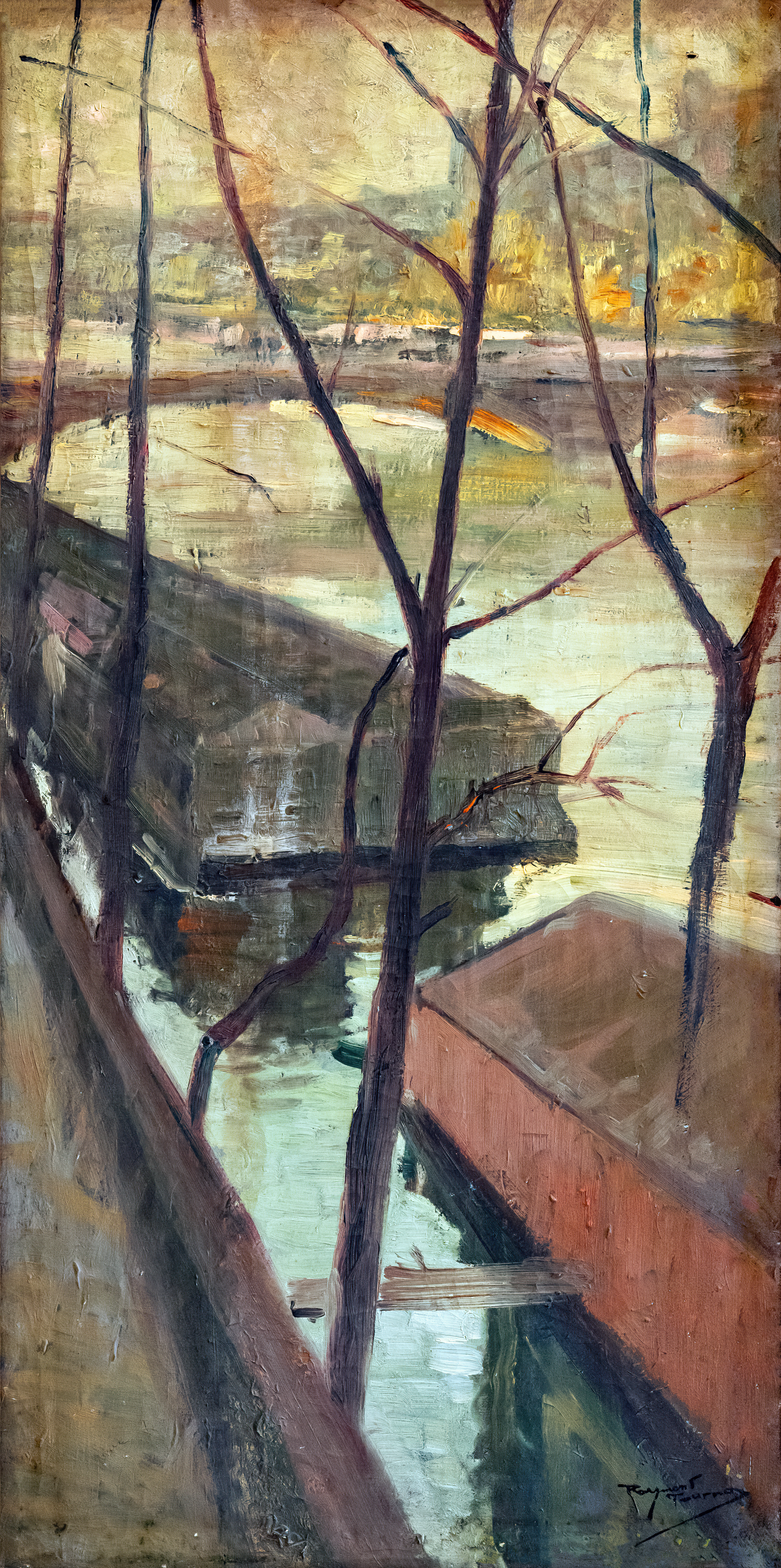
Bateaux-lavoirs à Paris - Raymond Tournon (père)
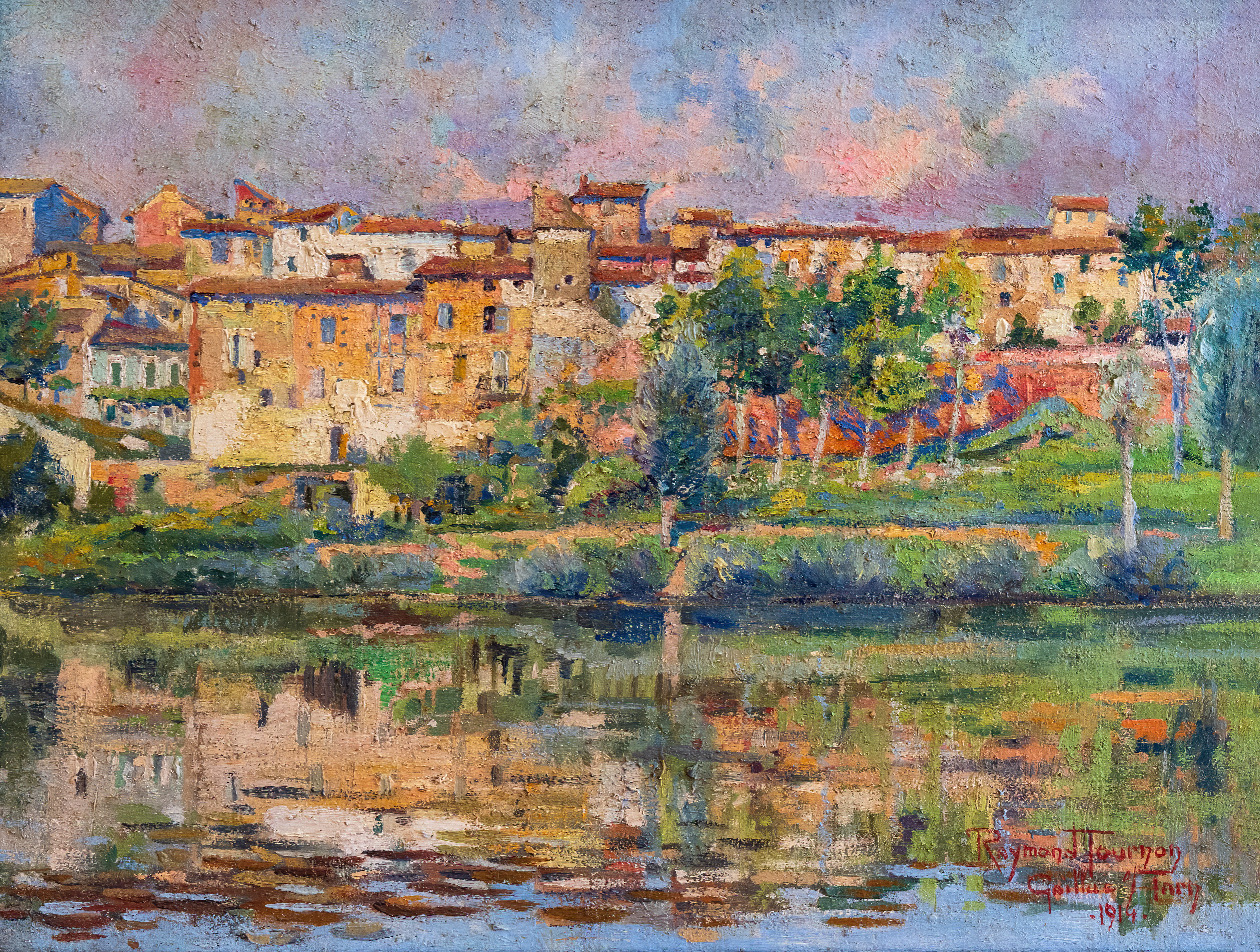
Les bords du Tarn Raymond Tournon (1914)
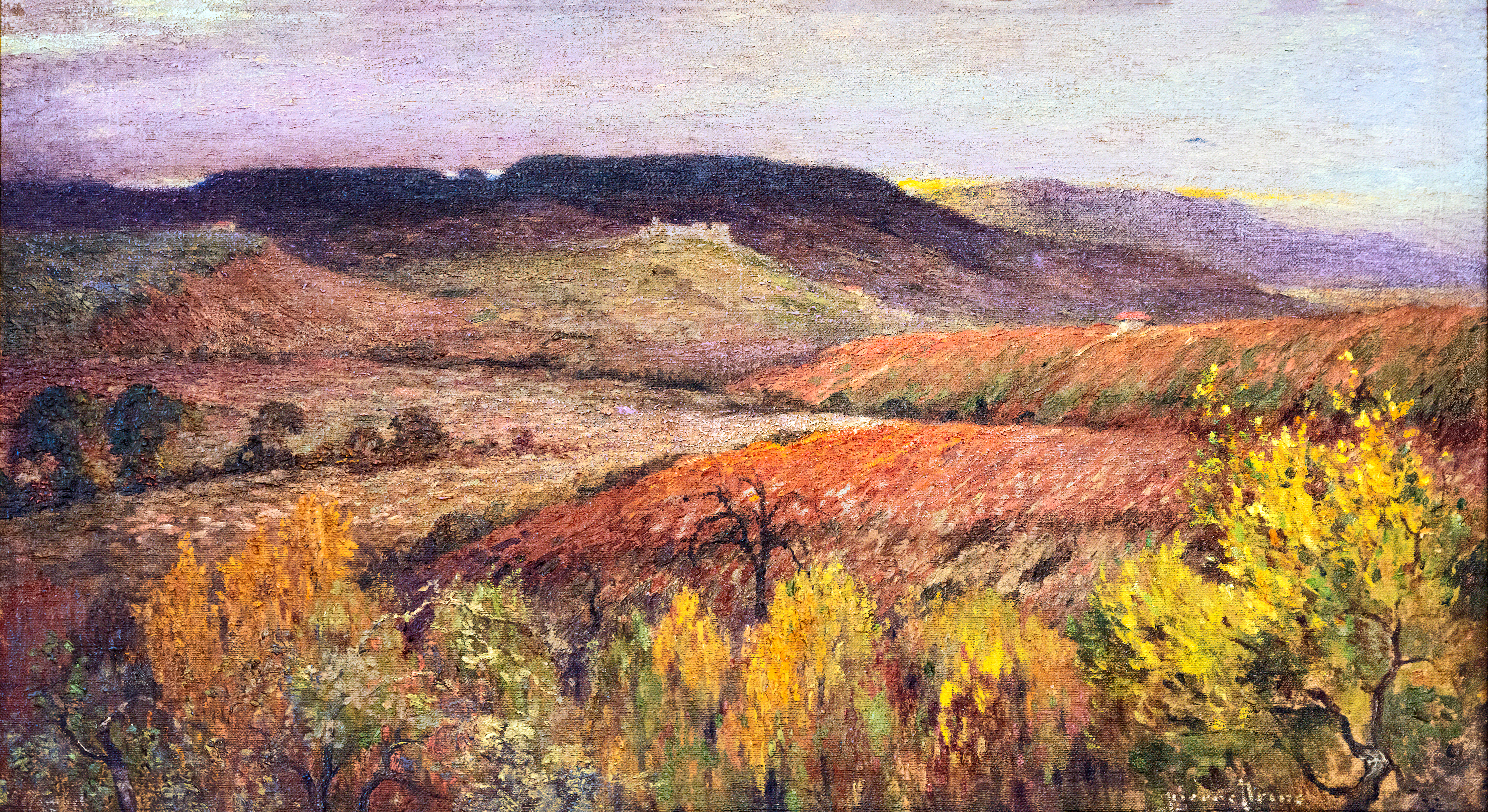
Coucher de soleil au dessus de la Grésigne (Tarn) - Pierre Prins (1907)
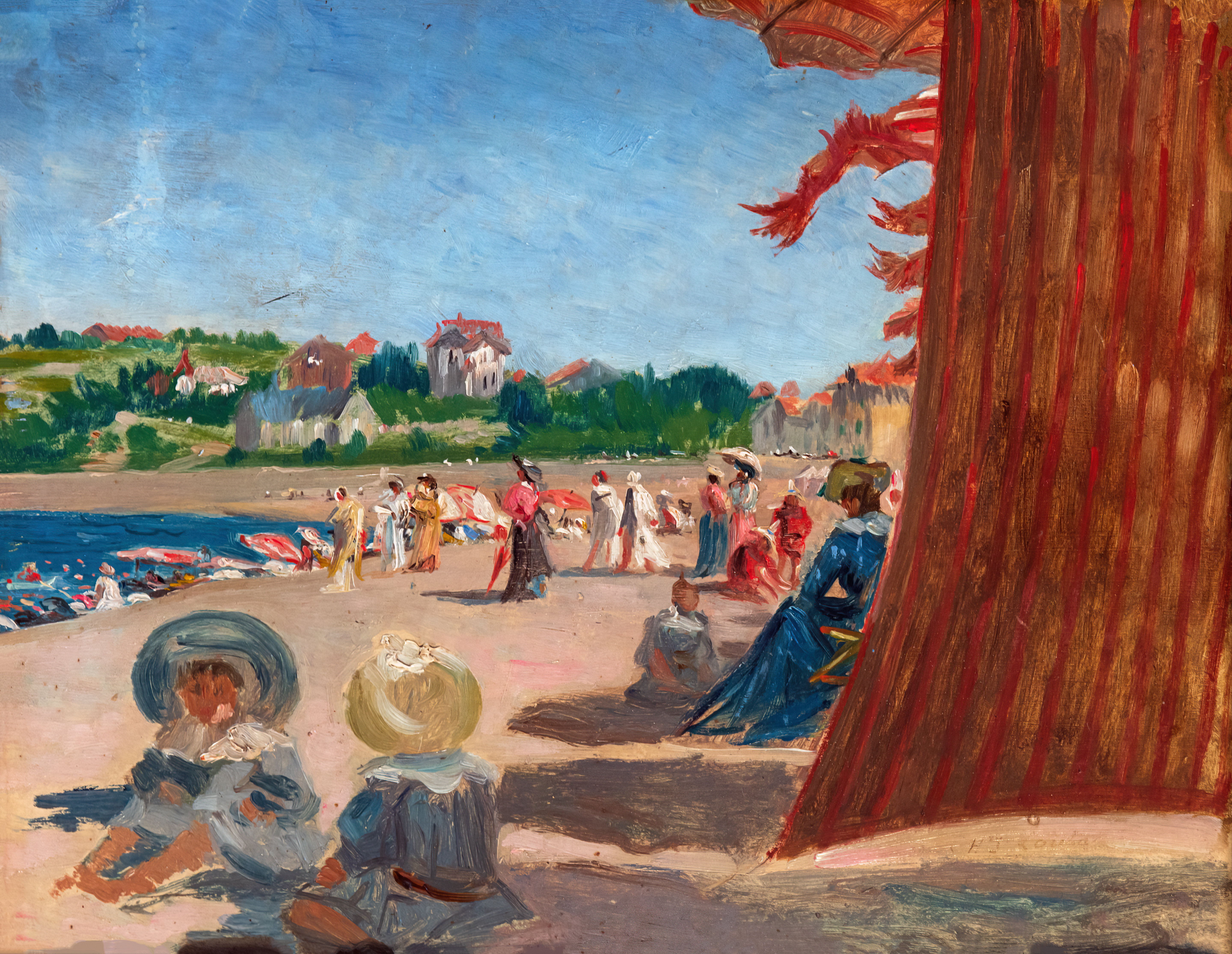
La famille Loubat à Saint-jean de Luz - Henri Loubat (1904)
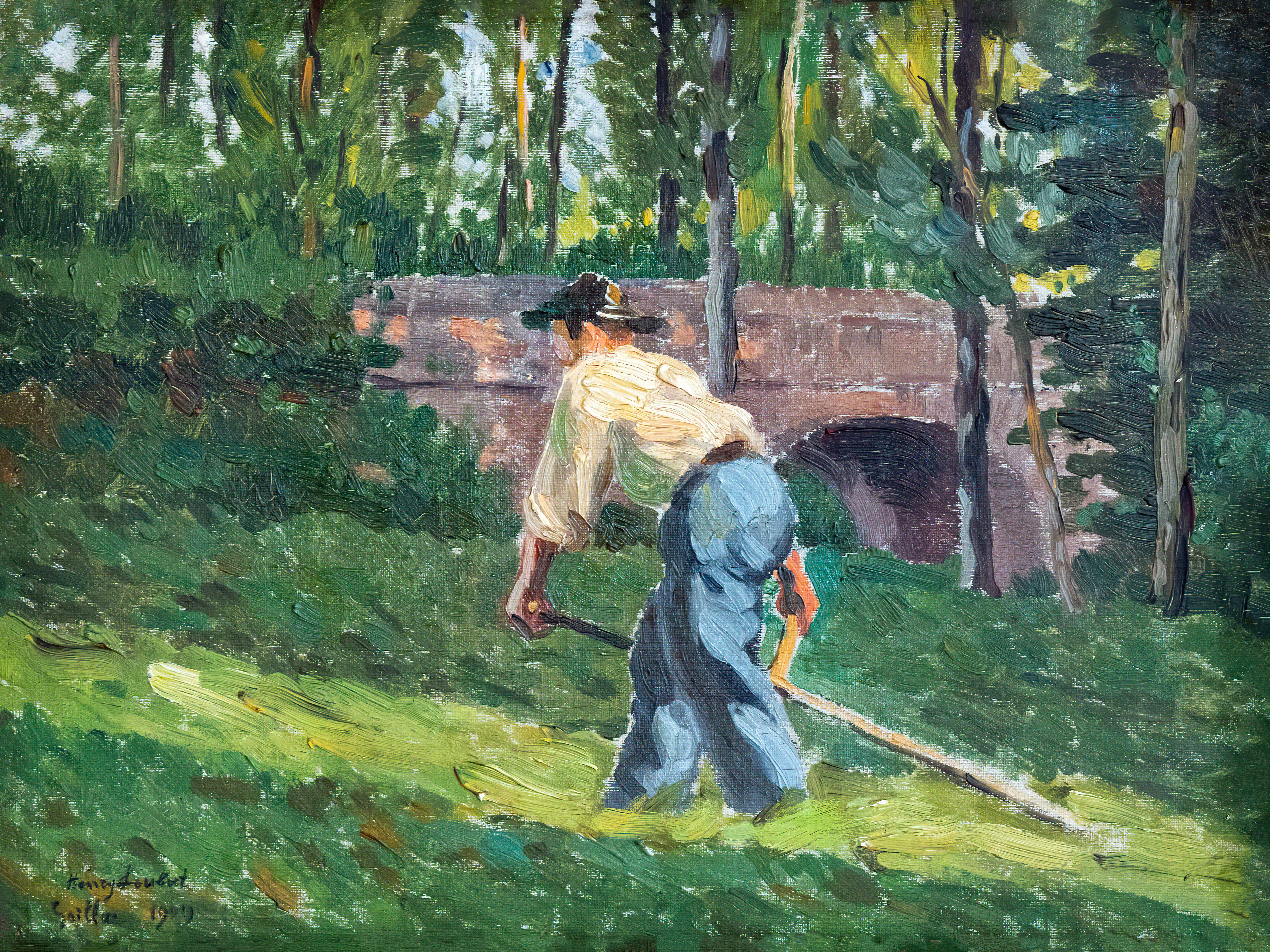
Le faucheur - Henri Loubat (1909)
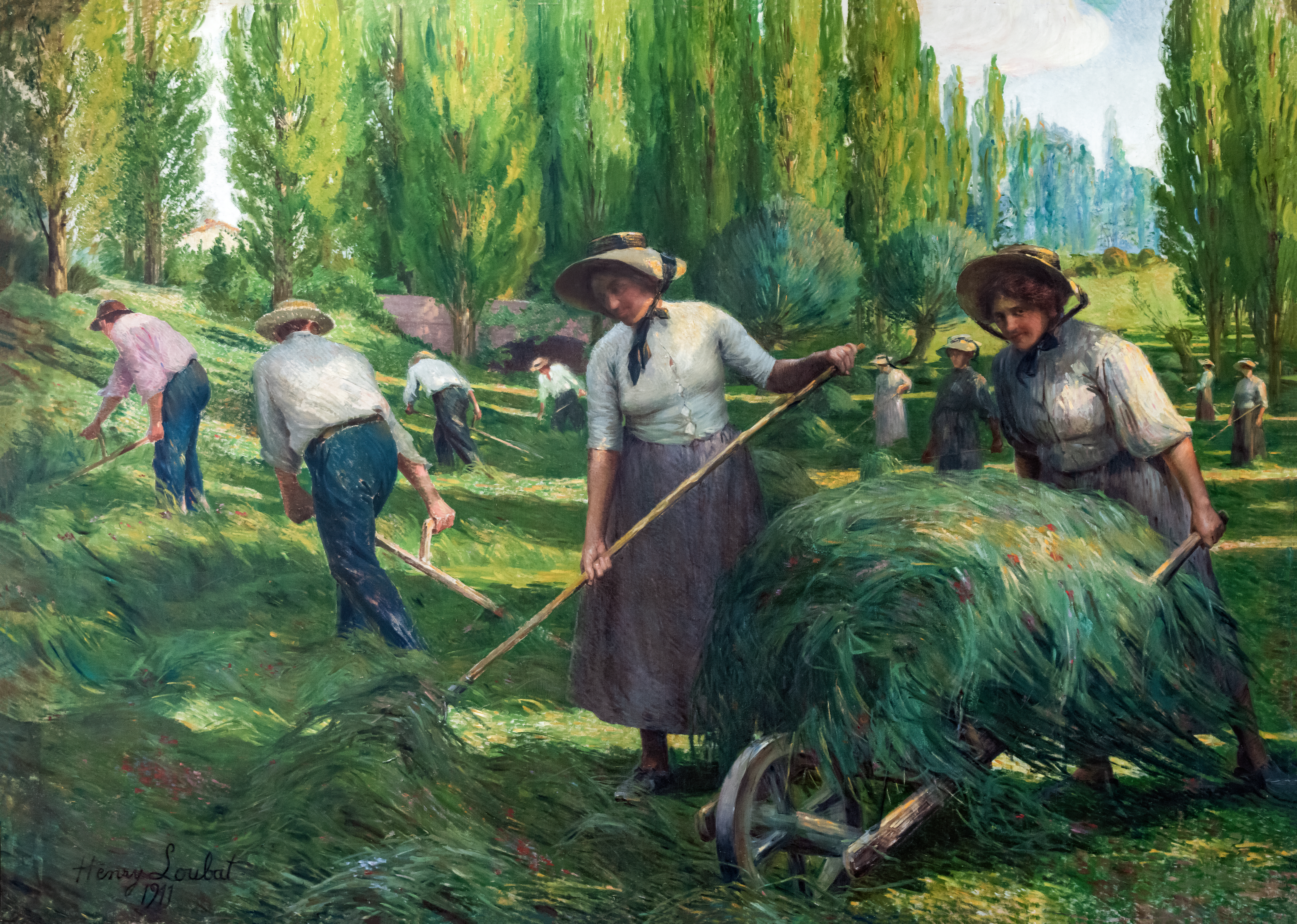
Les faucheurs - Henri Loubat (1911)
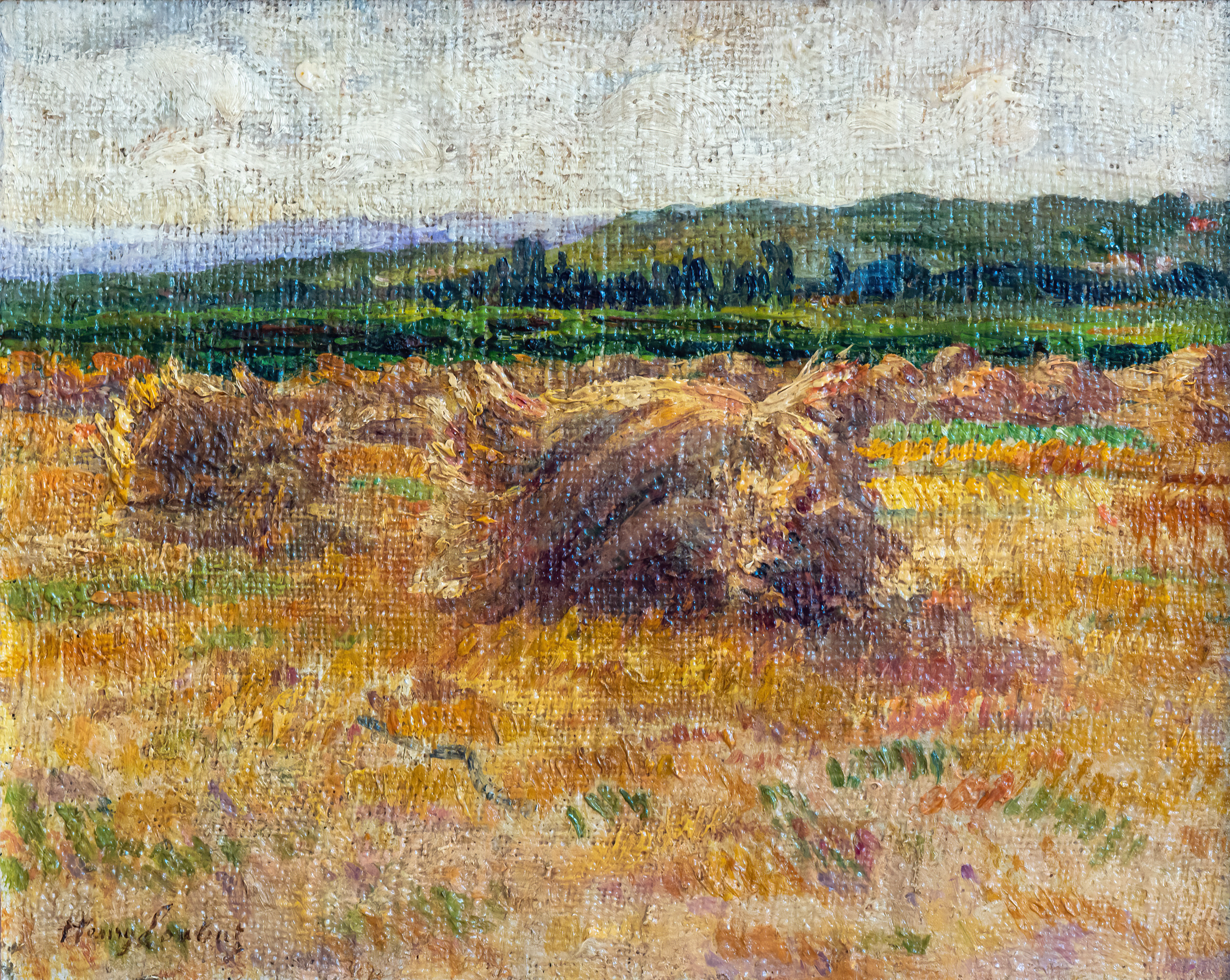
Meule de foin - Henri Loubat
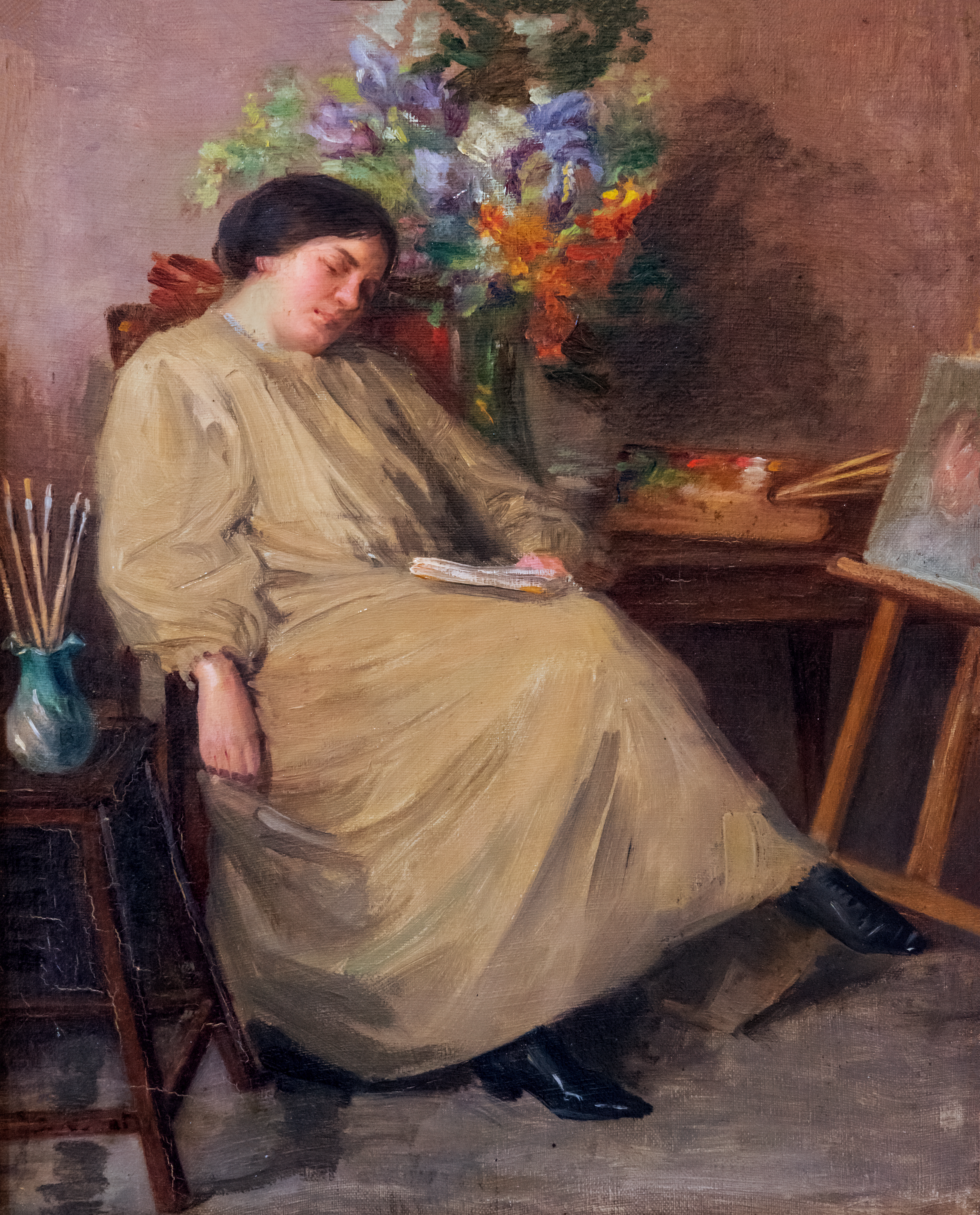
Le peintre endormi - Henri Loubat
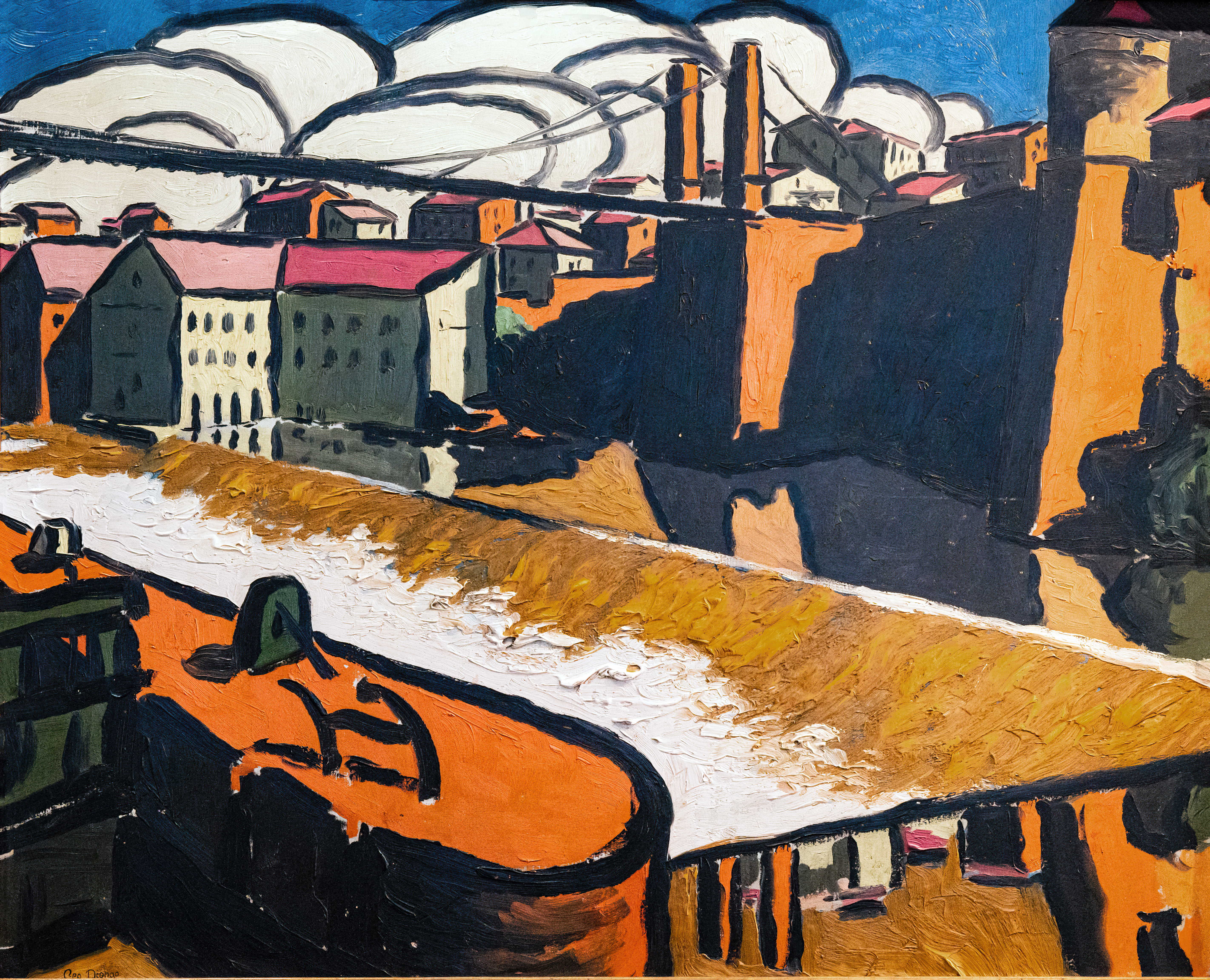
Le Tarn à Gaillac - Georges Gaudion (1910)
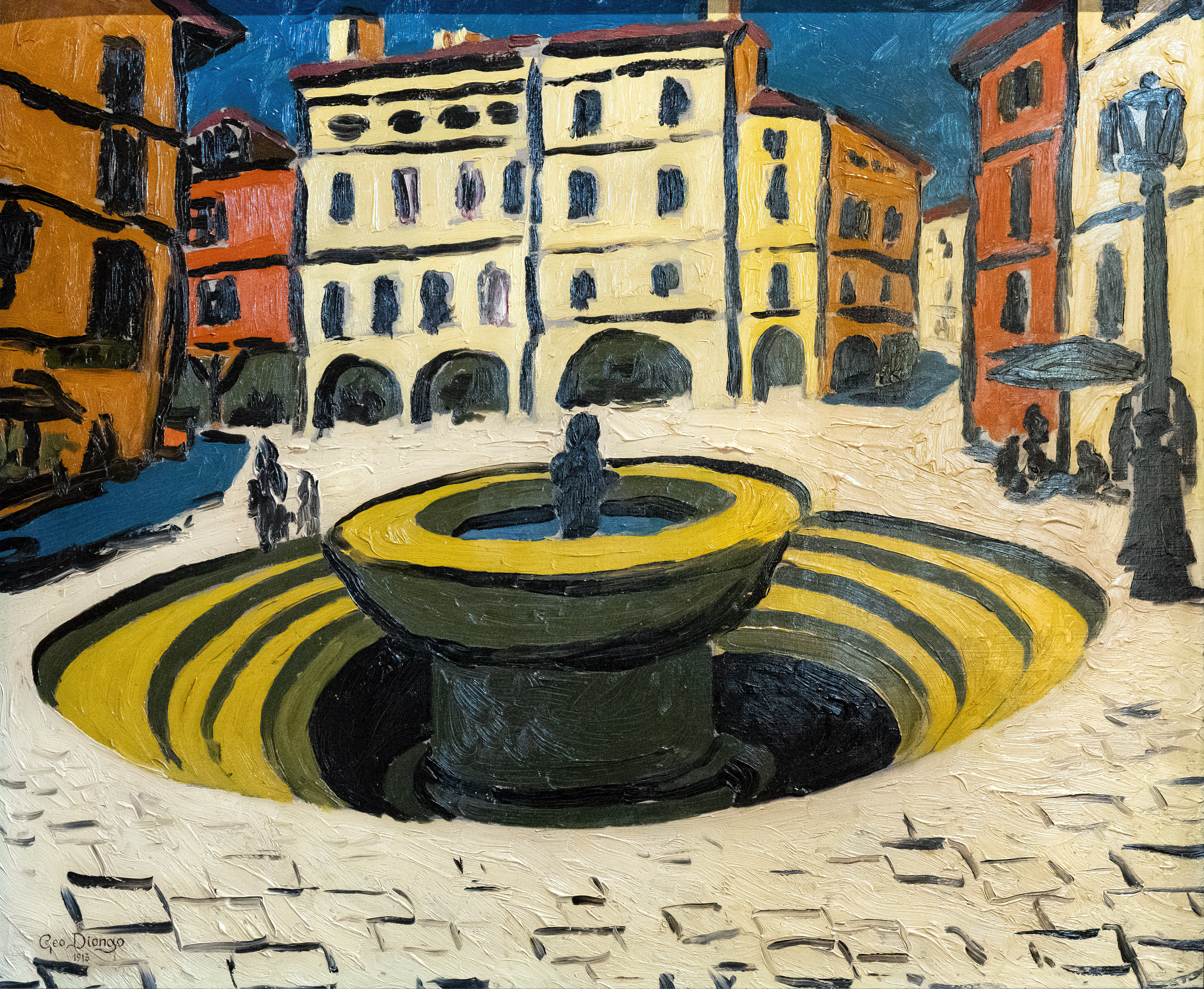
La place du Griffoul - Georges Gaudion (1913)
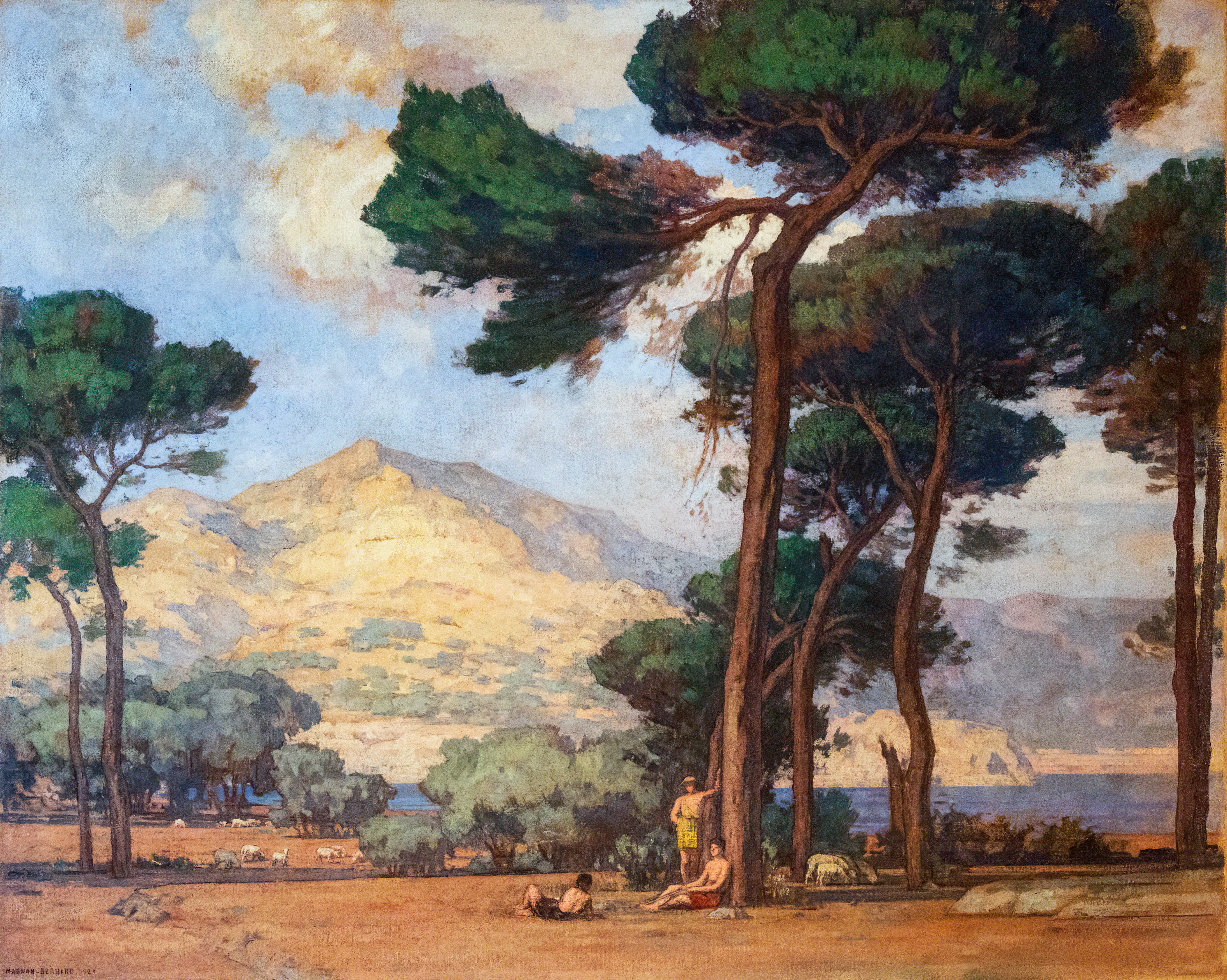
Matinée d'été en Provence - Pierre Magnan-Bernard (1929)
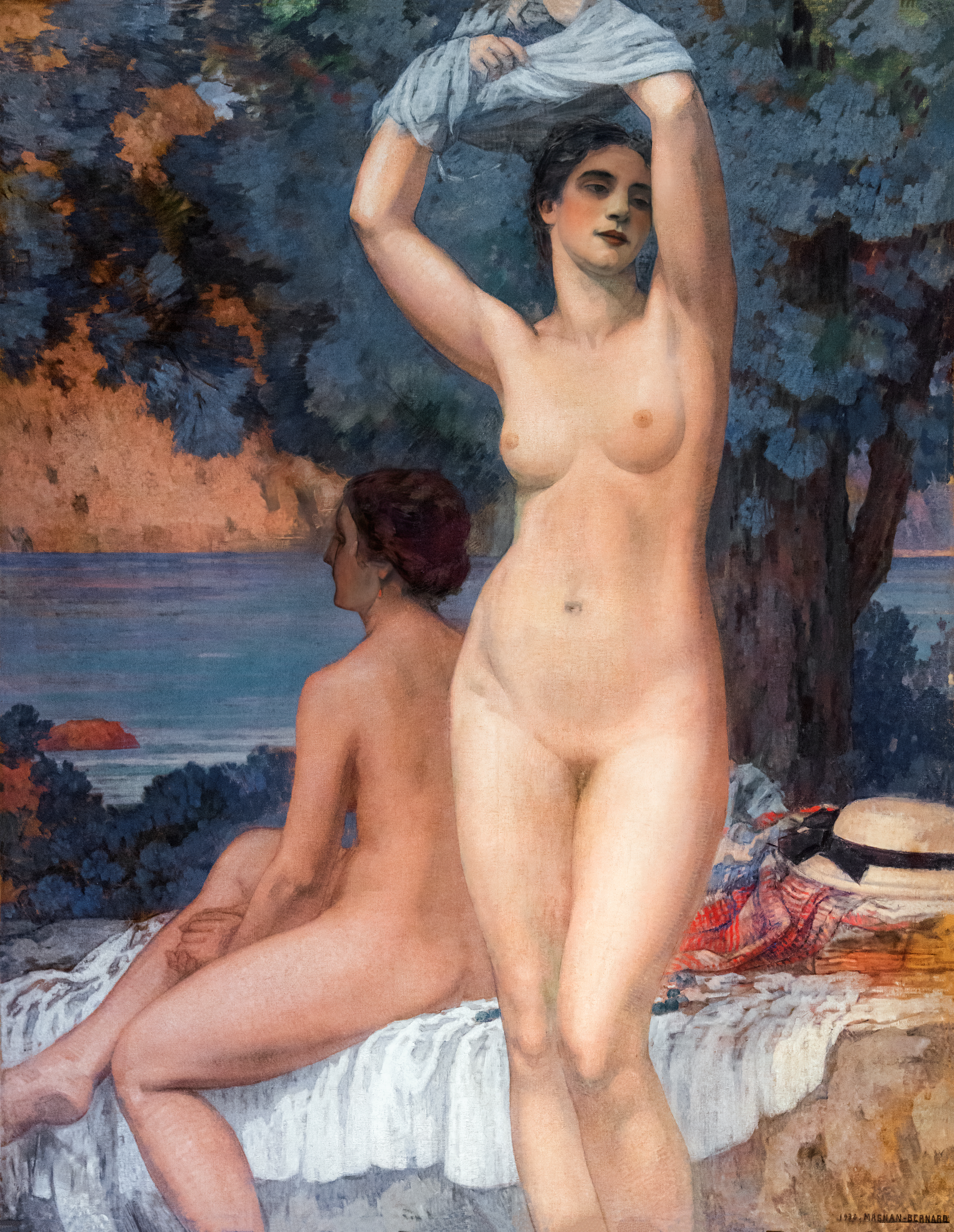
Deux nus devant la mer - Pierre Magnan-Bernard (1930)
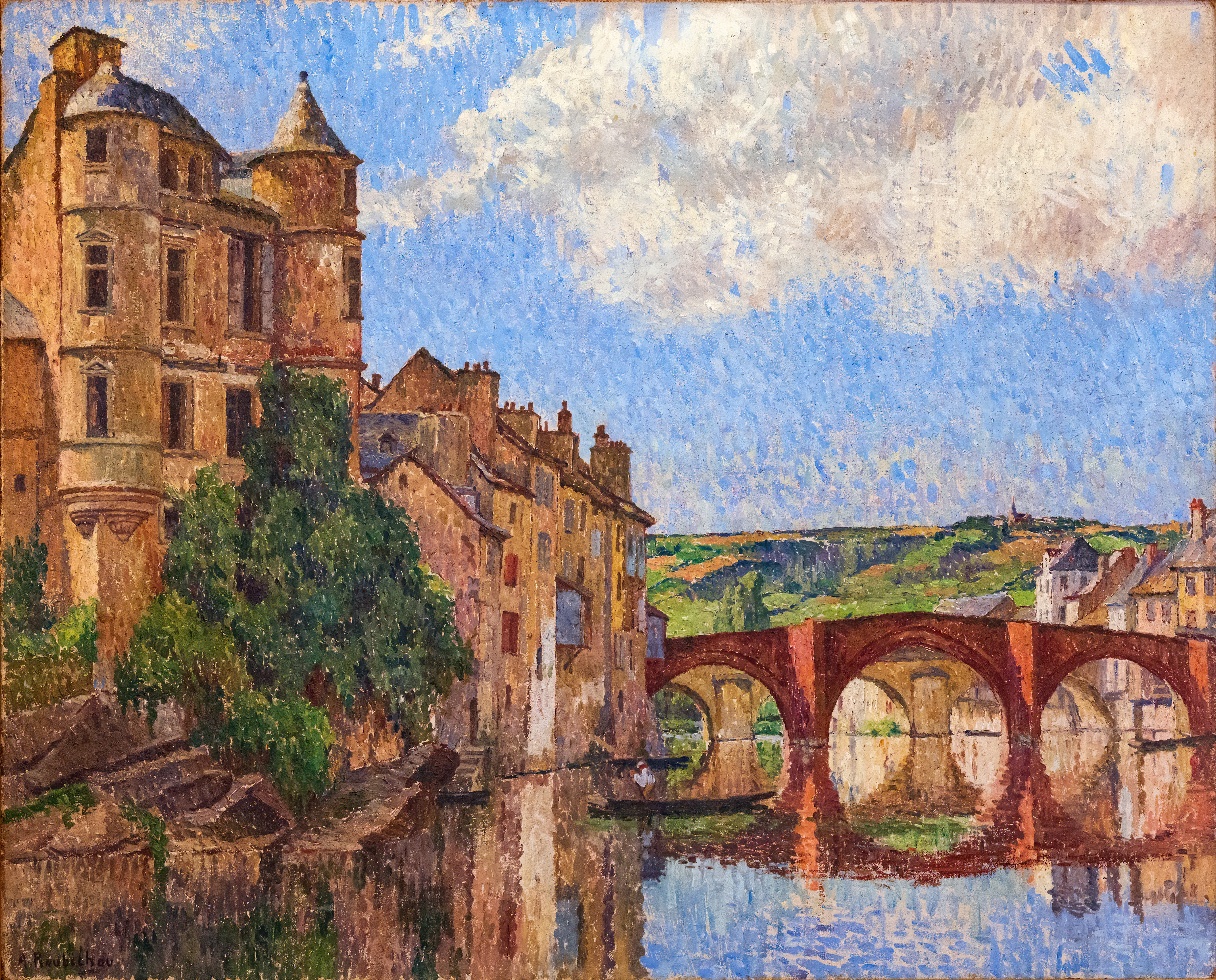
Vue d'Espalion (Aveyron) - Alphonse Roubichou (1930)
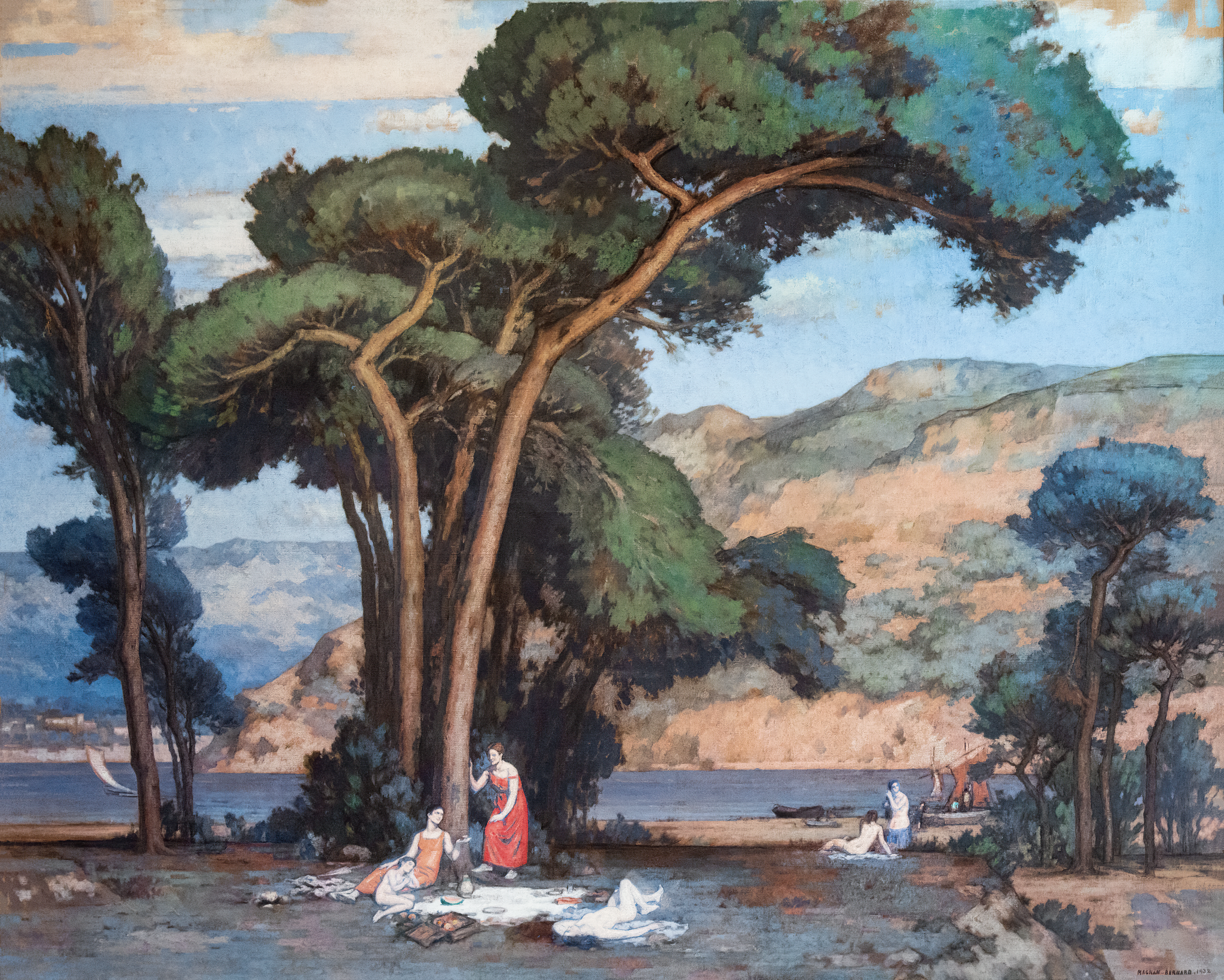
Paysage animé de Provence - Pierre Magnan-Bernard (1932)
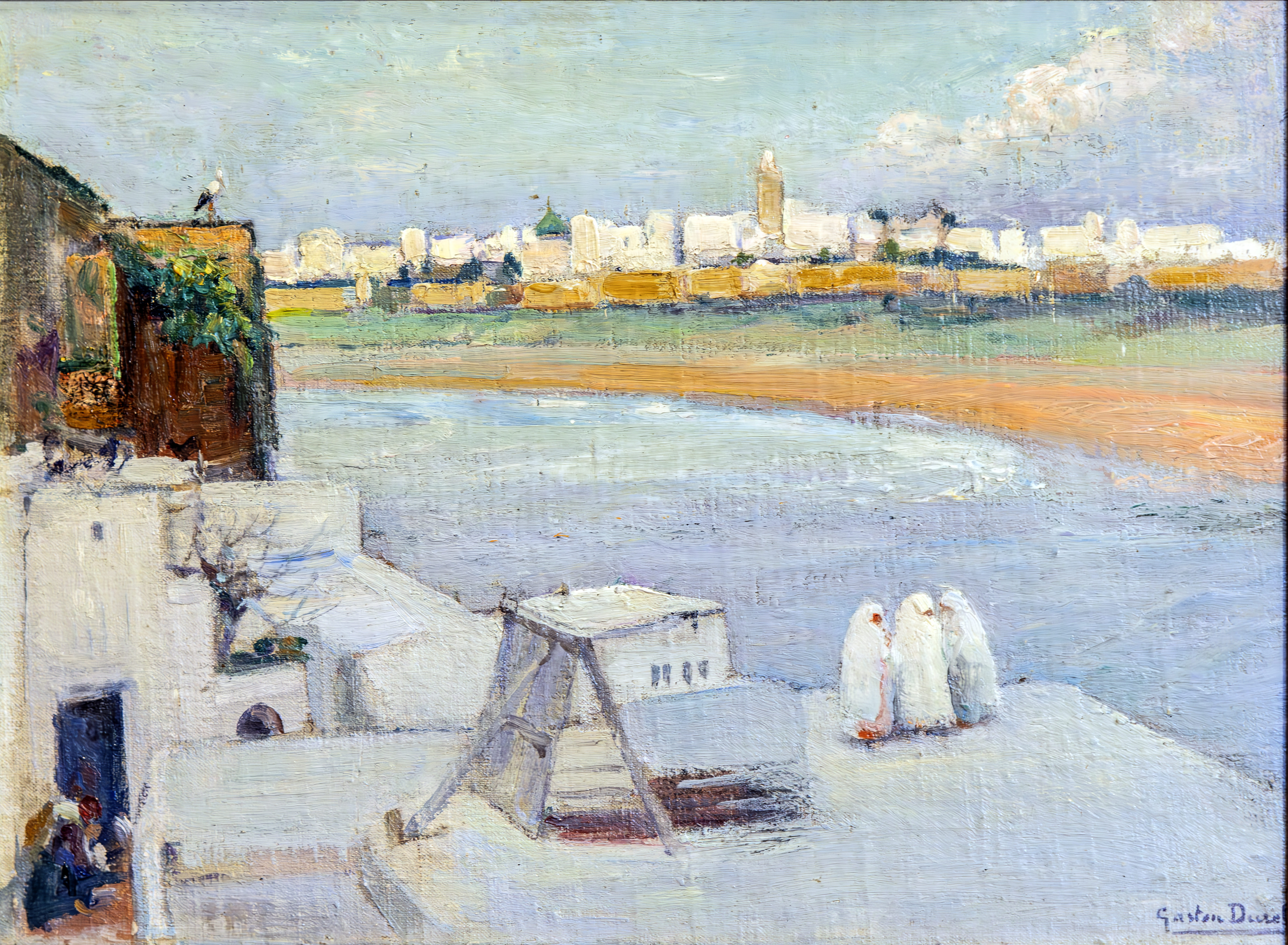
Rabat vue de Bouregreg, 1946, - Gaston Durel
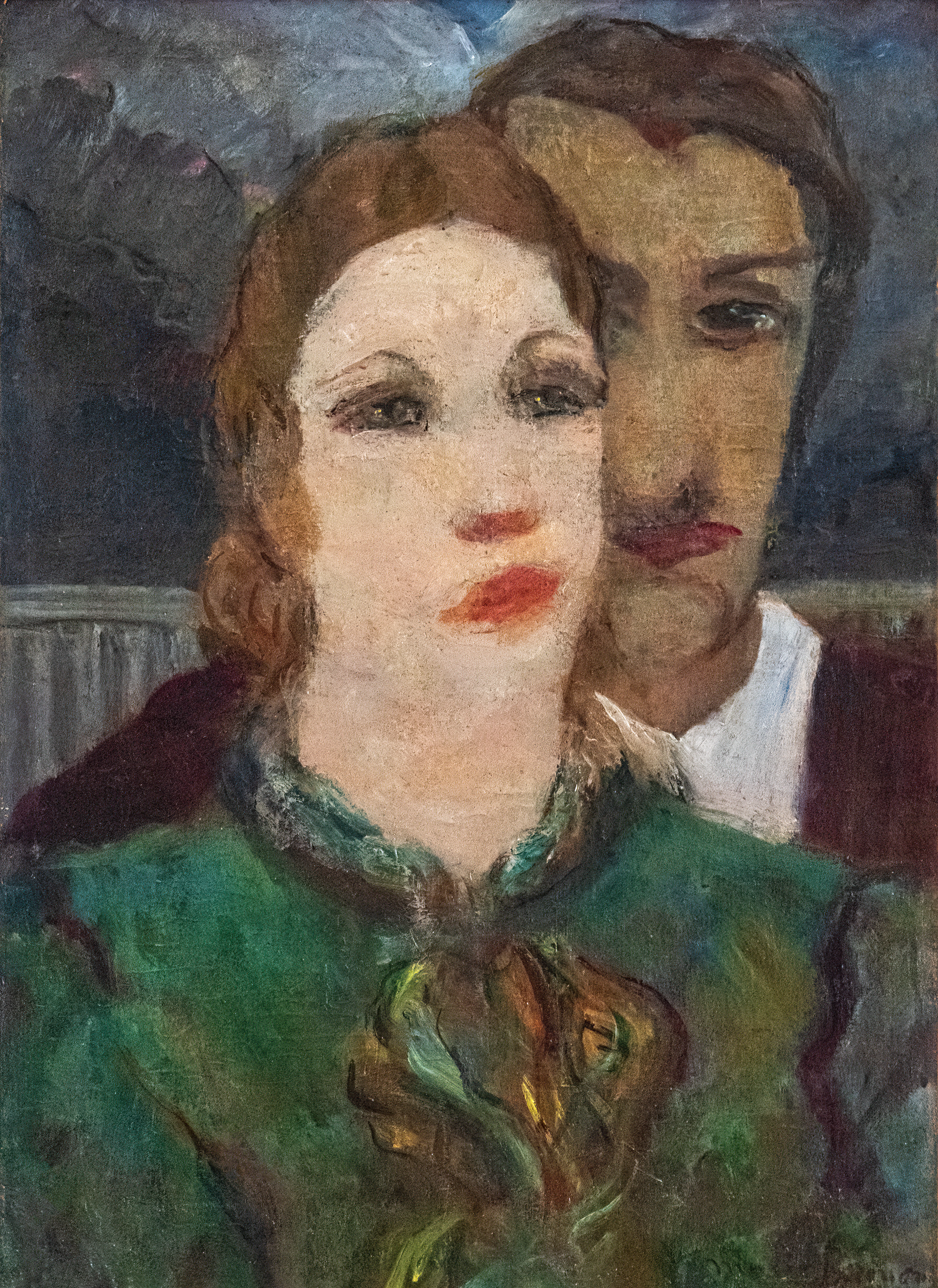
Portrait de couple 96.1.12.1 - Marie Bermond
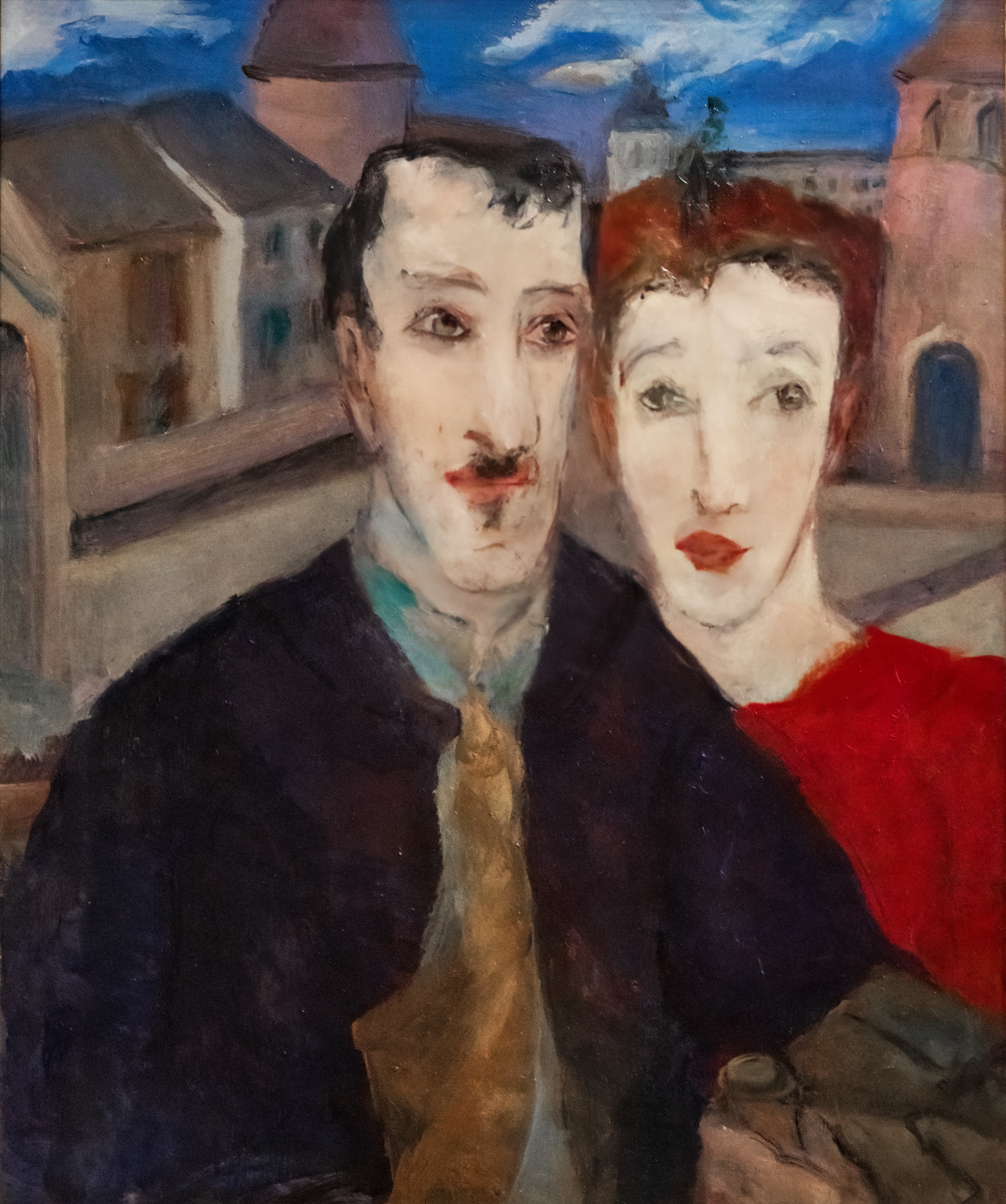
Portrait d'un couple 97.1.2 - Marie Bermond
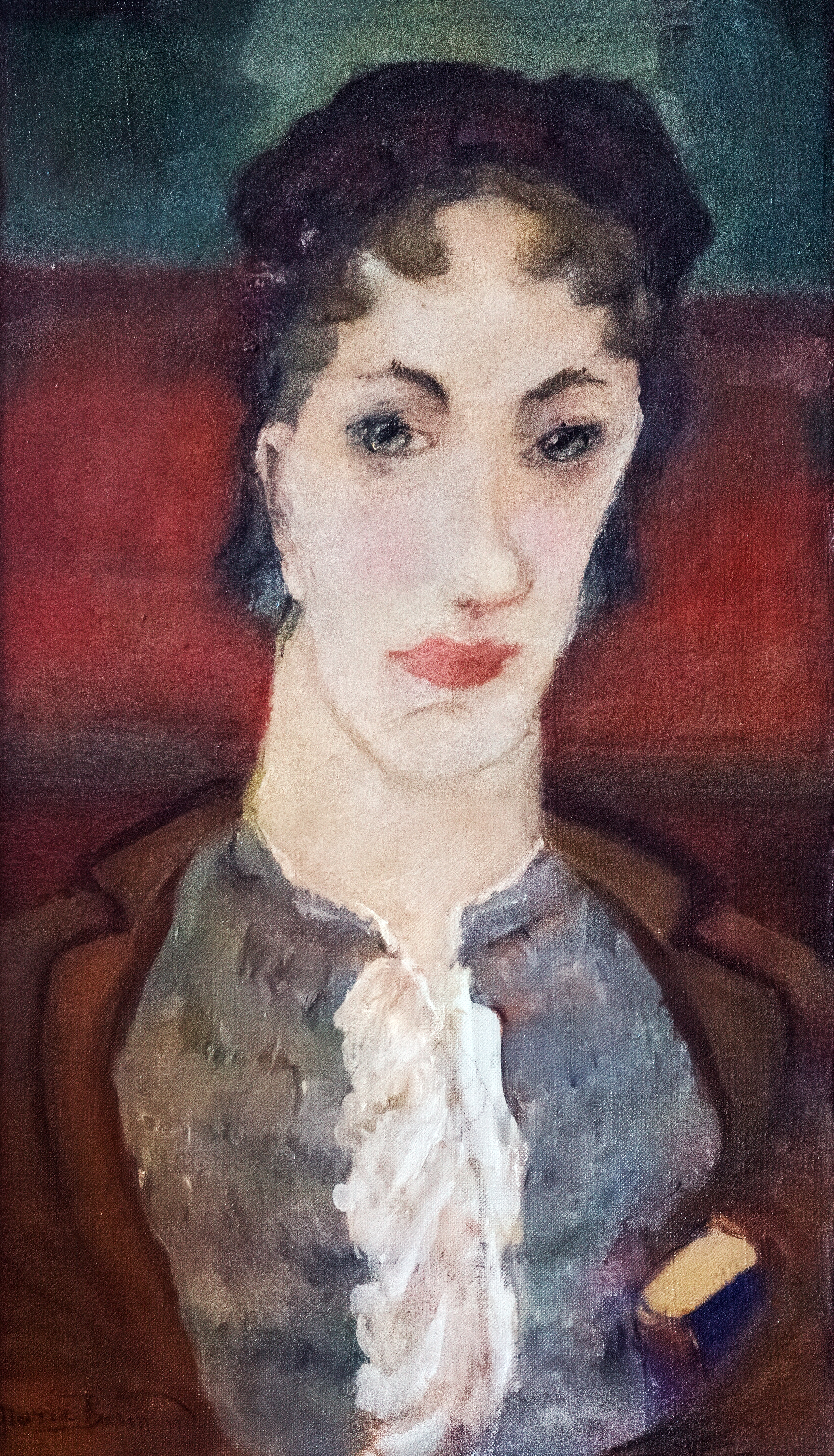
Portrait de femme au mur rouge - Marie Bermond
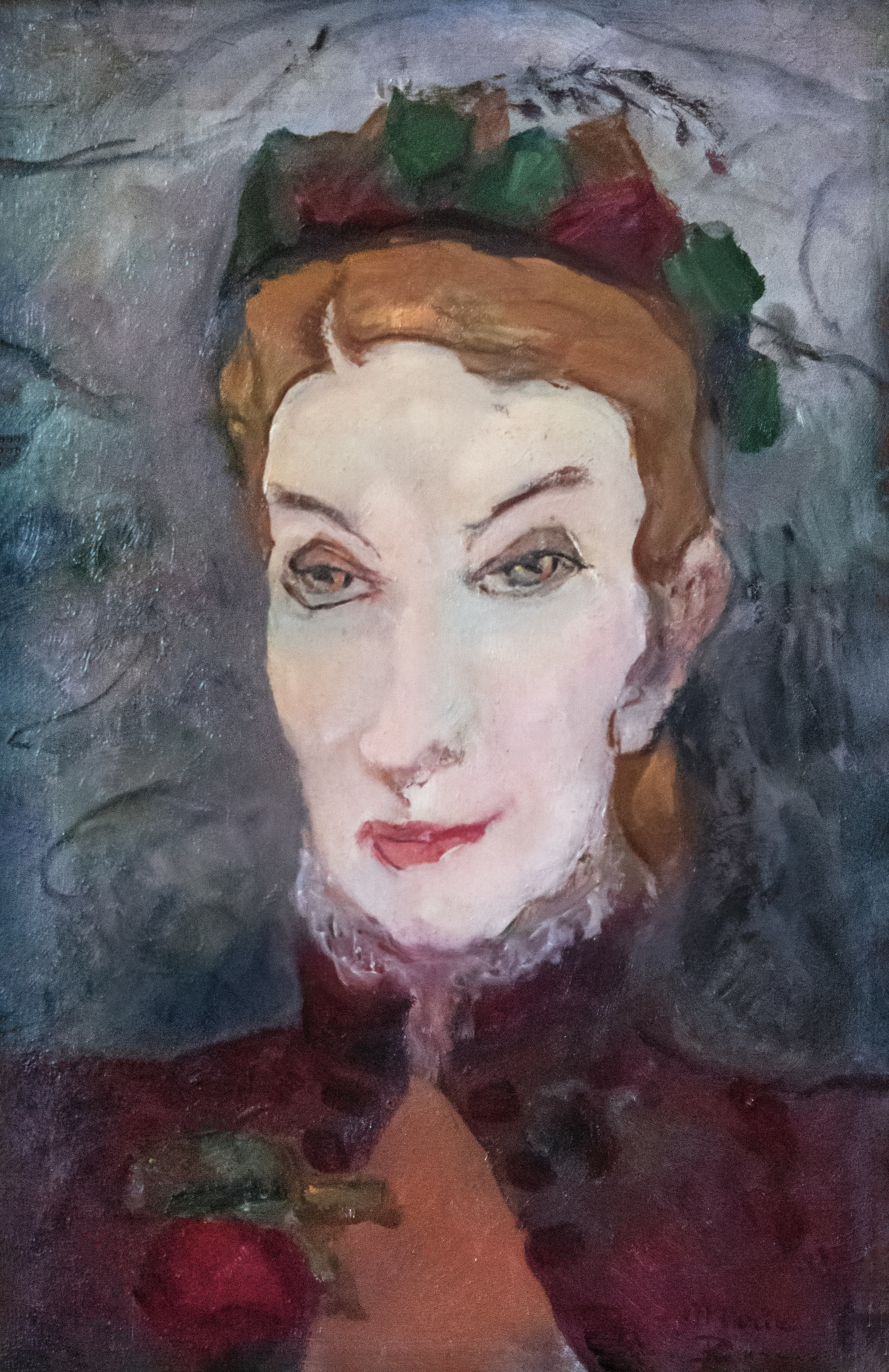
Portrait de la cousine Félicie - Marie Bermond
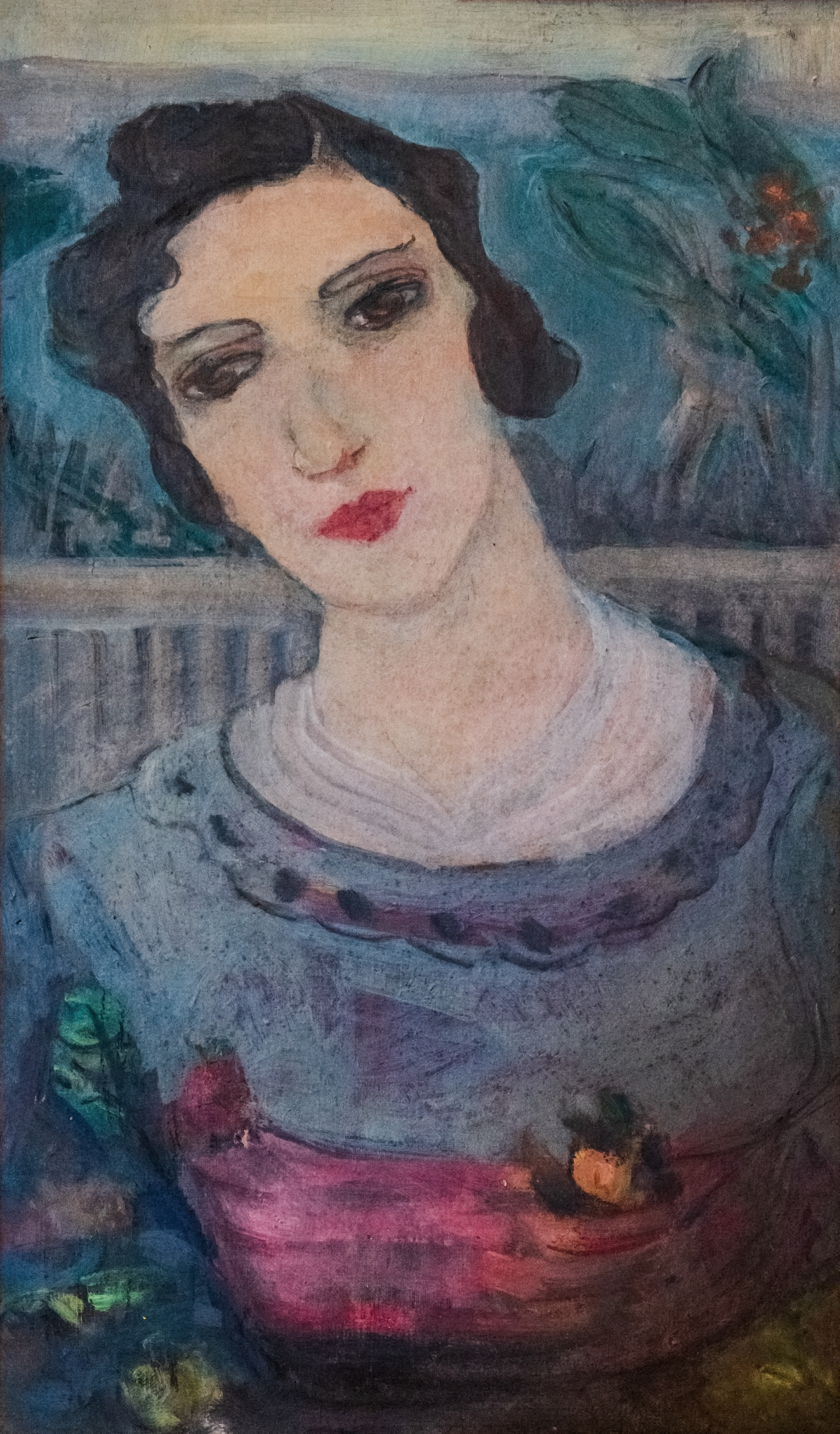
Portrait de femme à la ceinture rouge - Marie Bermond
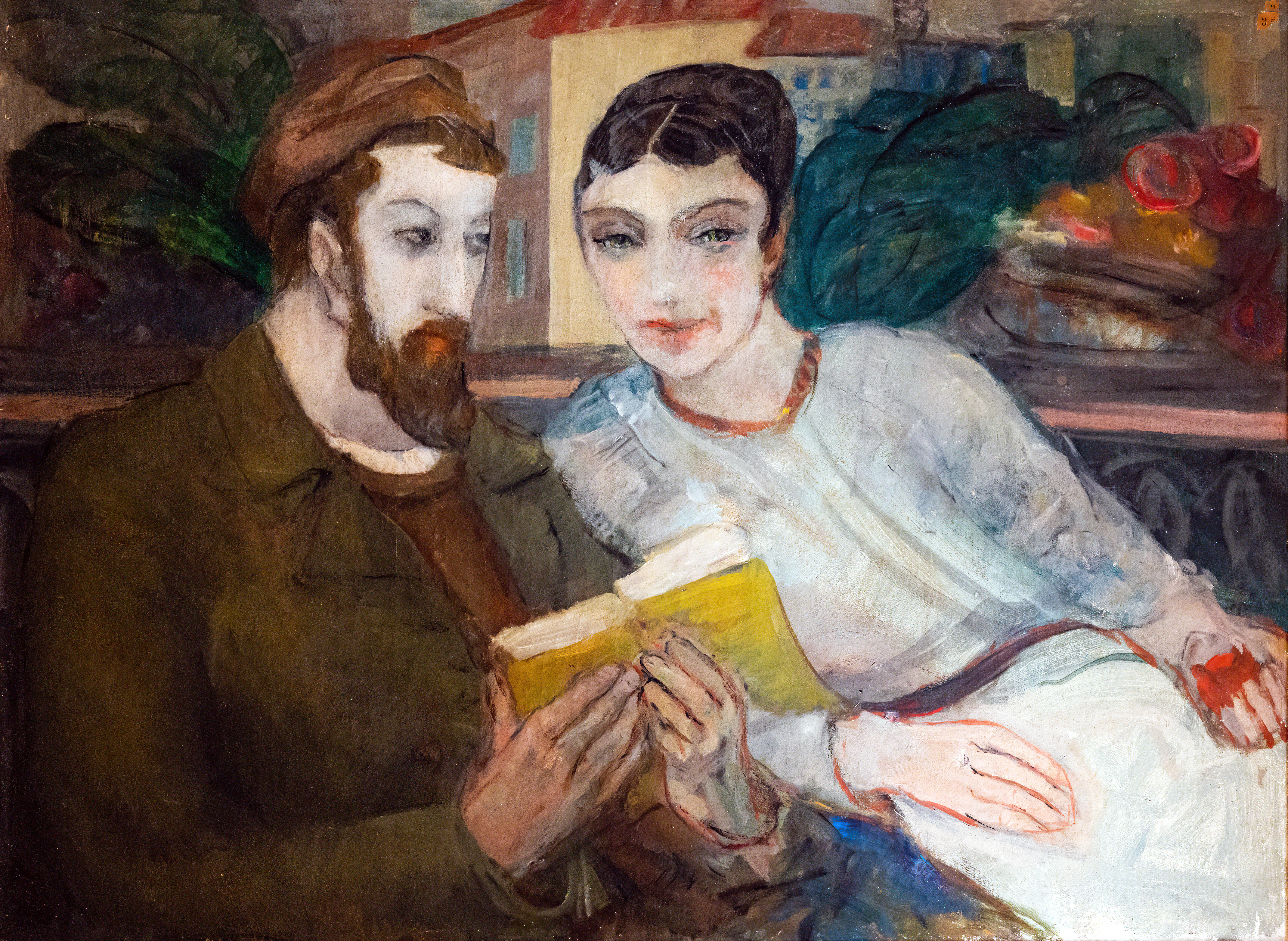
Portrait d'un couple 2010.4.1 - Marie Bermond
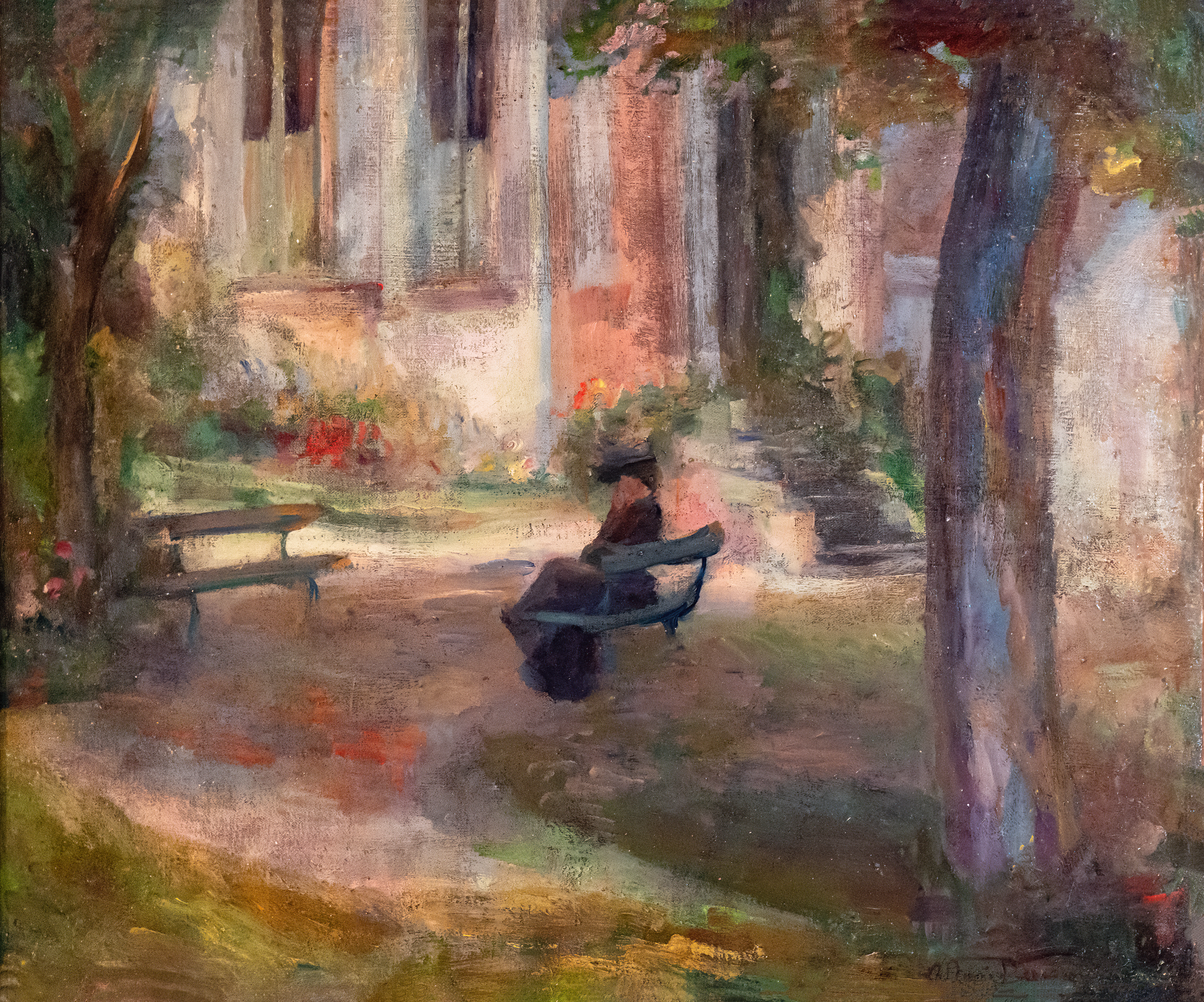
Femme dans un parc - Marie Bermond
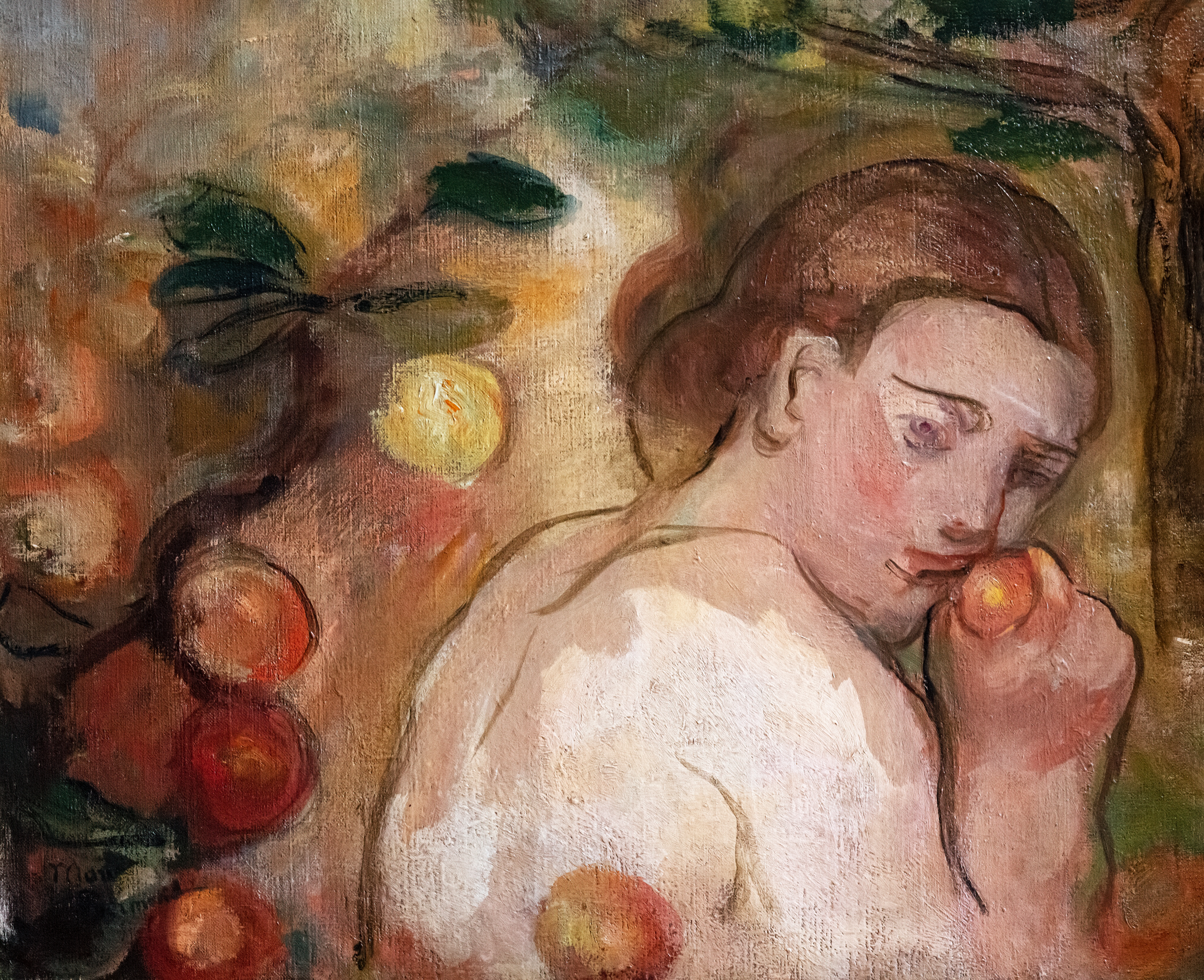
Jeune femme à la pomme - Marie Bermond
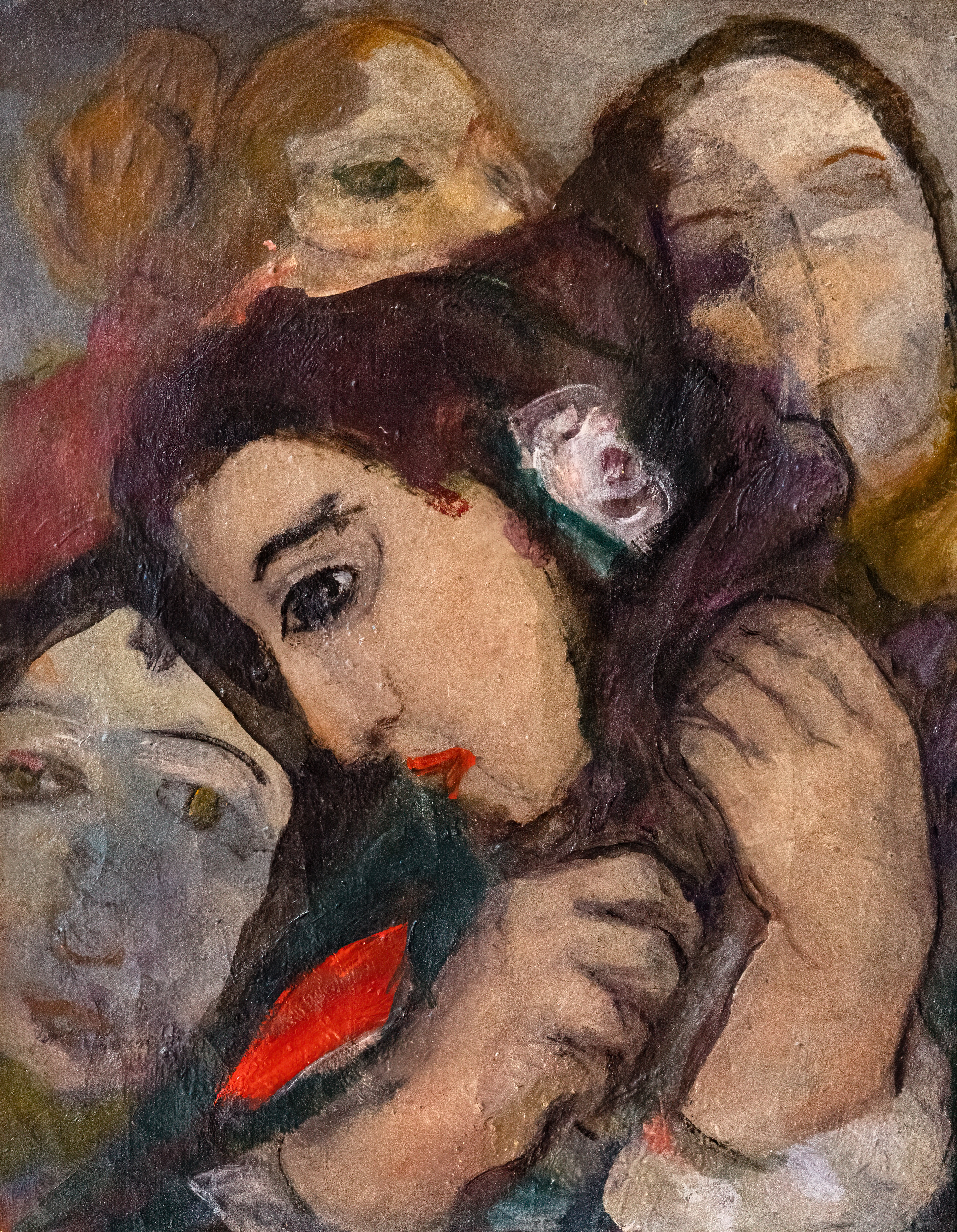
Personnages - Marie Bermond
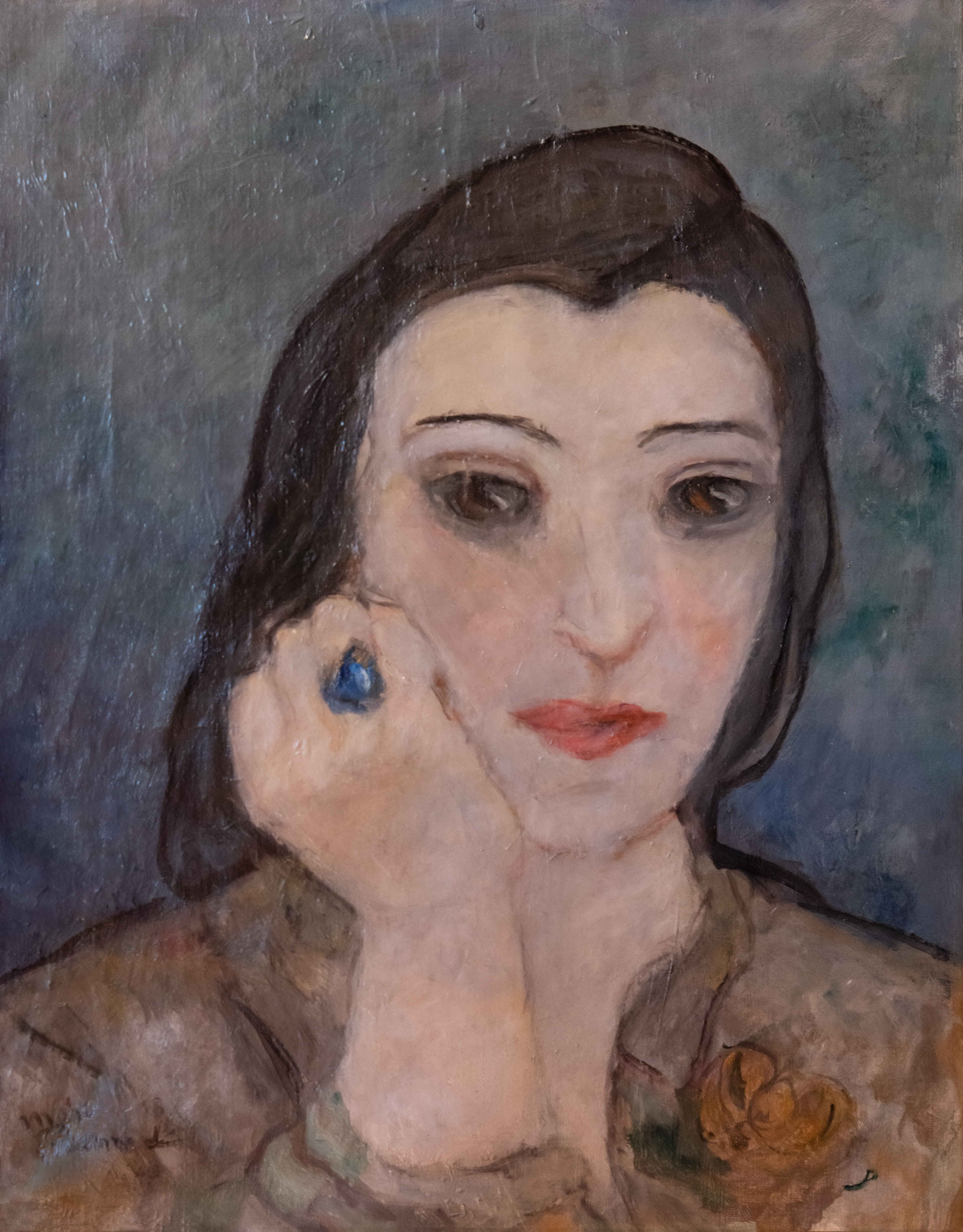
Portrait de femme à la bague bleue - Marie Bermond
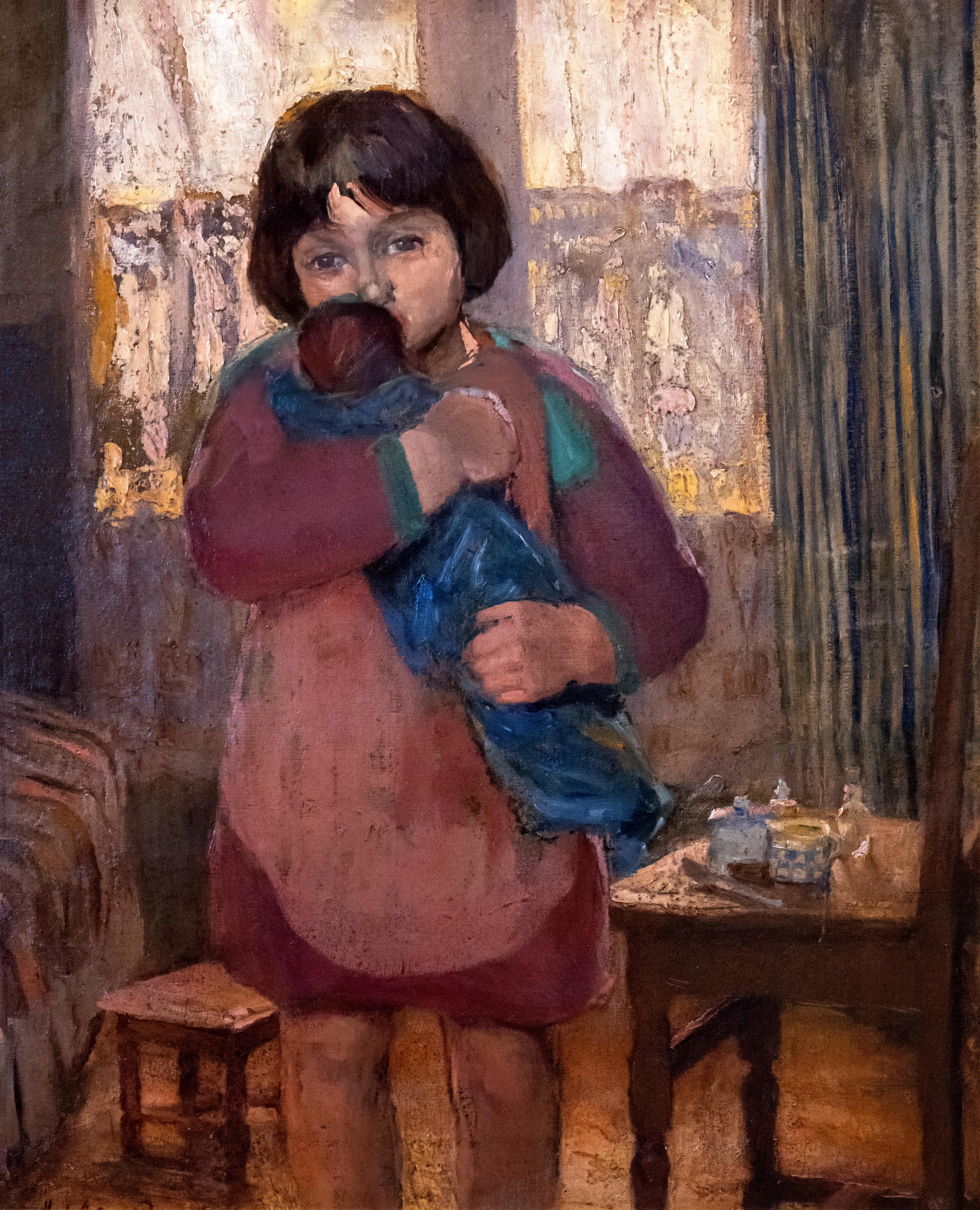
La poupée malade - Madeleine Carpentier
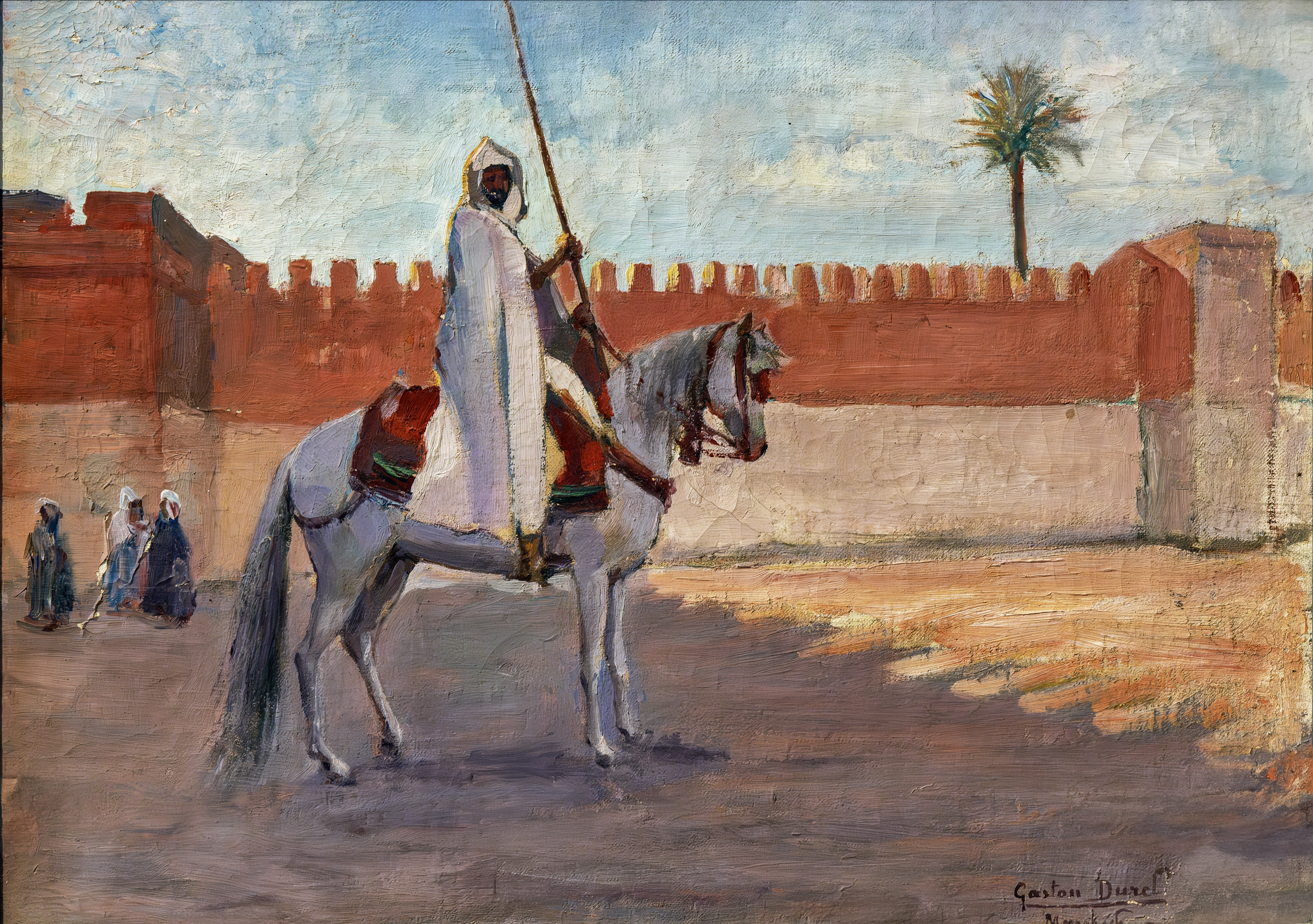
Cavalier sous les remparts de Marrakech - Gaston Durel
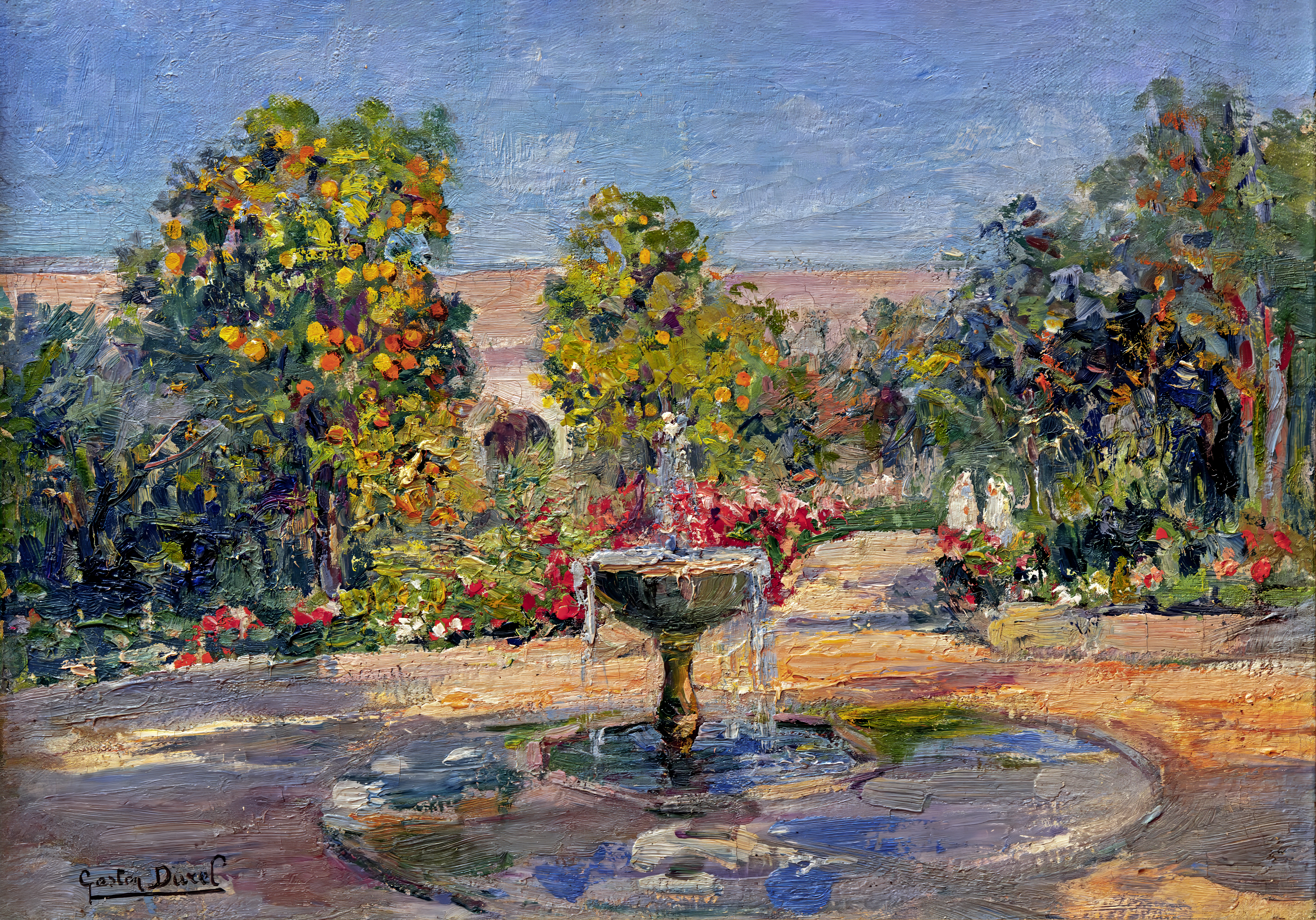
Jardin oriental et fontaine - Gaston Durel
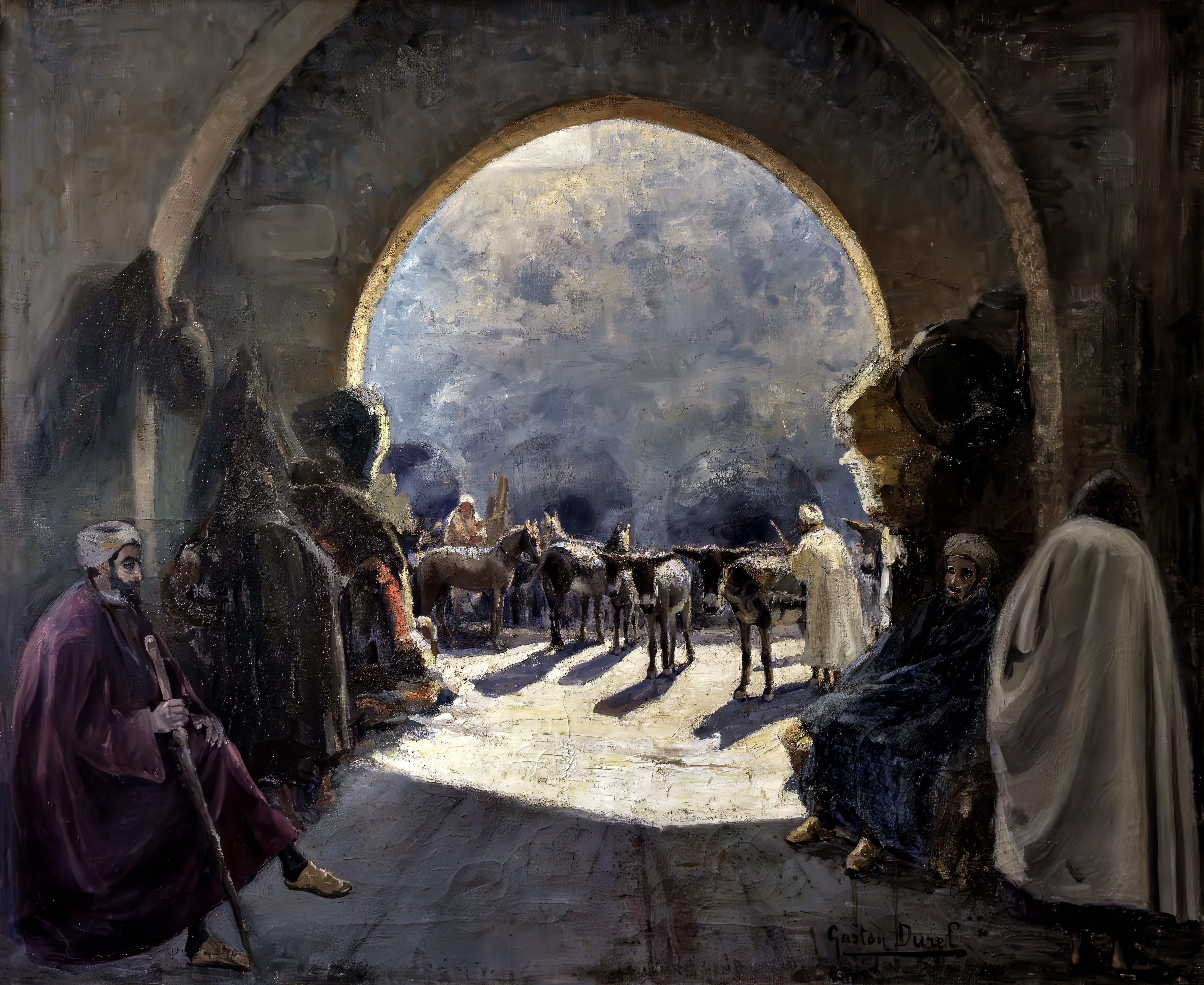
La foire aux ânes - Gaston Durel
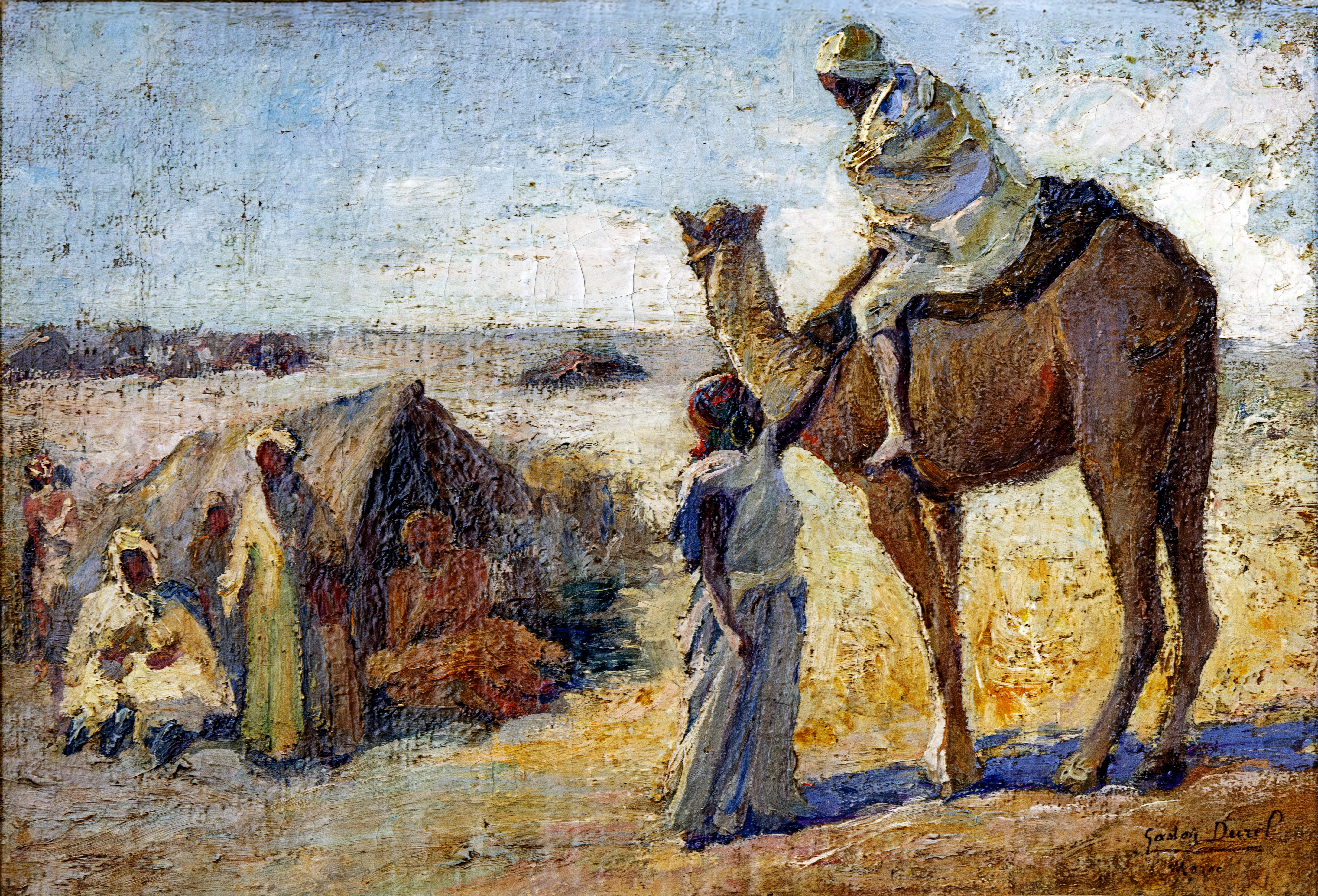
Rencontre dans le désert - Gaston Durel
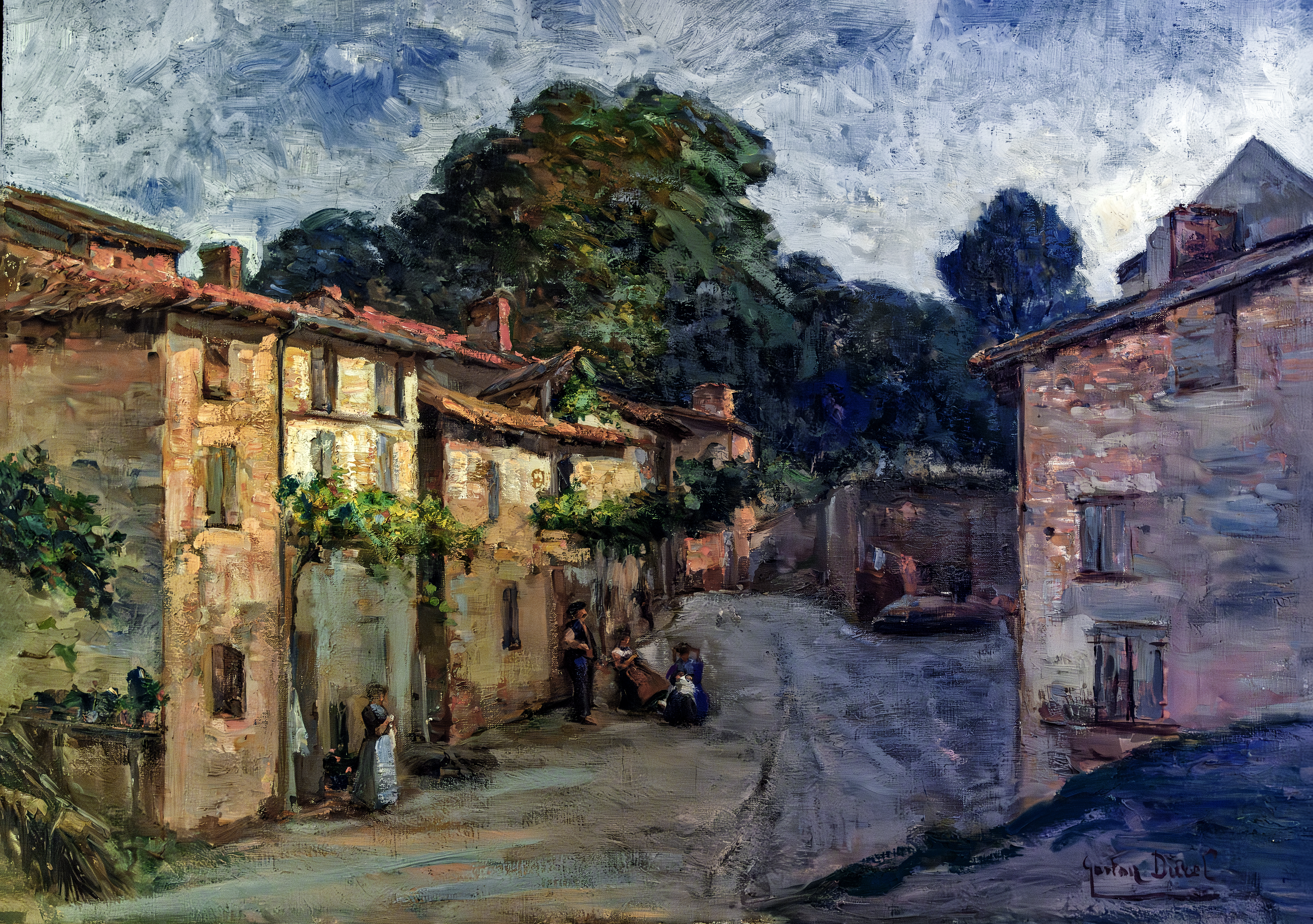
Une rue de Gaillac - Gaston Durel
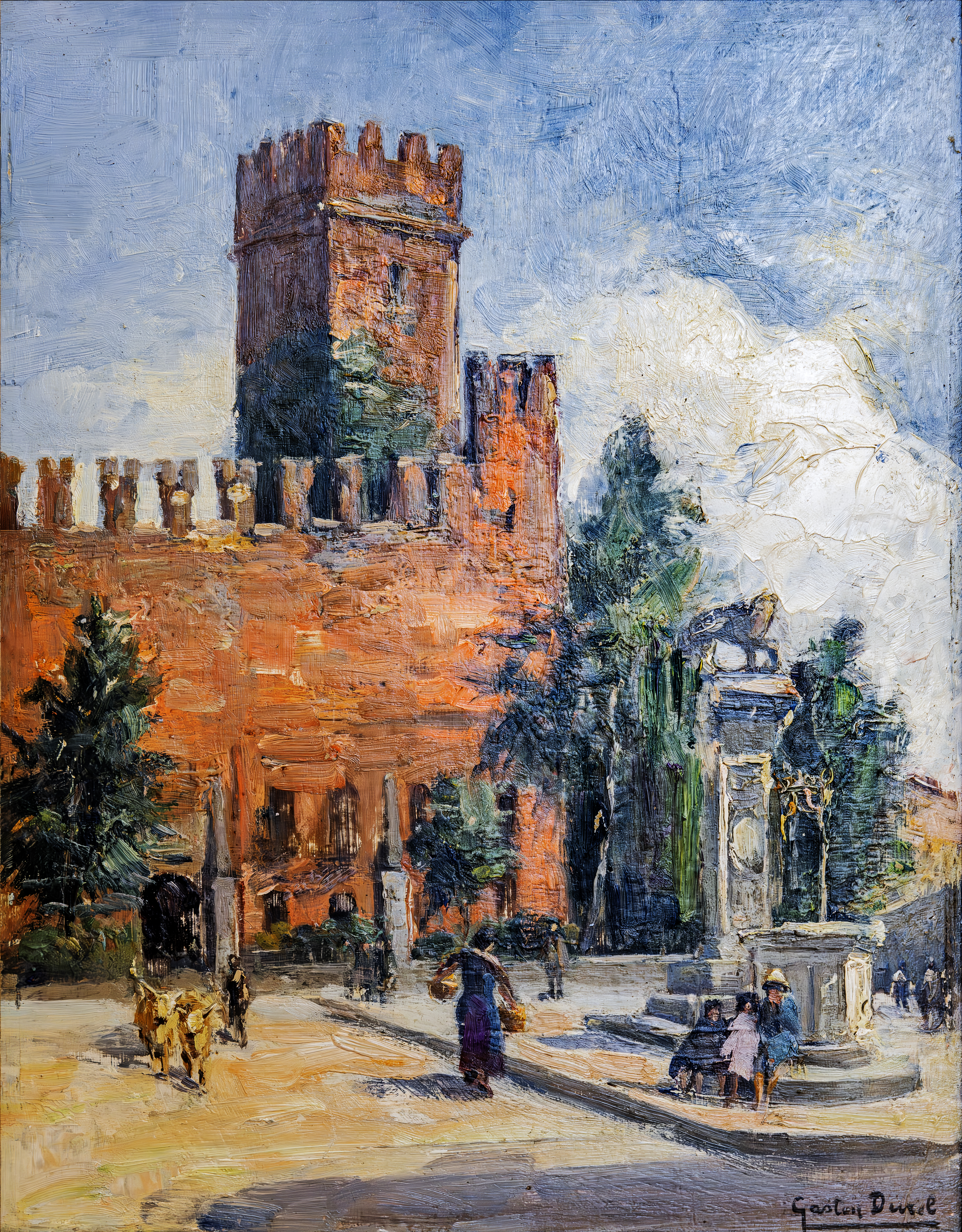
Ville animée avec fortifications rouges - Gaston Durel
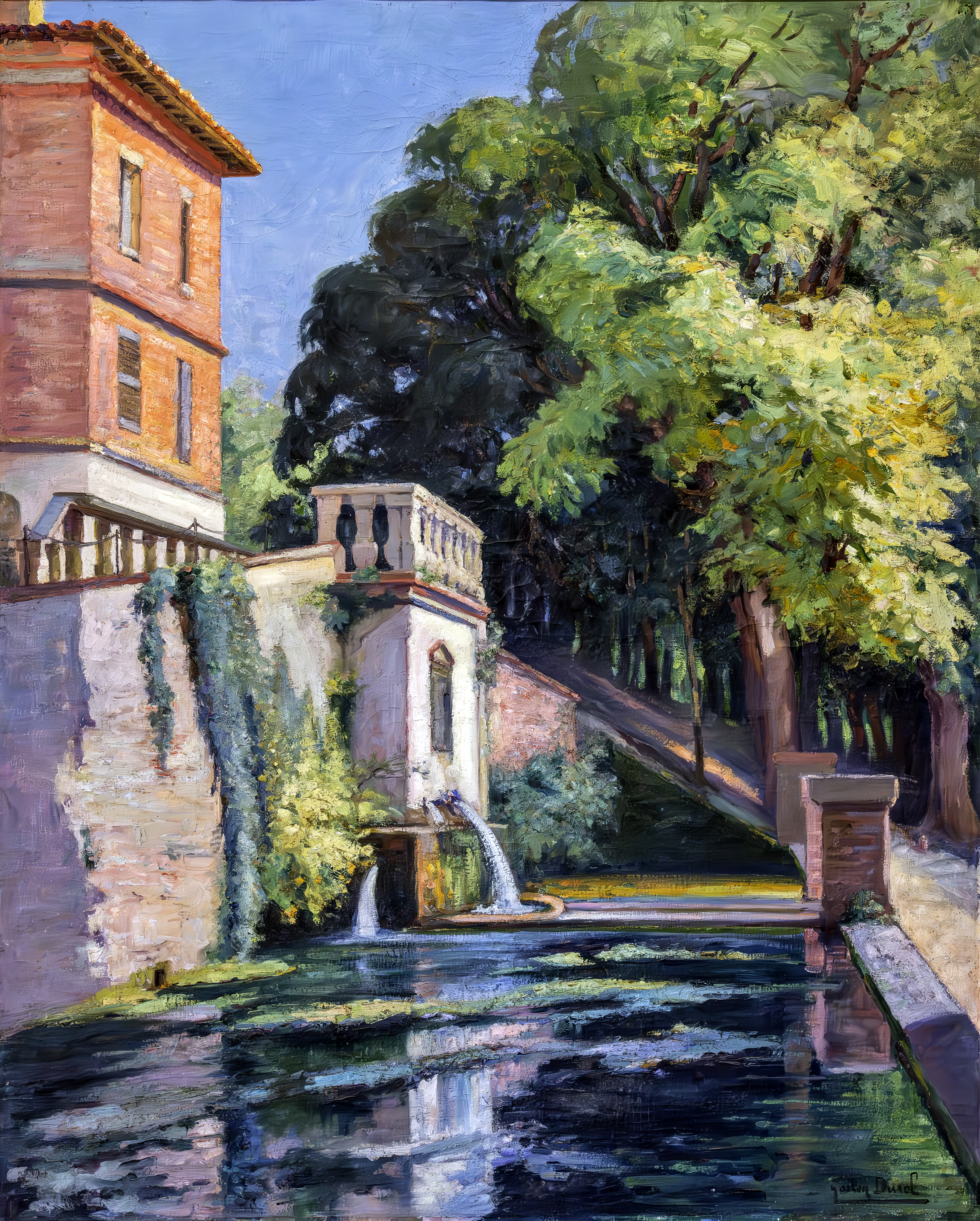
Château de Foucaud - Façade ouest - Gaston Durel
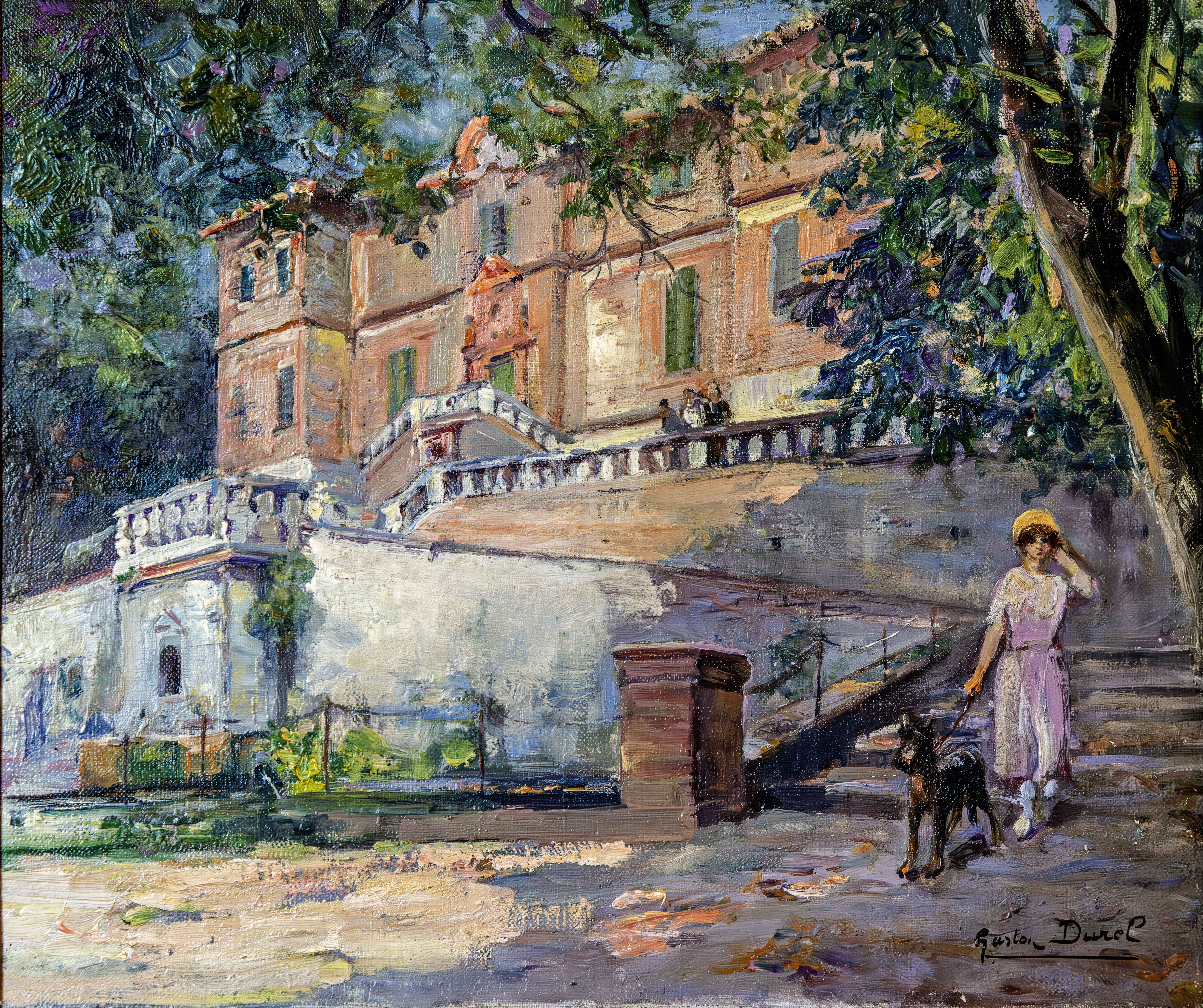
Promenade dans le parc Foucaud à Gaillac - Gaston Durel (~1910)
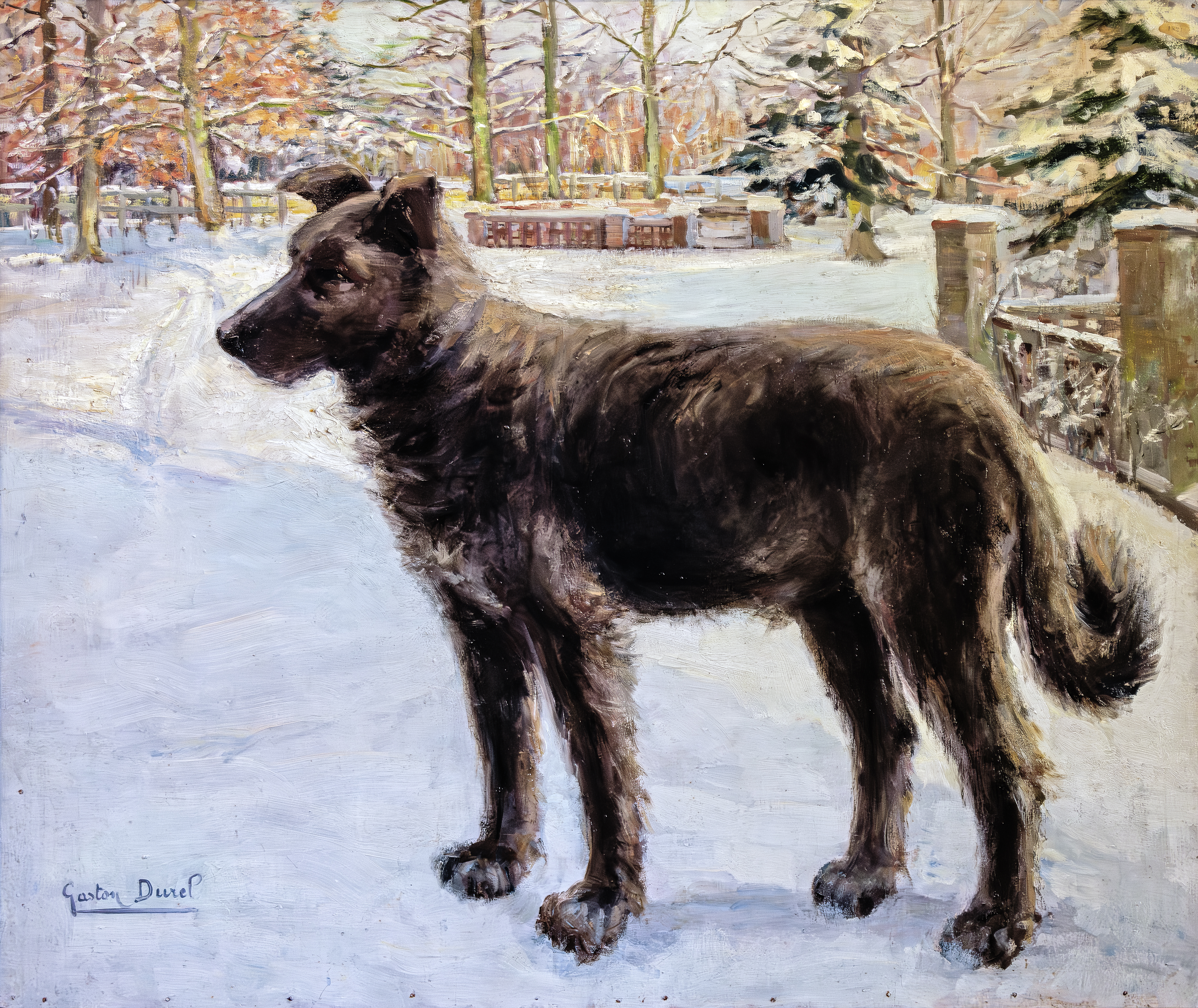
Grand chien dans un paysage de neig, vers 1930 - Gaston Durel

Le musée conserve un fonds d'œuvres du peintre Firmin Salabert (1811-1895), élève d'Ingres, qui a donné à la ville ses tableaux. Le maire de Gaillac cherchant un lieu pour les exposer et après de longues tractations, l'achat du château de Foucaud est réalisé en 1903. D'autres artistes locaux y sont aussi visibles, comme Henri Loubat (1855-1926), Charles Escot (1834-1902), Raymond Tournon (père) (1870-1919), Raymond Tournon (fils) (1901-1975), Gaston Durel (1878-1954), Joseph Espalioux (1921-1986).
Le musée a acquis depuis 2000 plusieurs huiles et dessins de Marie Bermond (1859-1941).

Dessin
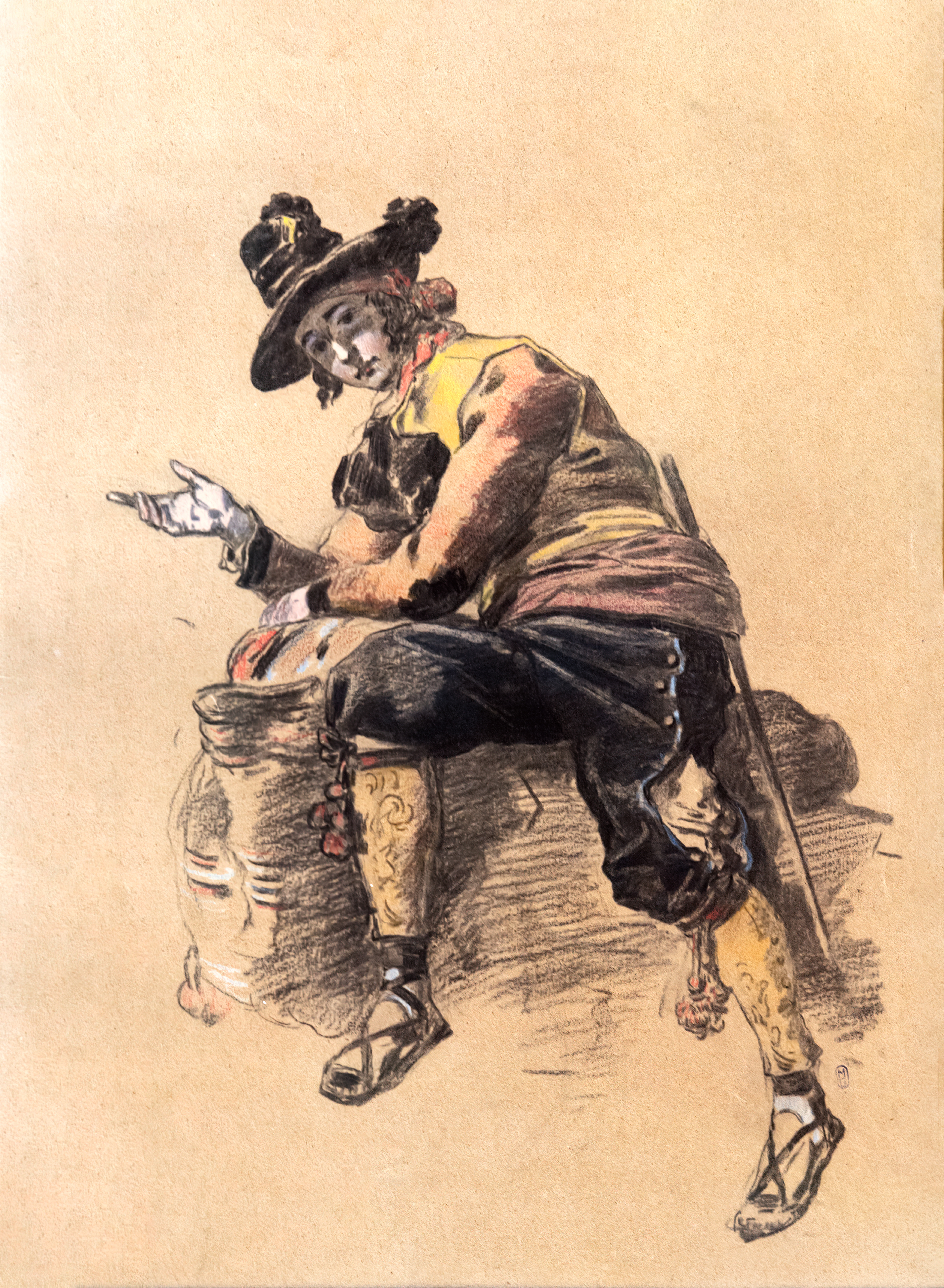
Jeune paysan espagnol en costume Joseph Latour
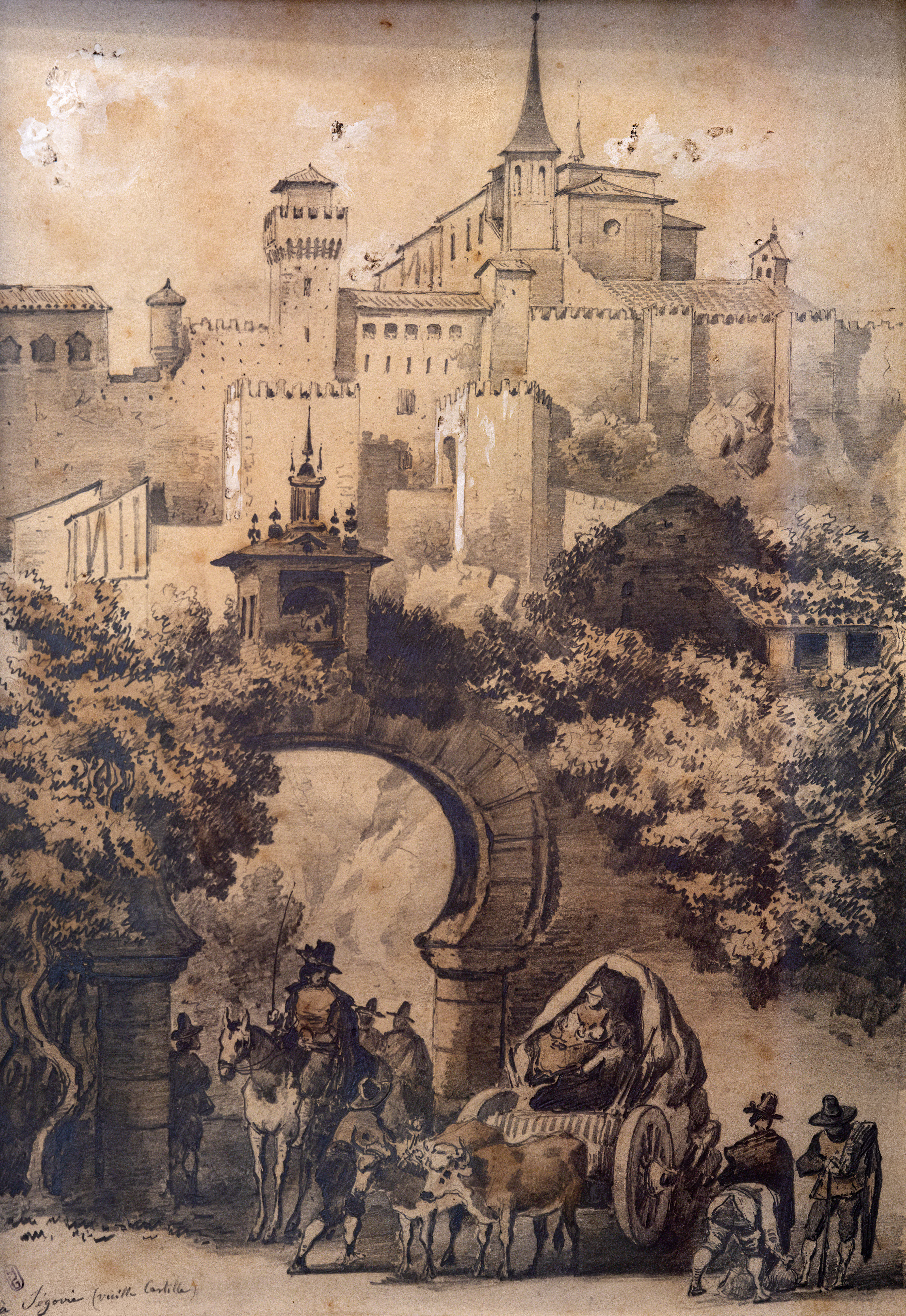
A Ségovie, vieille Castille - Joseph Latour
Couple de personnage de théâtre - Firmin Salabert
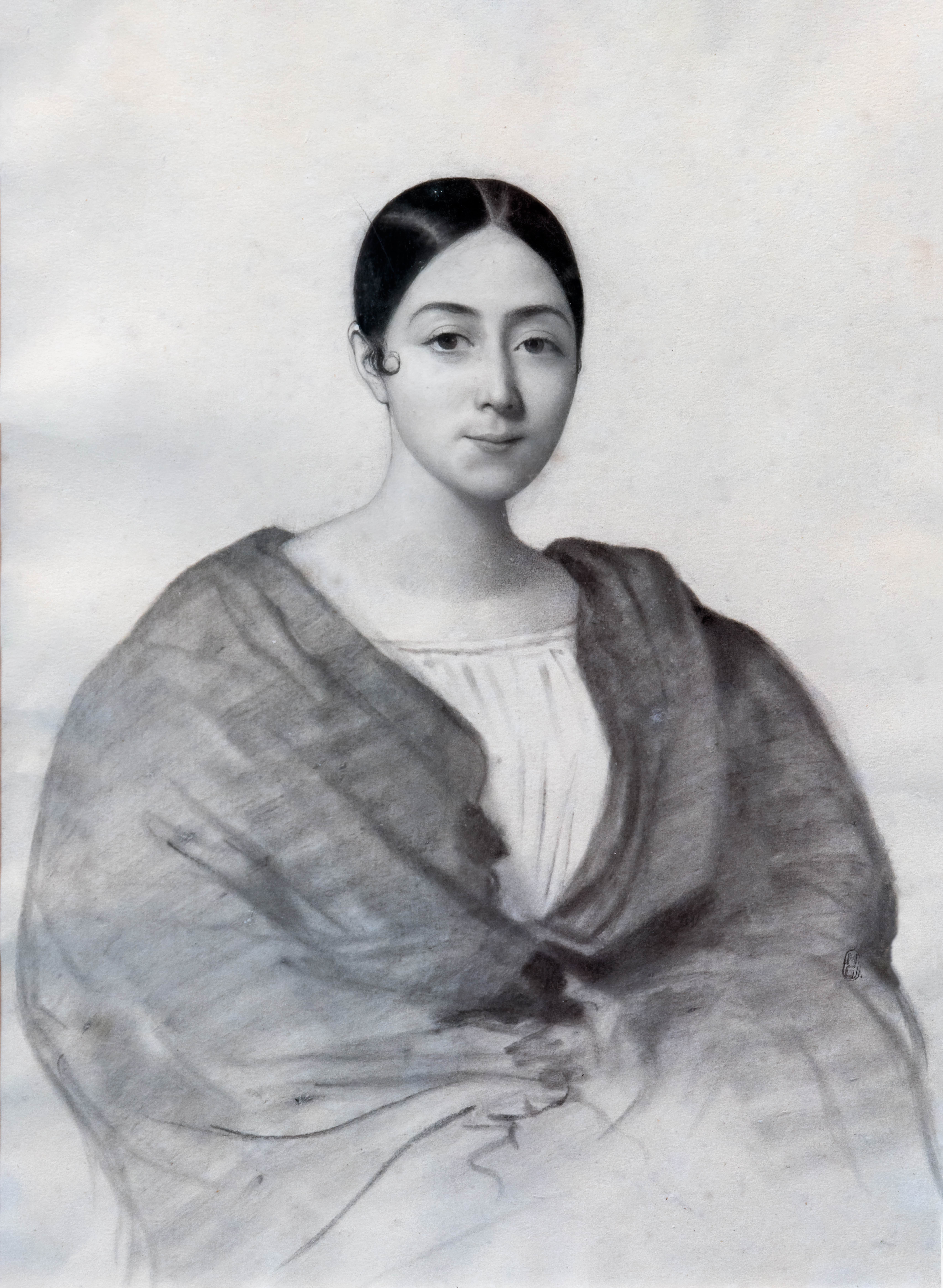
Maria Malibran - Firmin Salabert

Portrait de Jean-Jacques Rigal
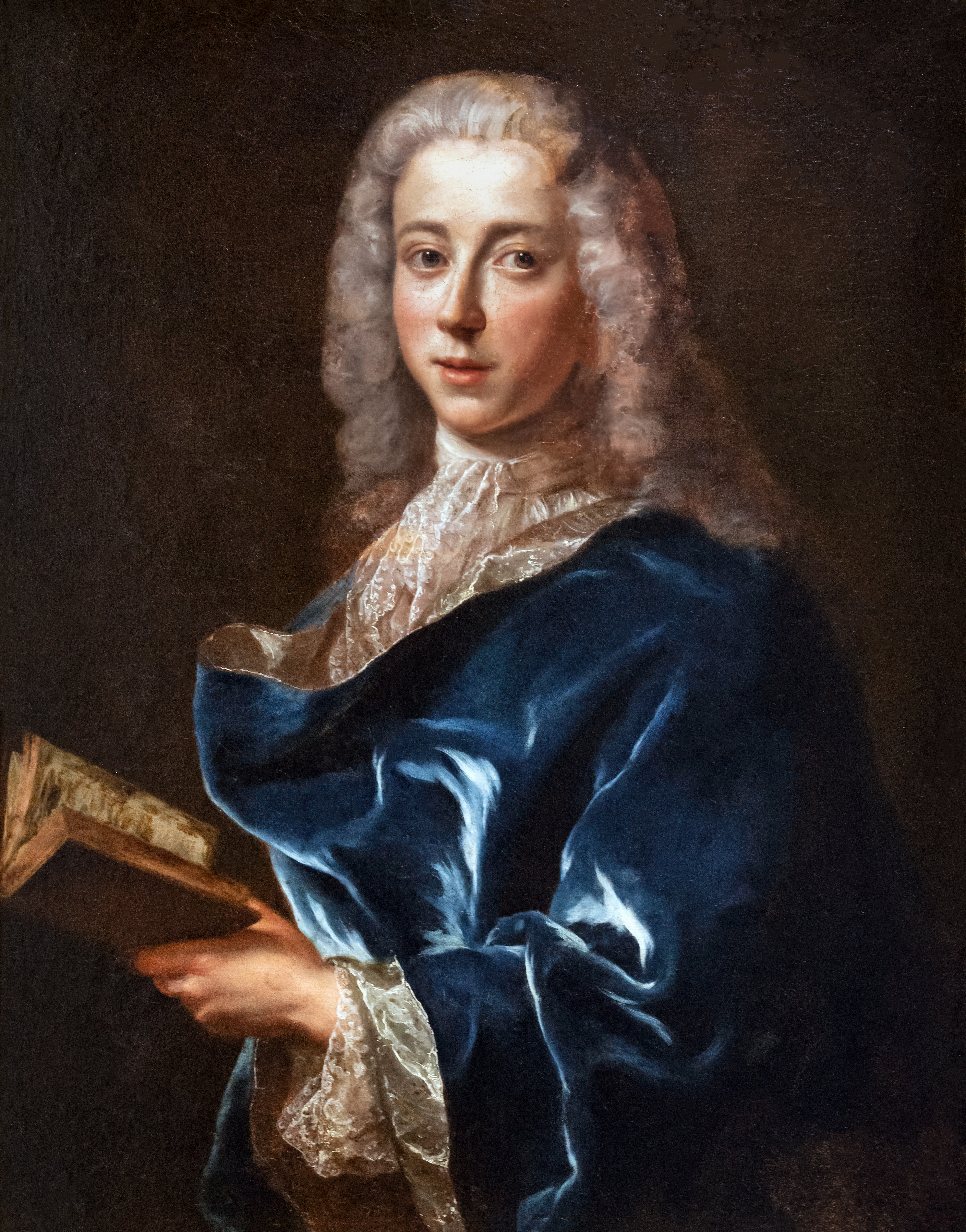
Portait d'un homme au manteau bleu tenant un livre François de Troy
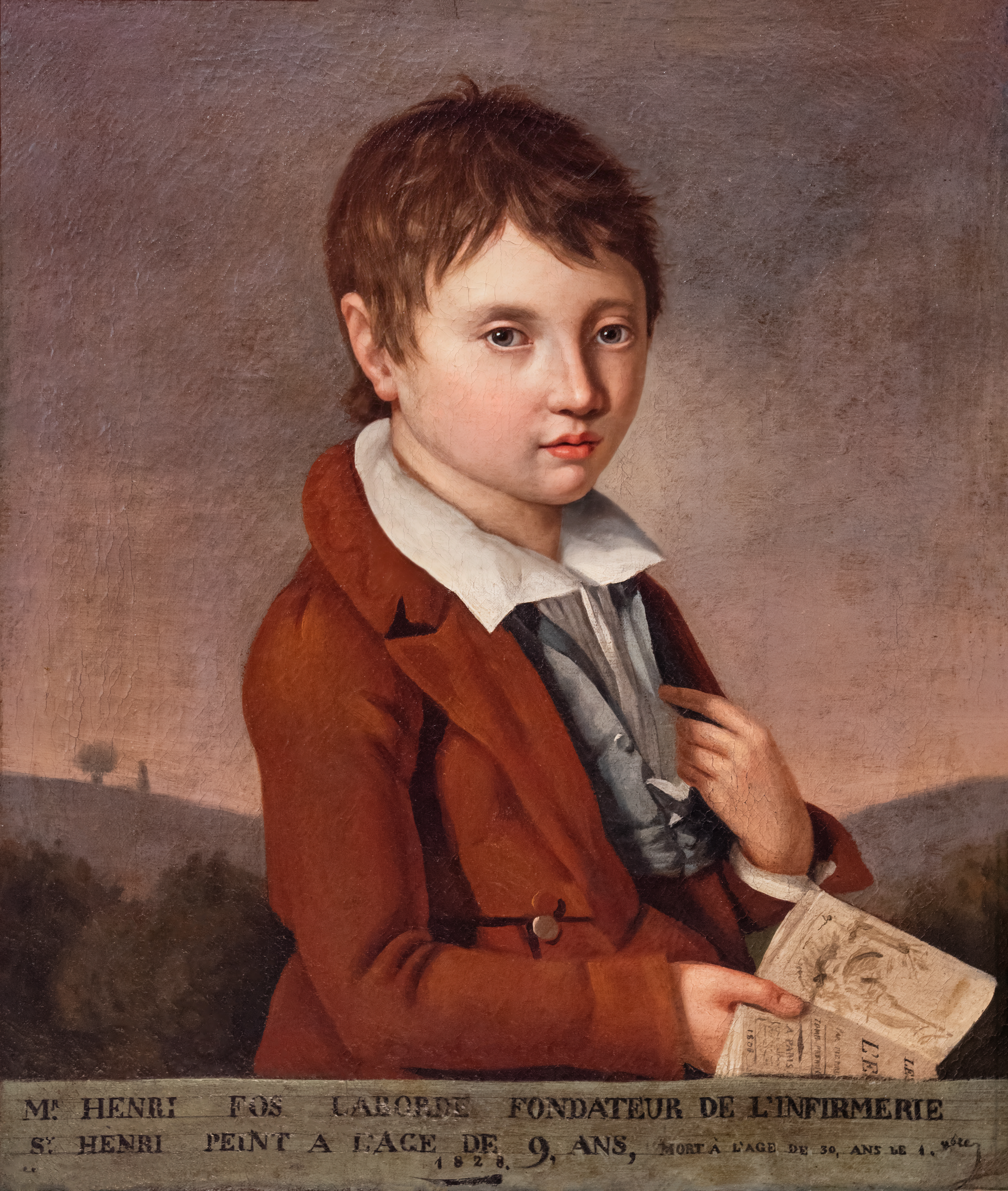
Henri Fos de Laborde enfant - Fortuné Dufau
Placide de Cousin (~1810) par Jean Damaze Facieu
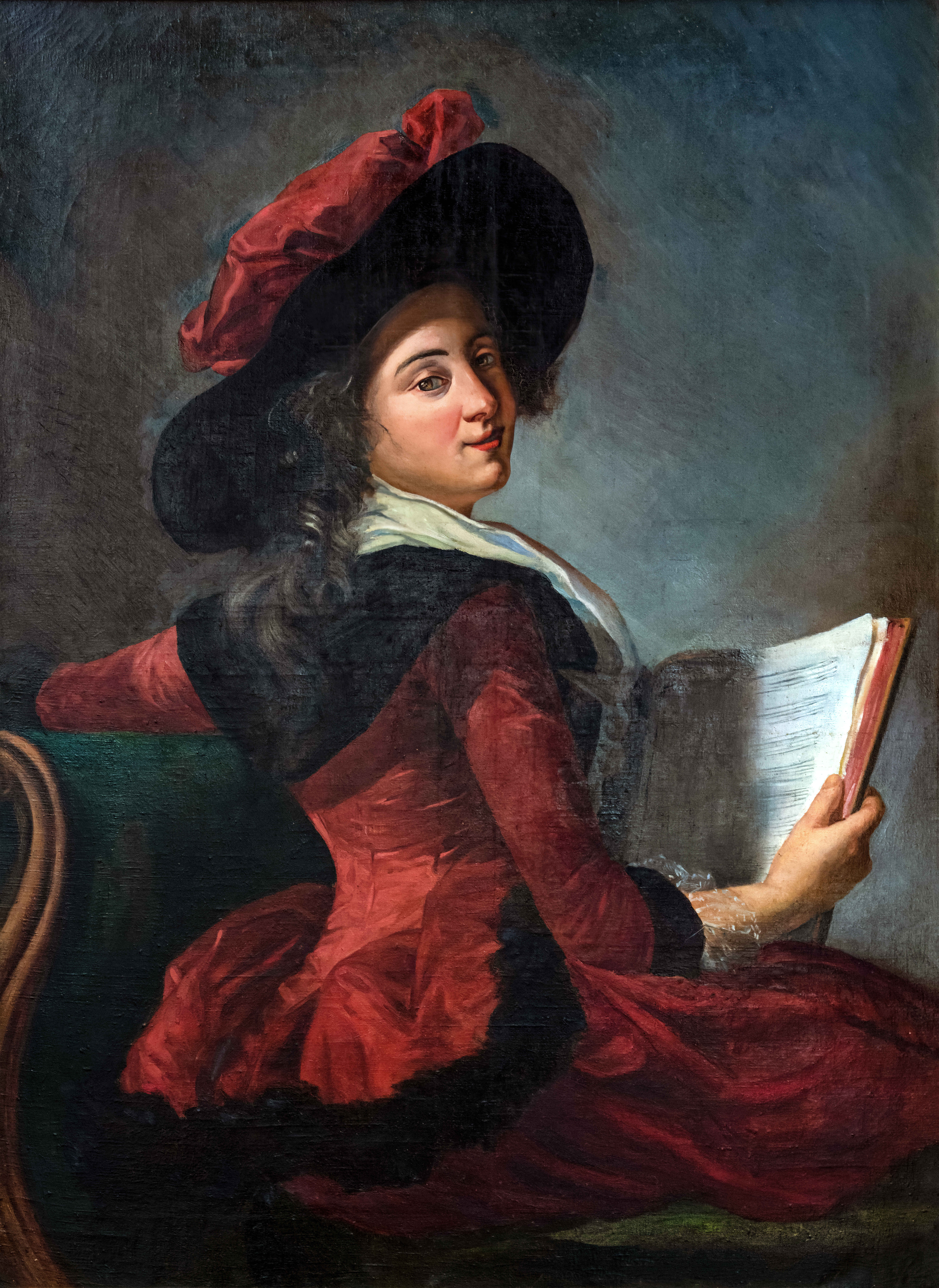
Portrait de la baronne de Crussol par Georges Facieu
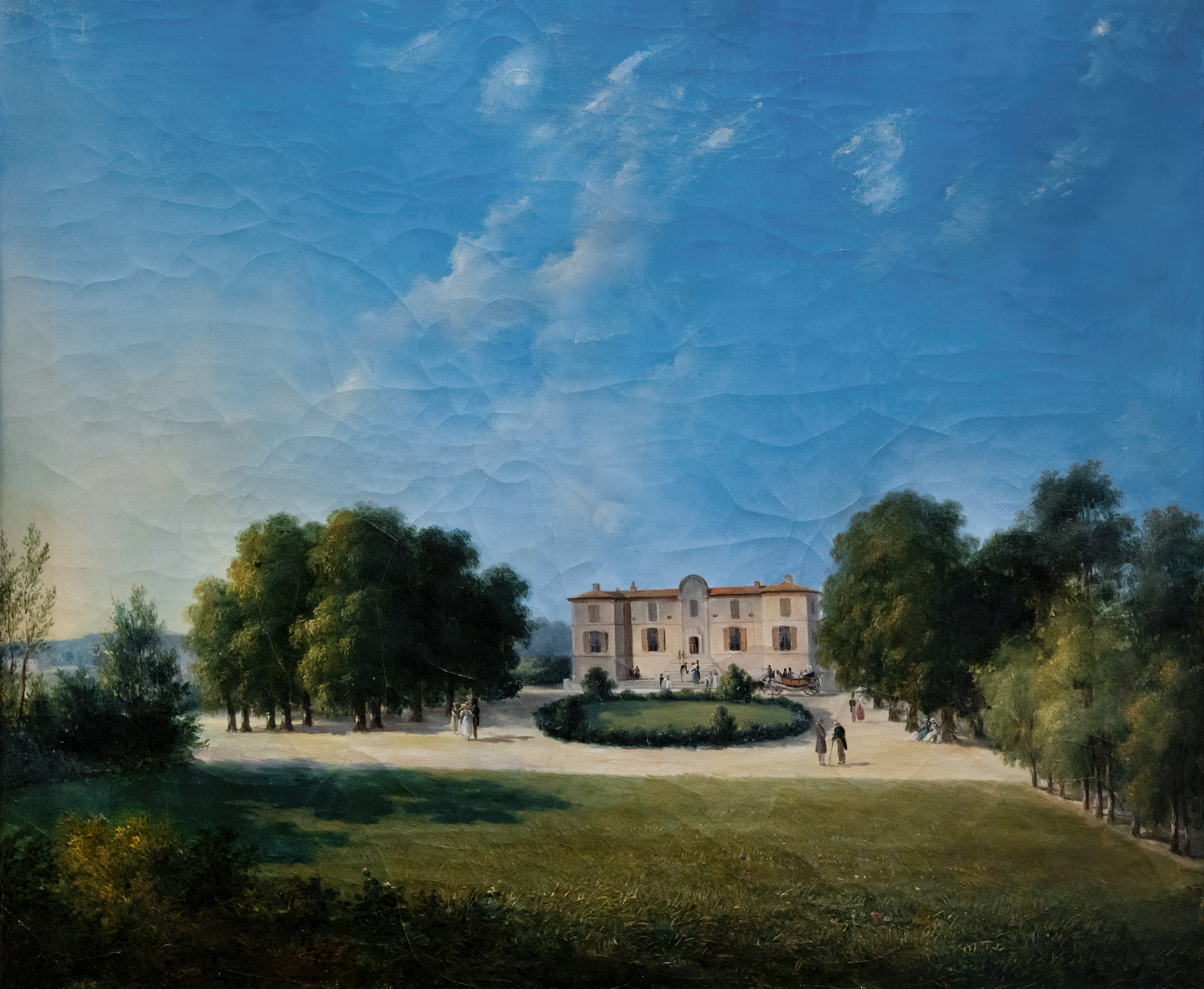
Vue nord du parc et du Château de Foucaud 1840 - Jean-Louis Petit
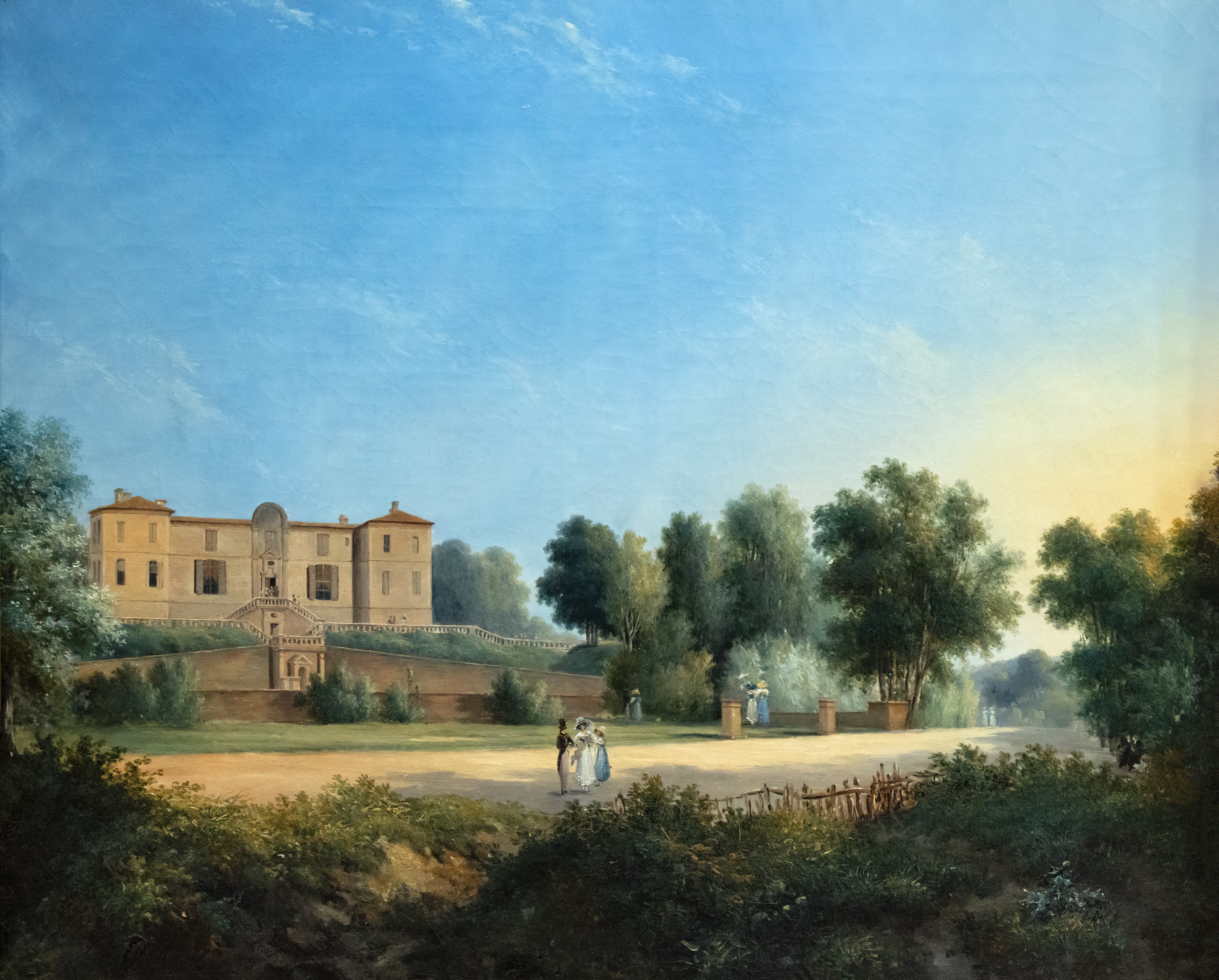
Vue sud du parc et du Château de Foucaud, 1840 - Jean-Louis Petit
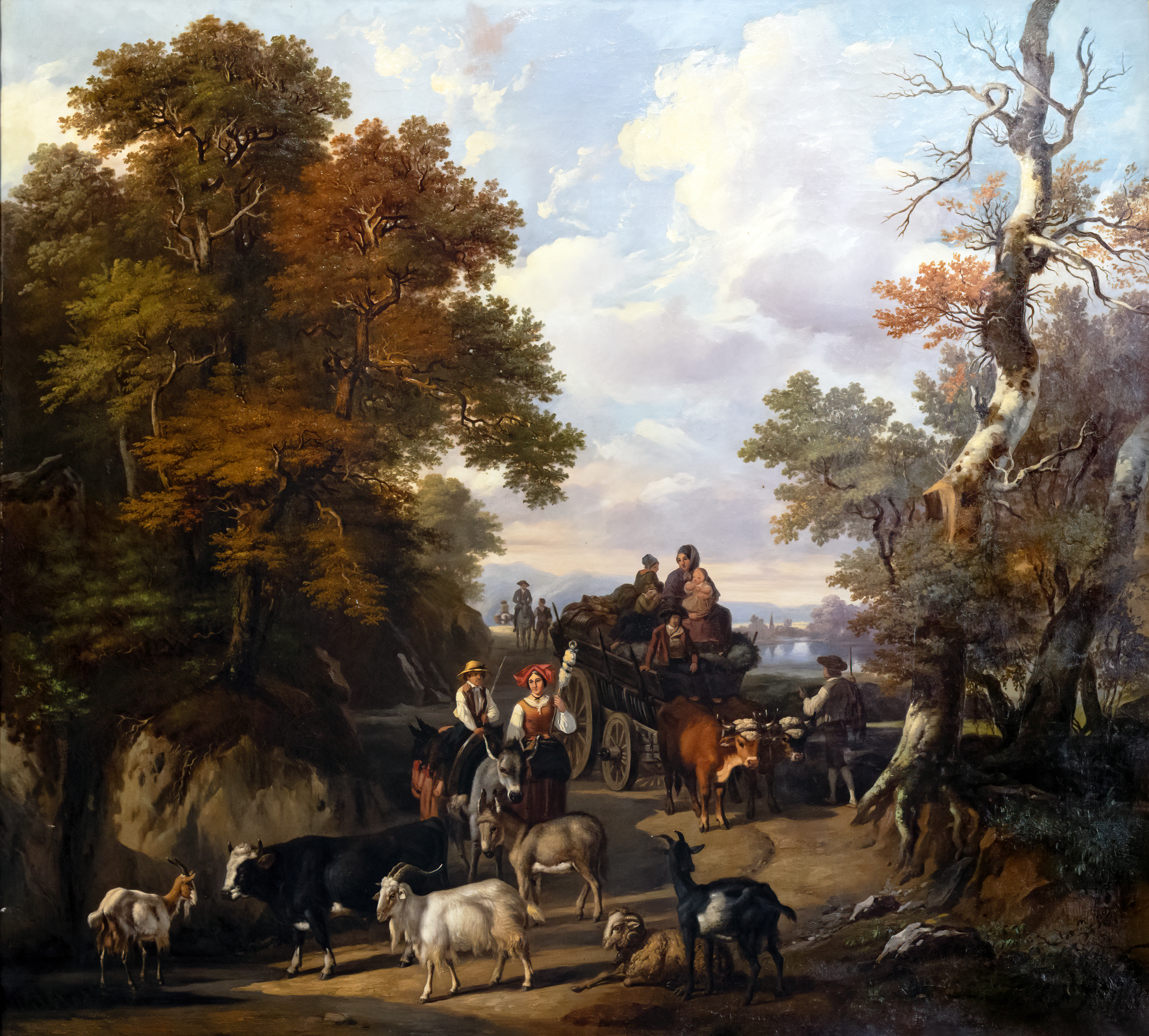
Retour de foire (1850) par Joseph Latour
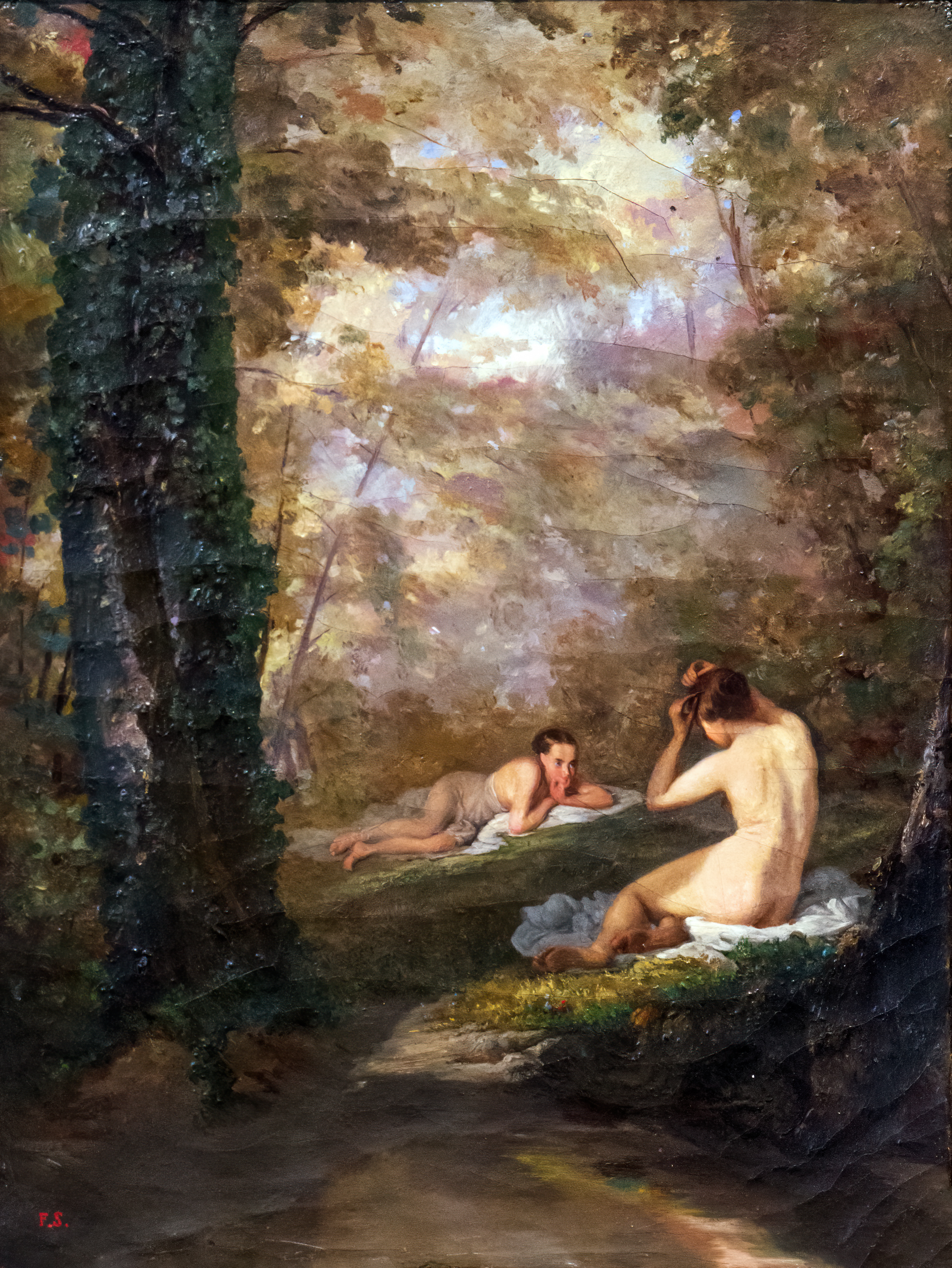
Baigneuses 895.1.171 par Firmin Salabert
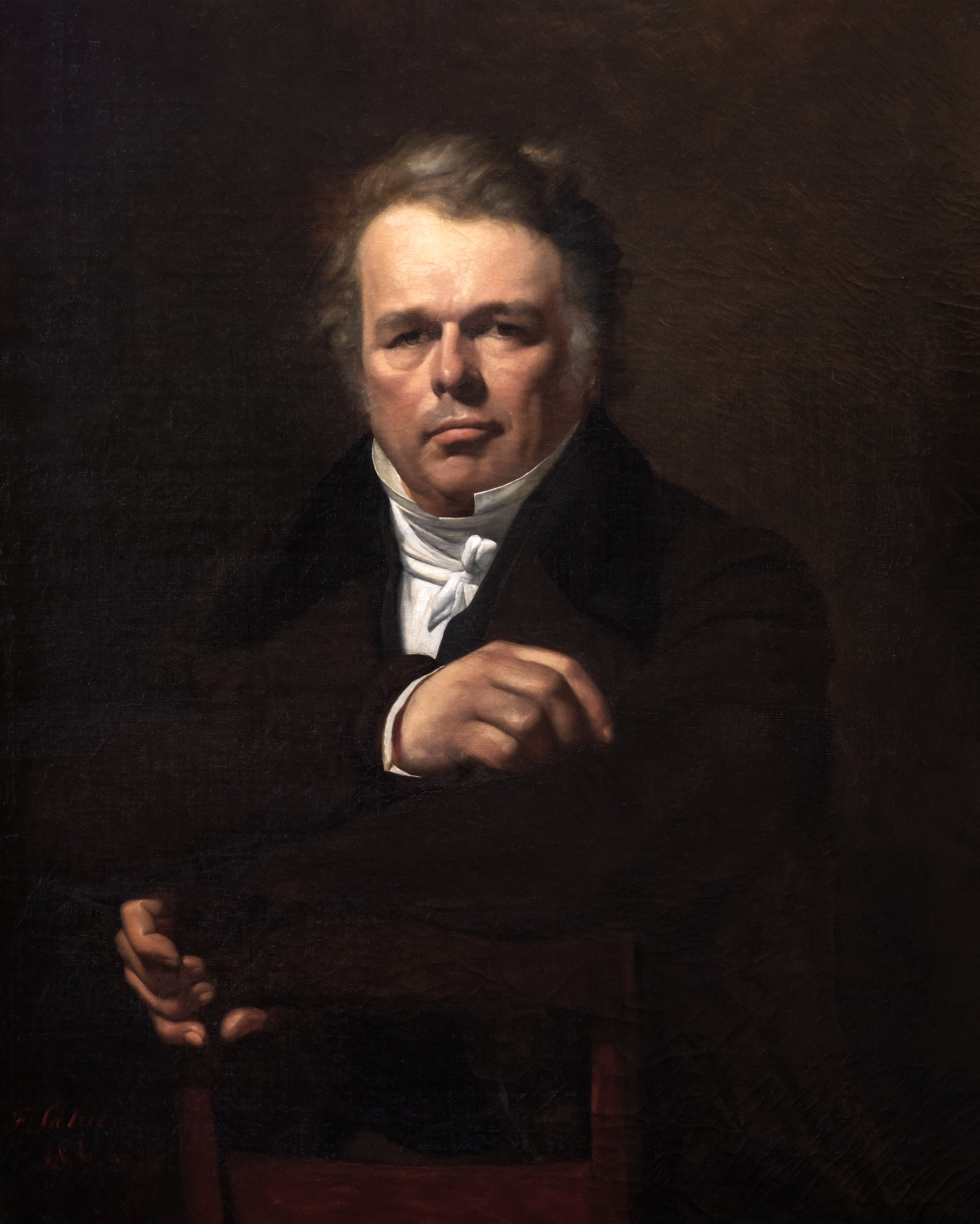
Portrait de Jean Dominique Ingres - Firmin Salabert
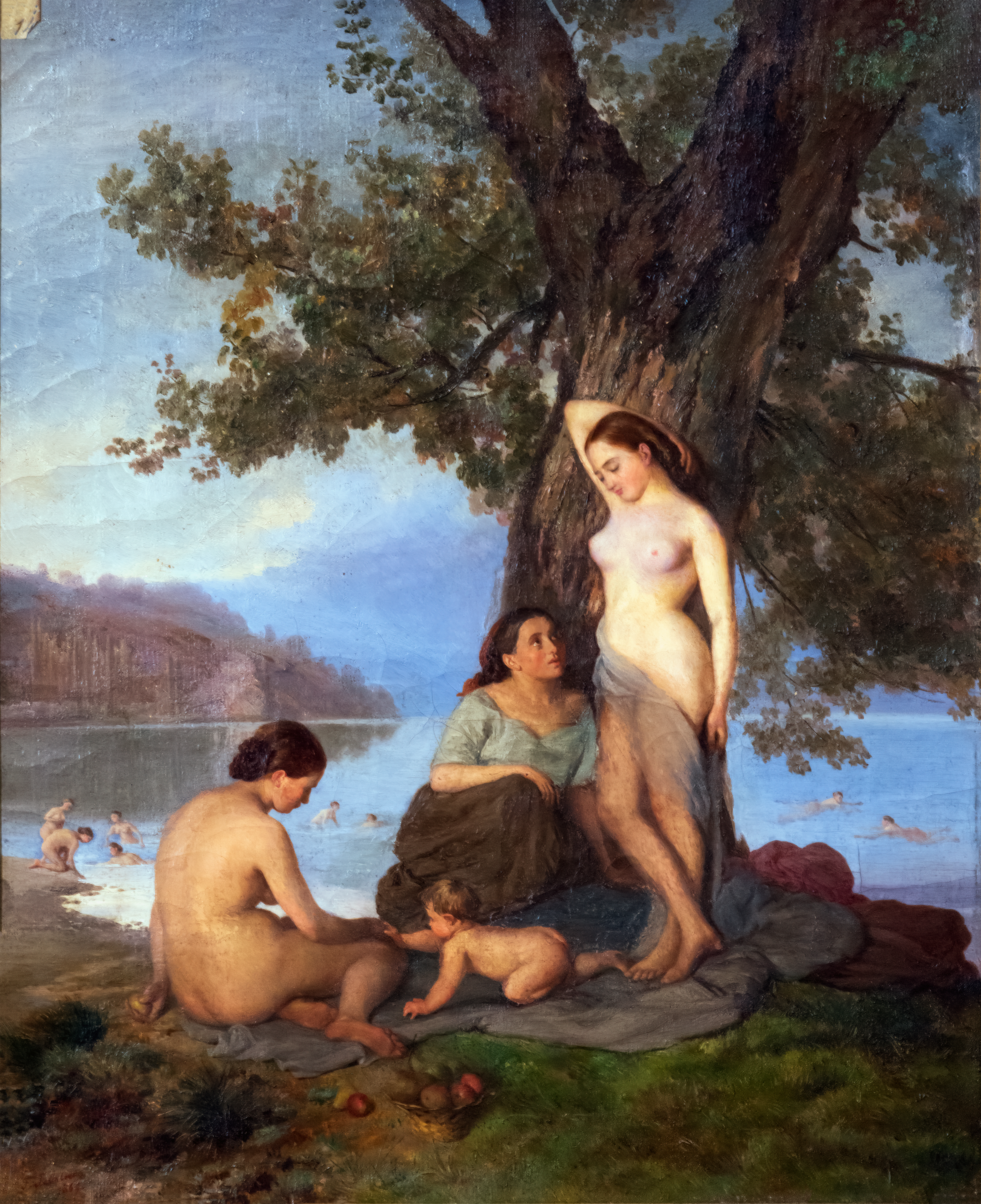
Baigneuses 895.1.168 - Firmin Salabert
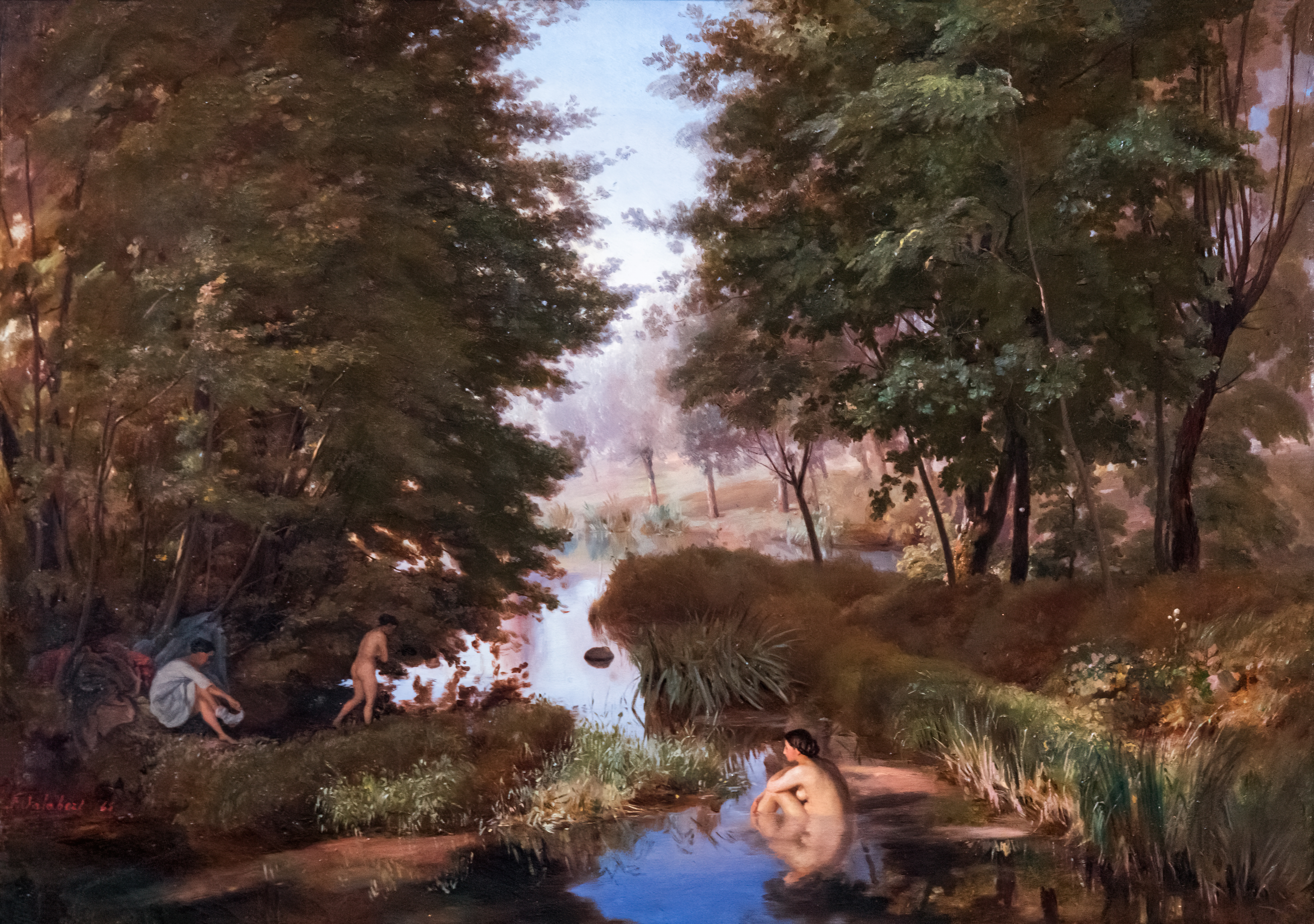
Baigneuses 895.1.134 - Firmin Salabert
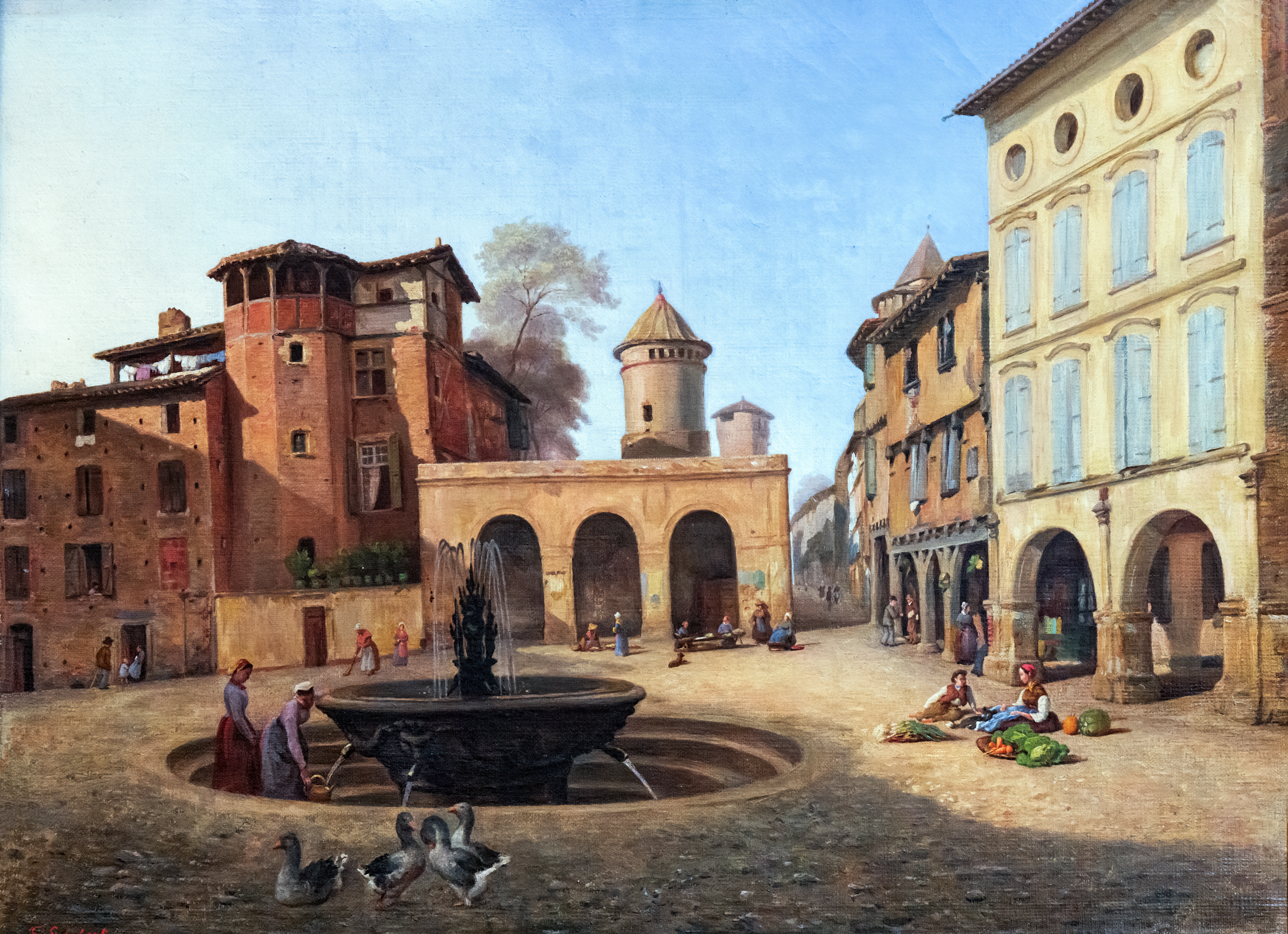
Place de la fontaine de Gaillac(Griffoul) - Firmin Salabert
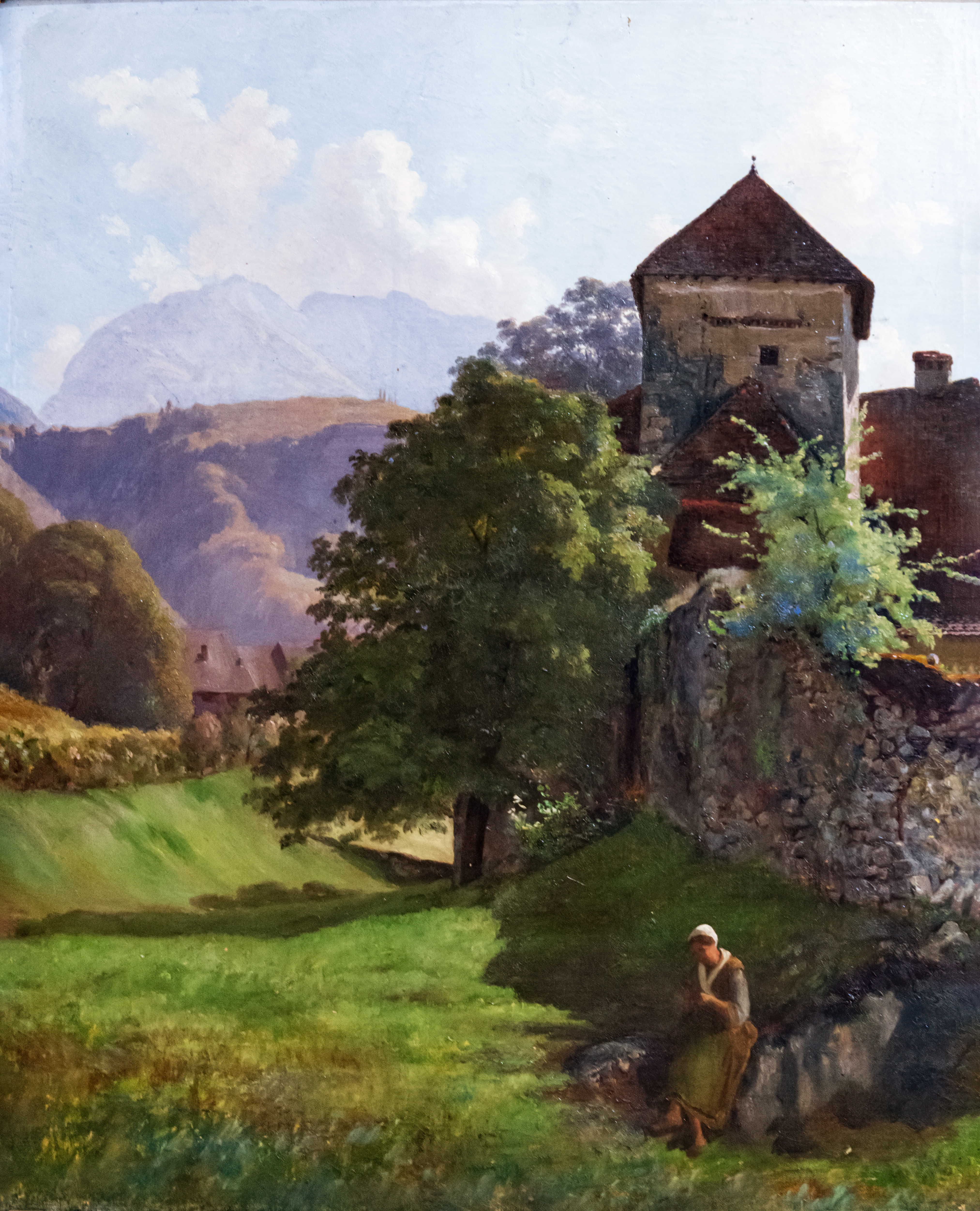
Abbaye des Bénédictins de Talloires - Firmin Salabert
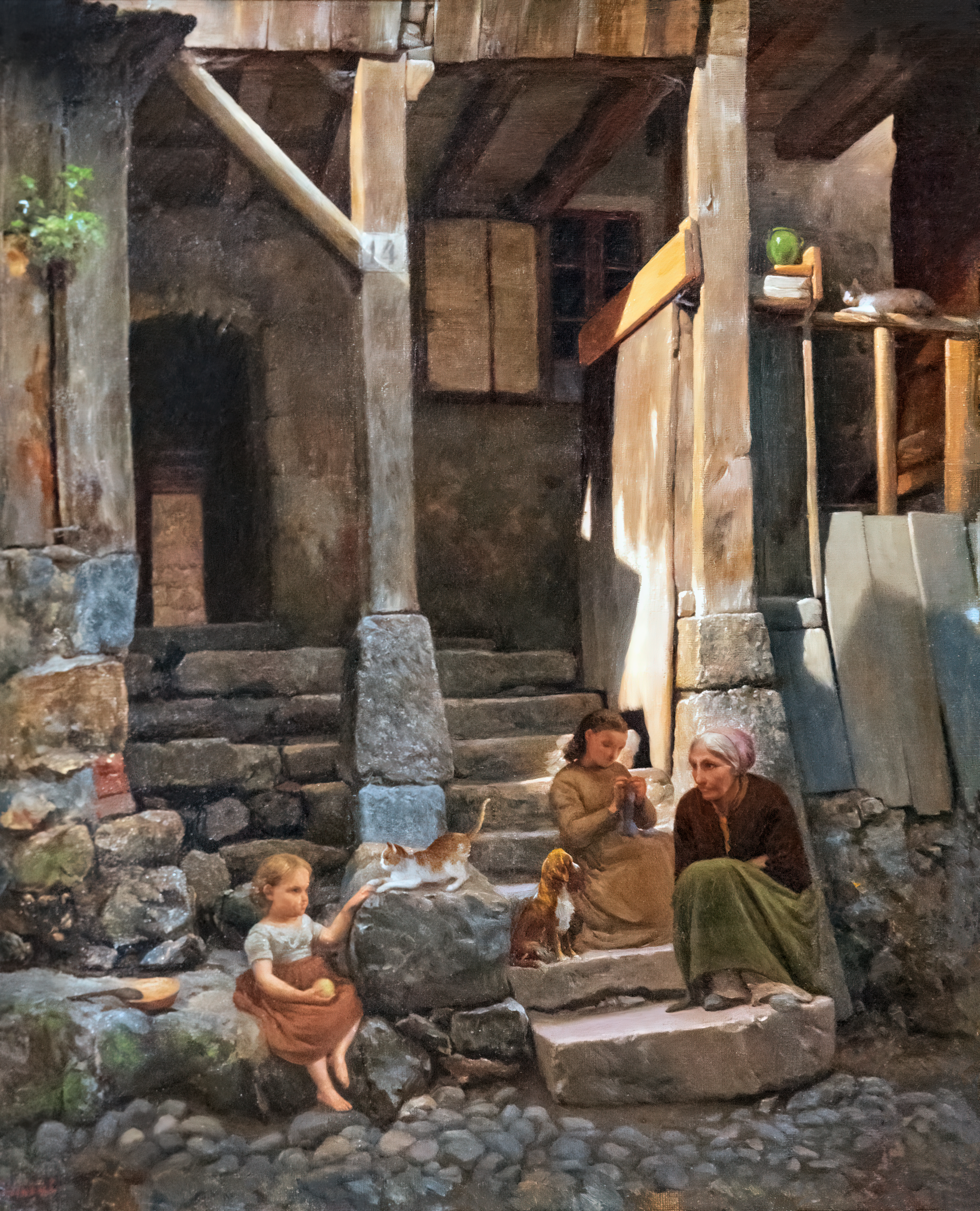
Un ancien portique Annecy - Firmin Salabert
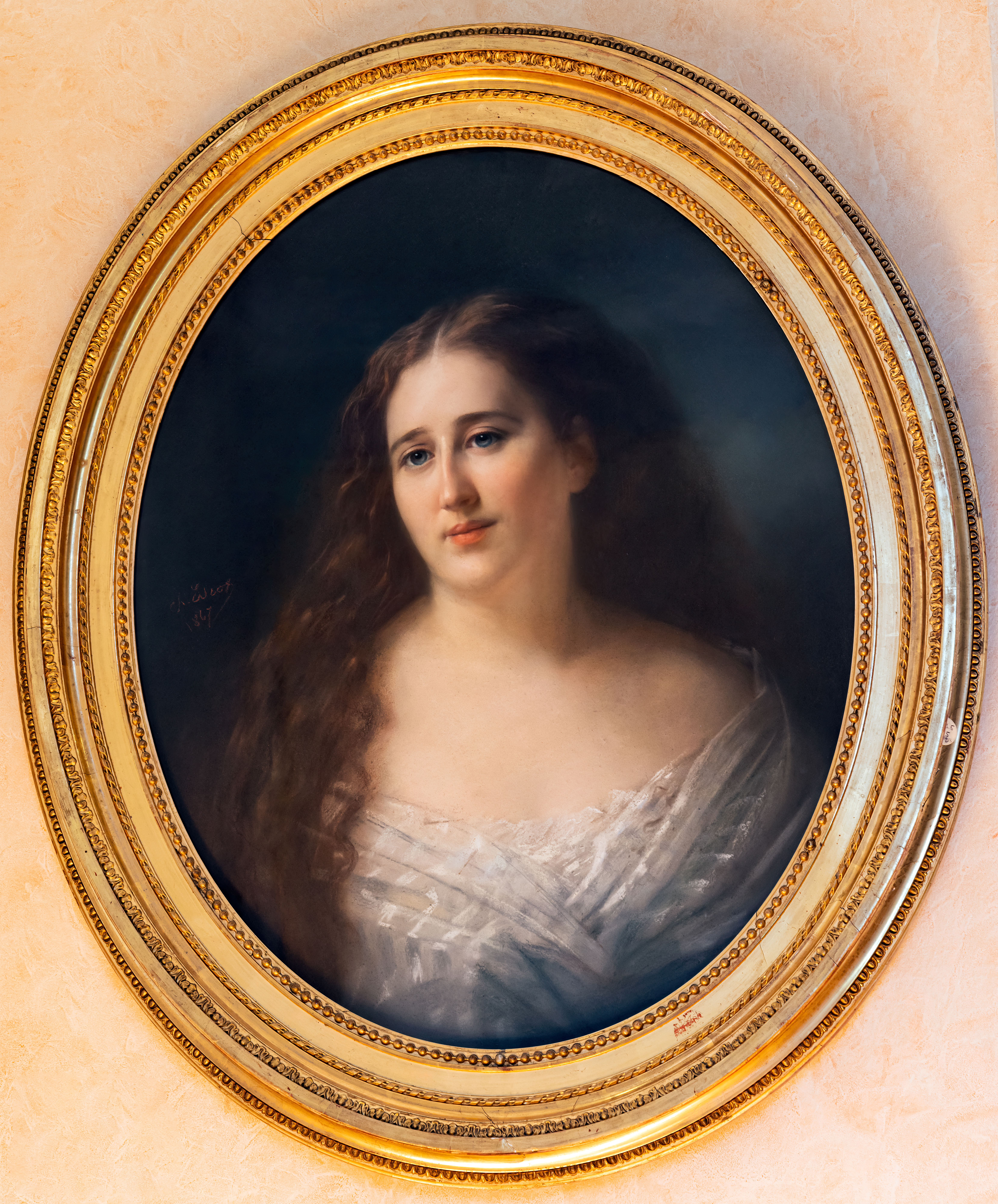
Portrait d'Adèle de Rothschild (1867) par Charles Escot
Portrait de Rose Caussé Gondrand par Charles Escot
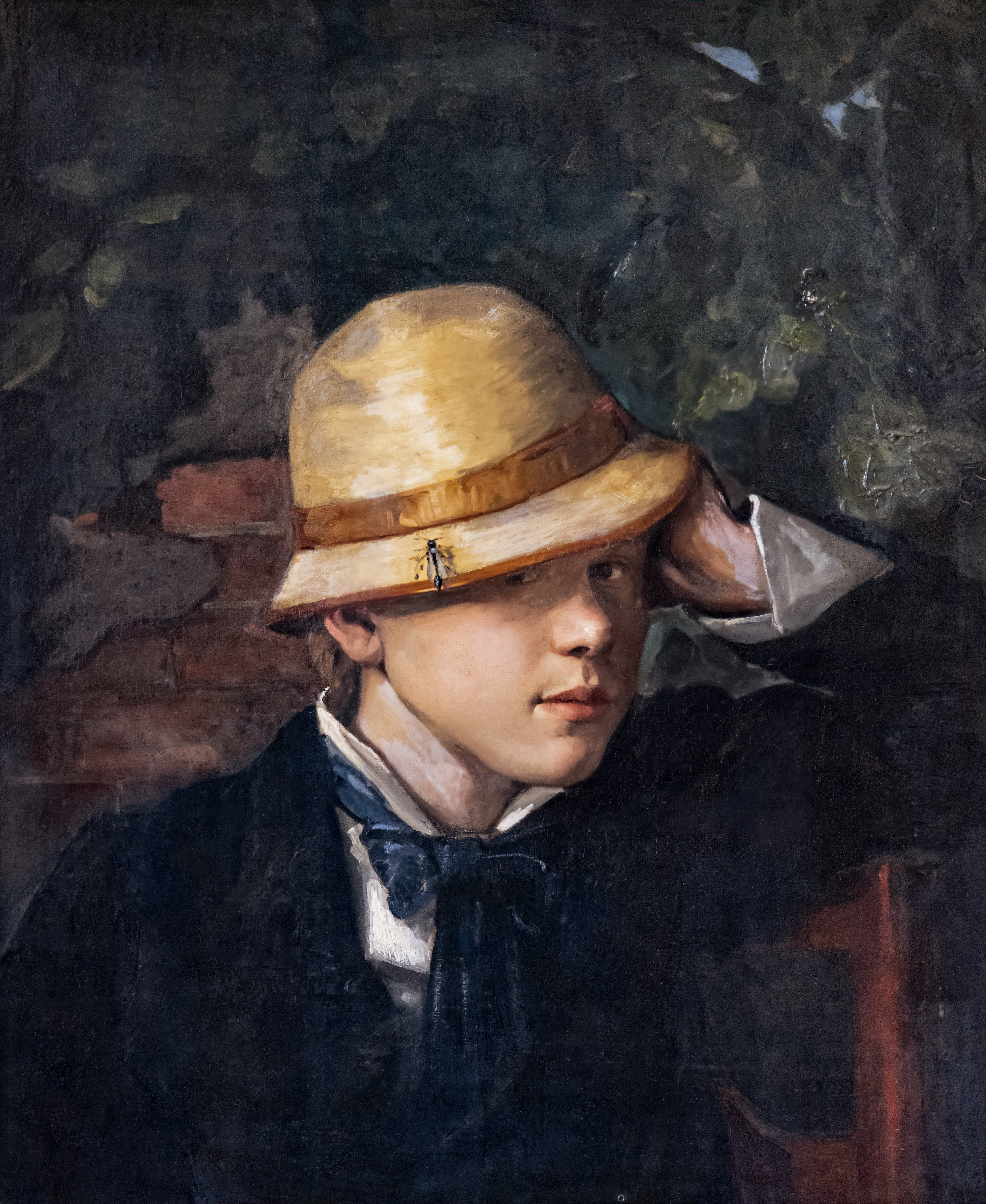
Portrait d'Augustin Loubat (1872) Henri Loubat
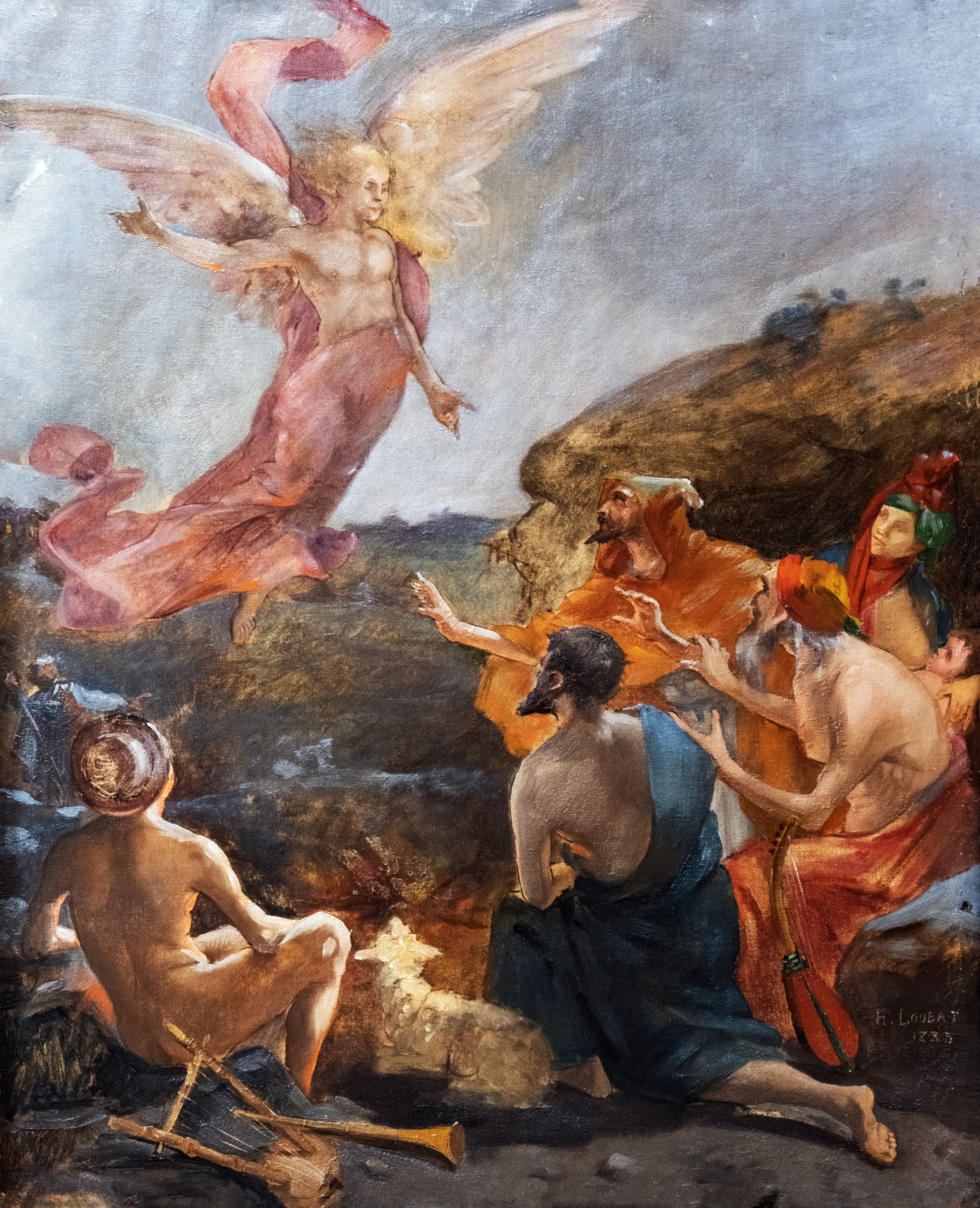
L'annonce faite aux bergers (1885) Henri Loubat
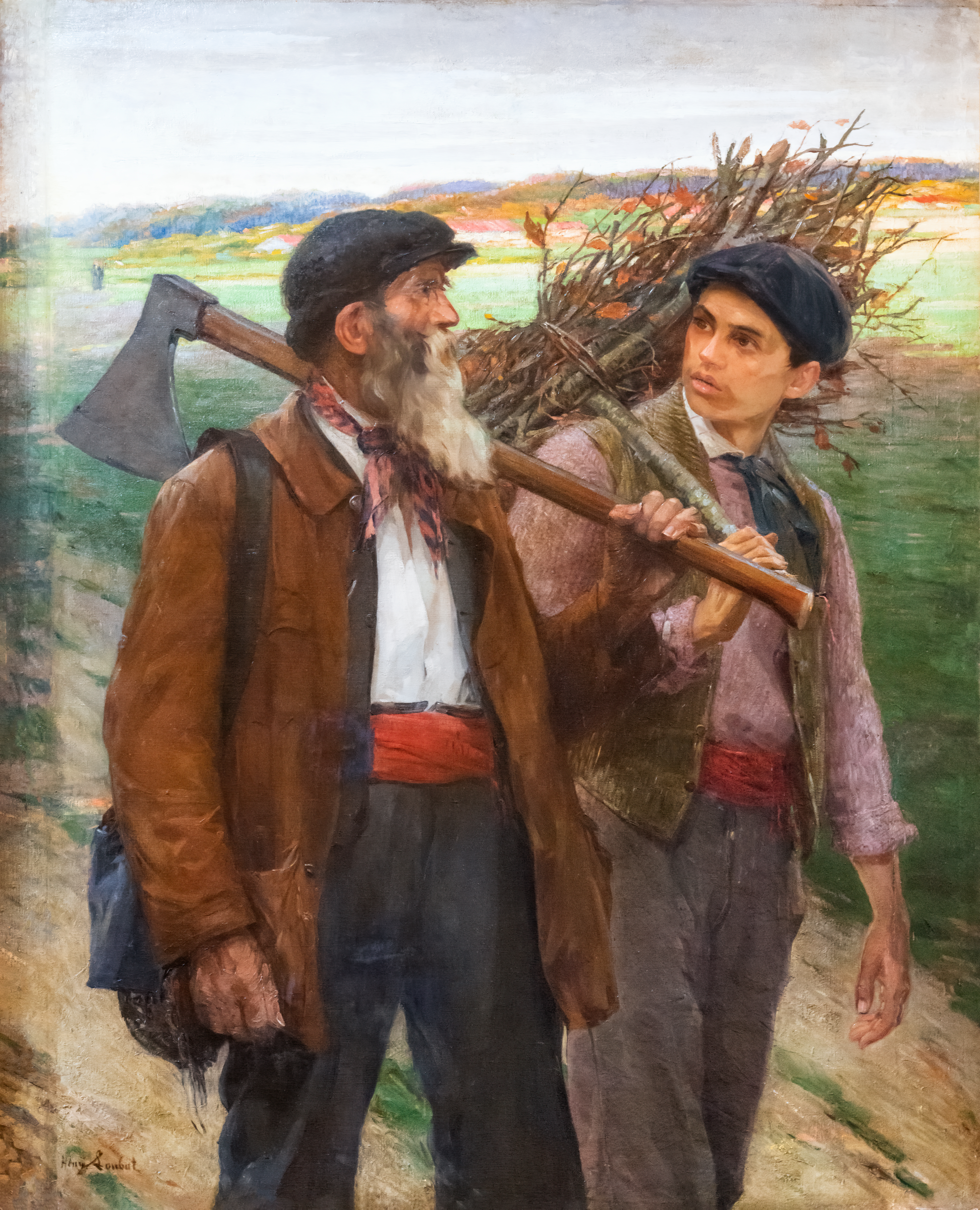
Le retour des bûcherons Henri Loubat
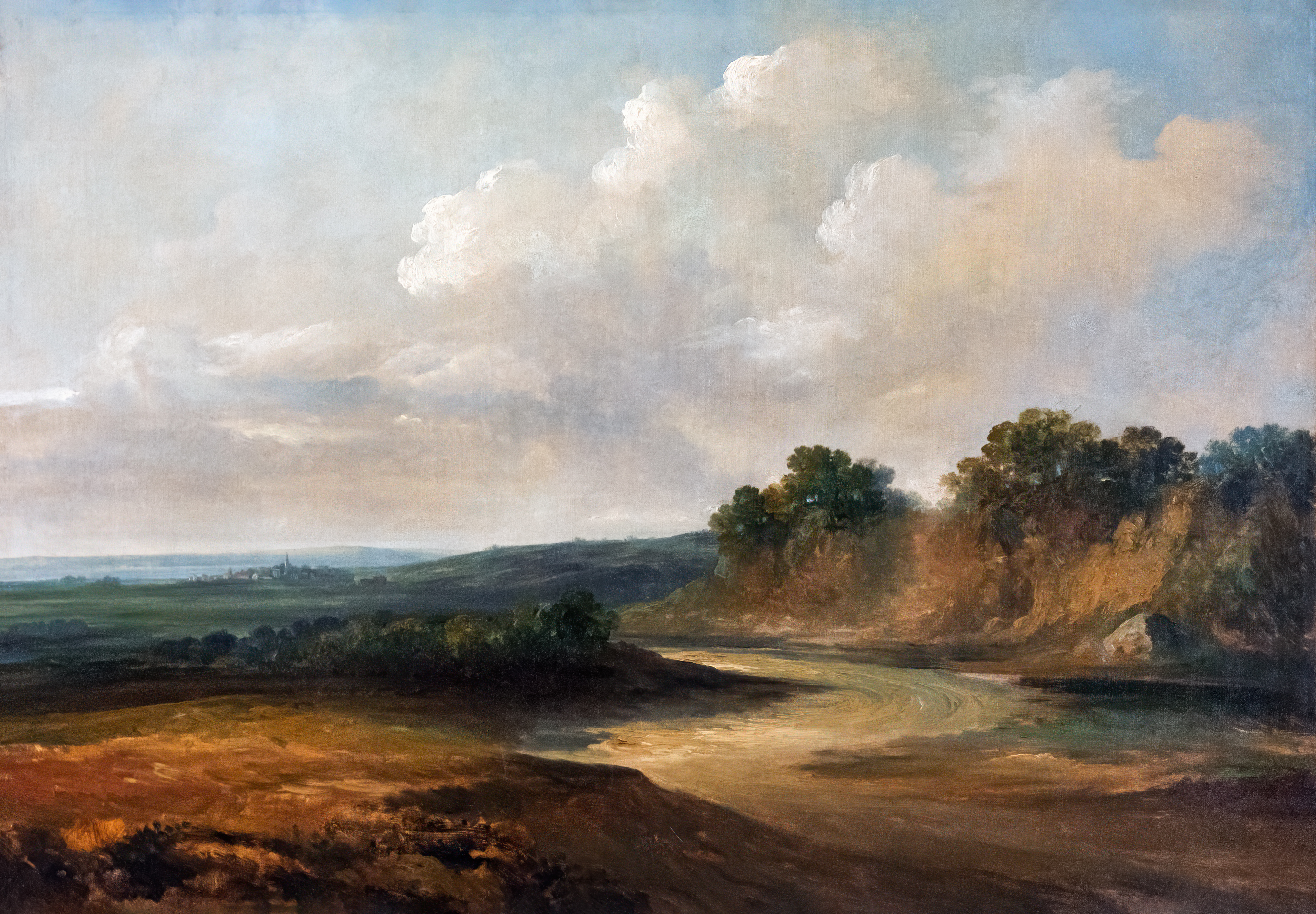
La route tournante - Georges Michel
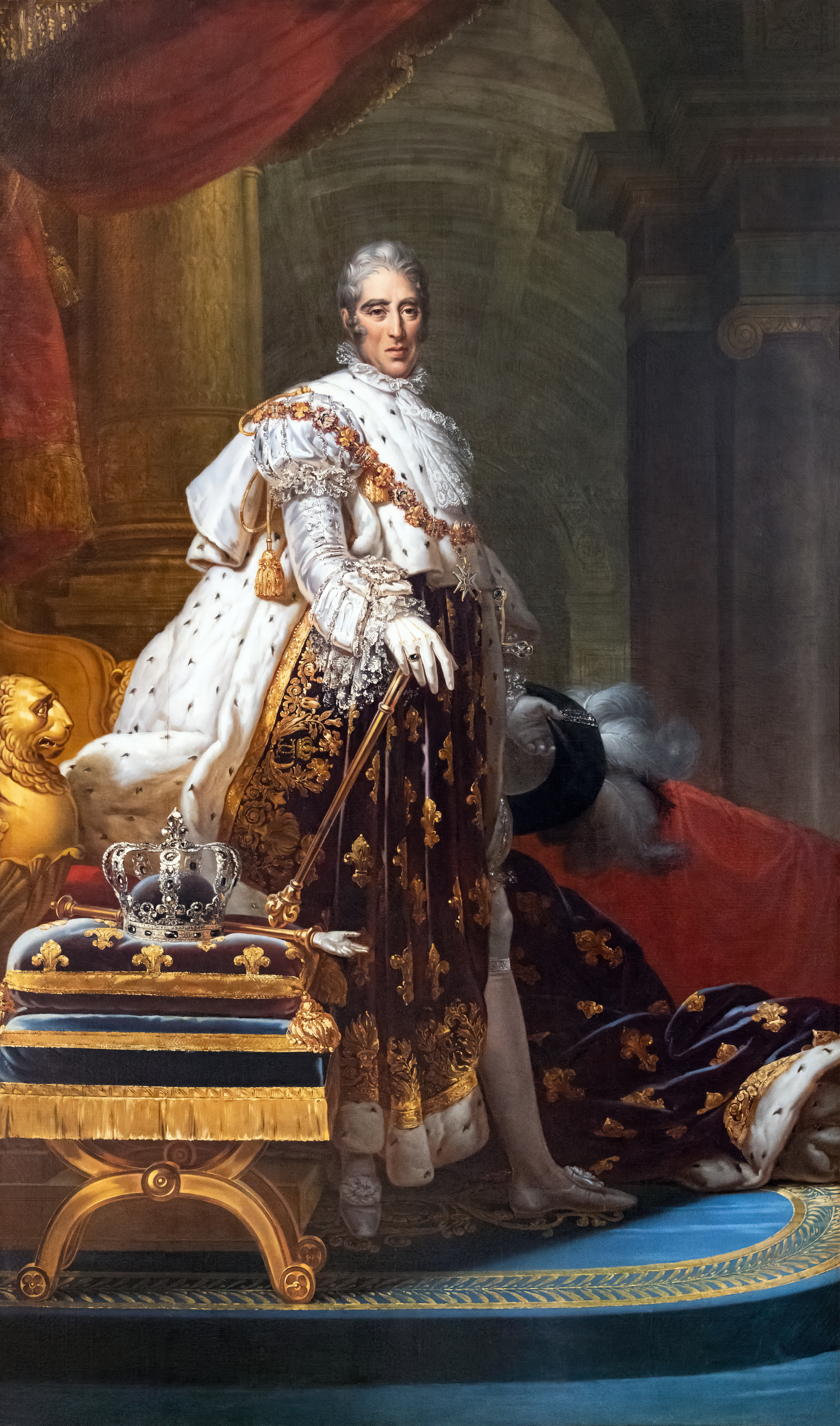
Portait de Charles X en costume de sacre - Atelier de François Gérard
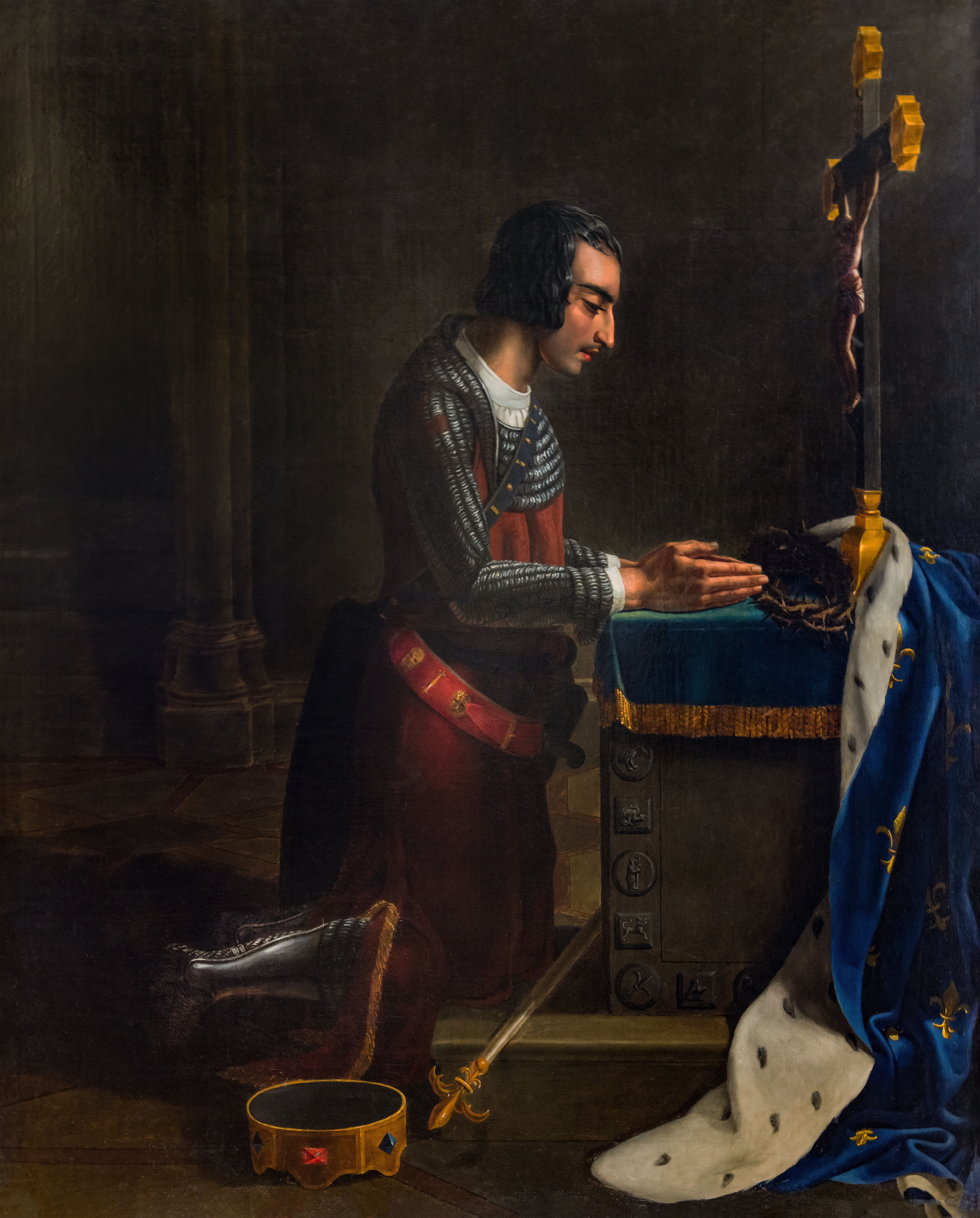
Saint Louis en prière - Fortuné Dufau

### Sculpture
Le musée conserve notamment un fonds d'œuvres du sculpteur Jules Pendariès (1863-1933) et lui a dédié une salle d'exposition. 

Sculptures
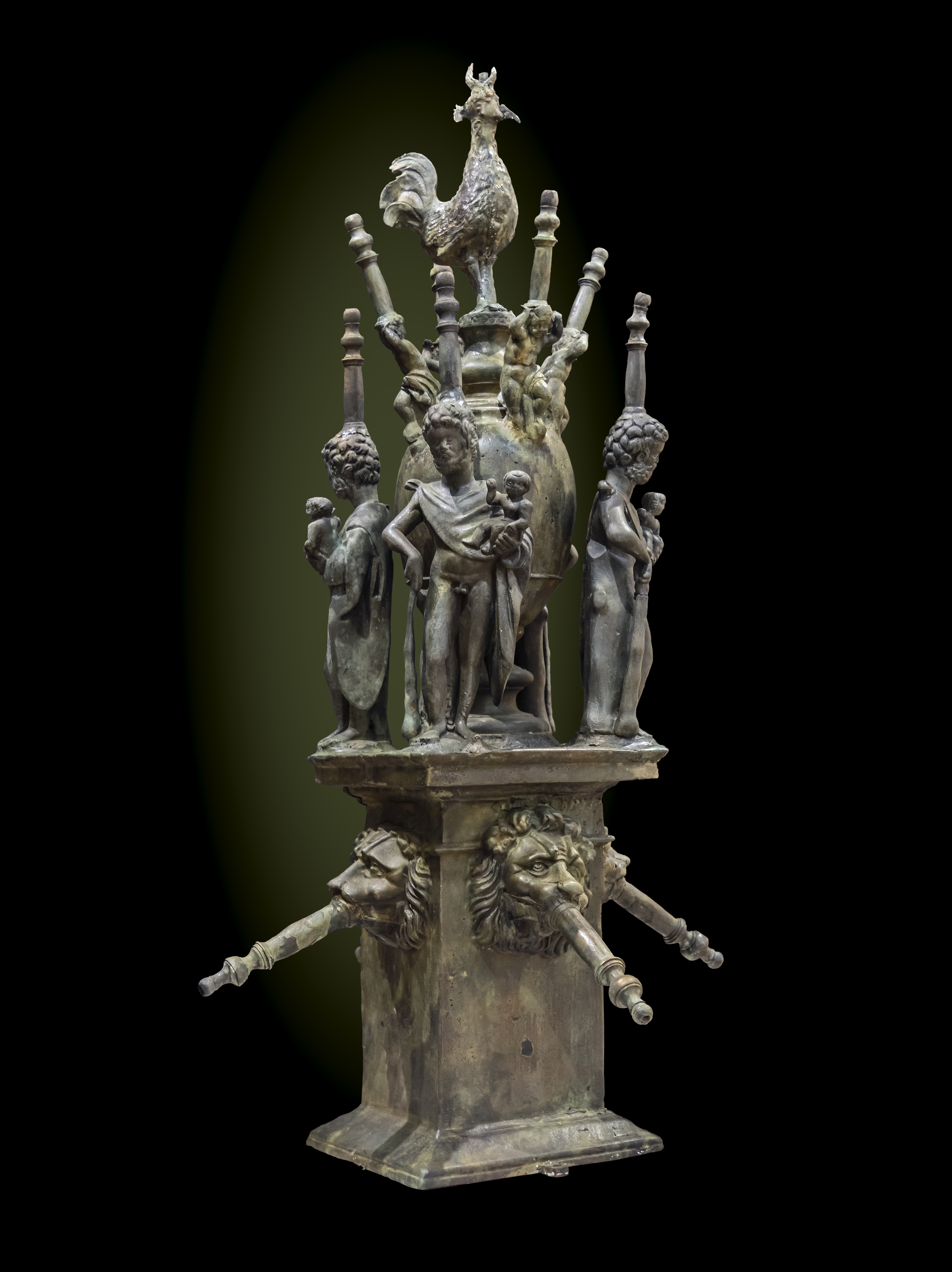
Horacio Ferrari, Griffoul (vers 1610), fontaine en bronze.
Pierre Cartellier, Maquette pour la statue équestre du général d'Hautpoul (1811).
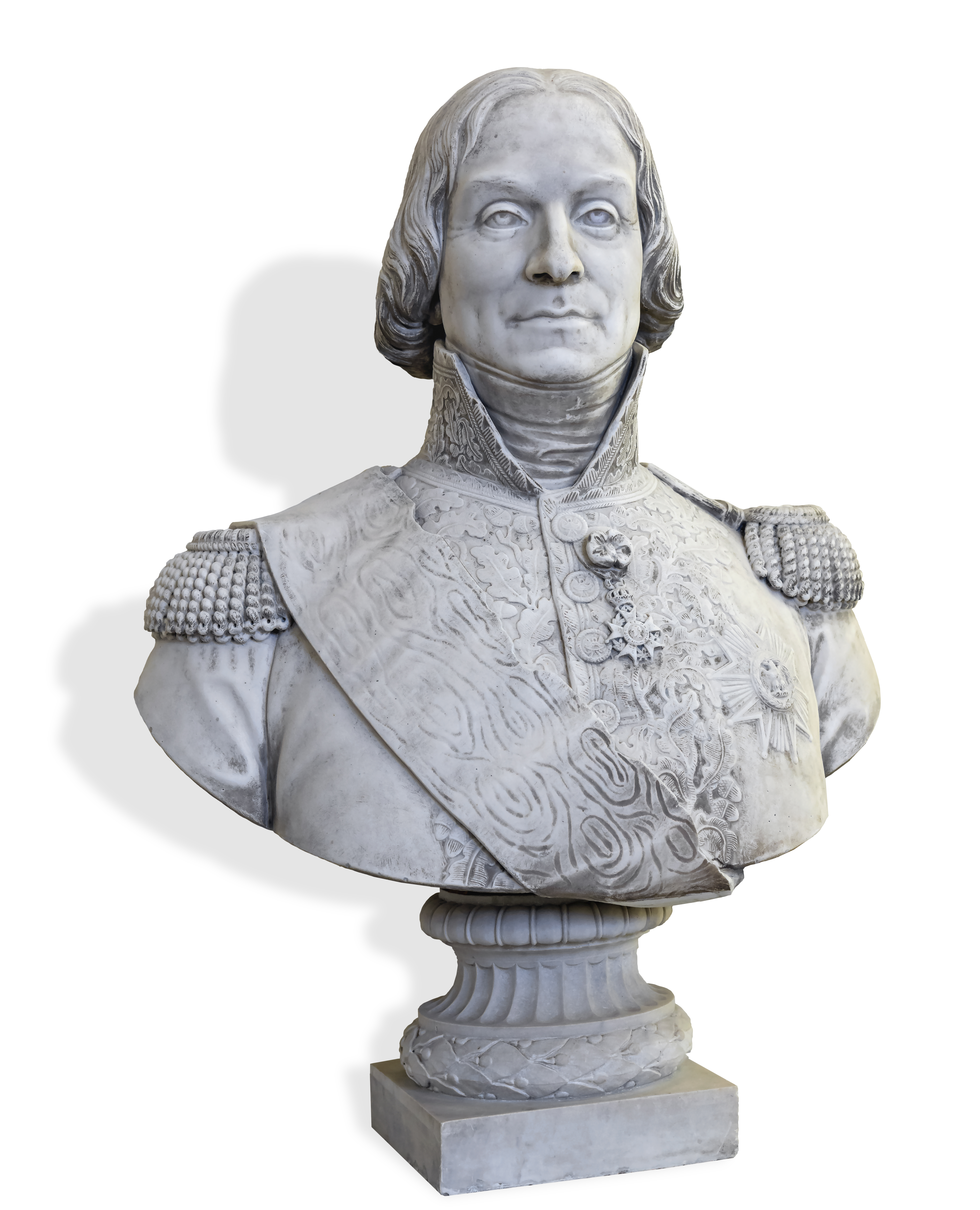
Jean-Louis Jaley, Buste du général d'Hautpoul (1838).
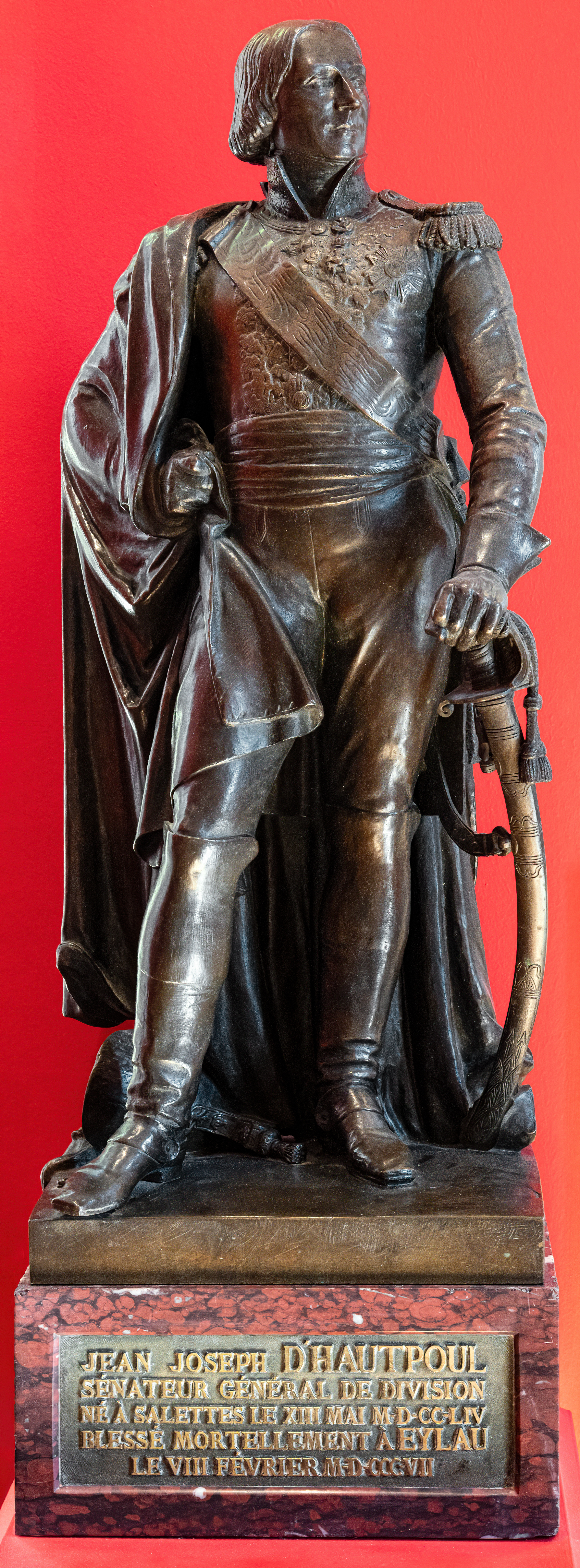
Jean-Louis Jaley, Statue en pied du général d'Hautpoul (1847)[3].
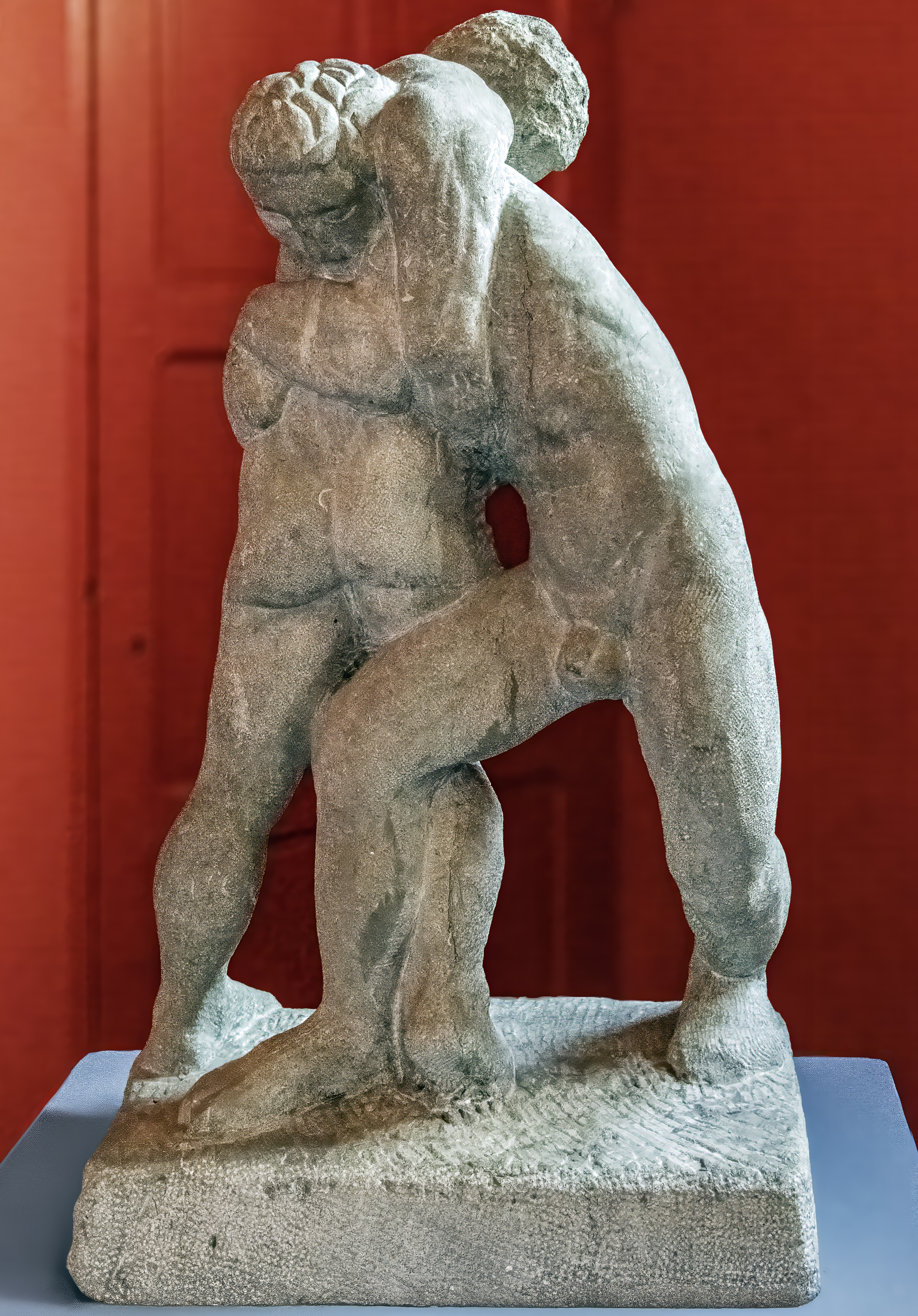
Lutteurs par René Iché (1924).

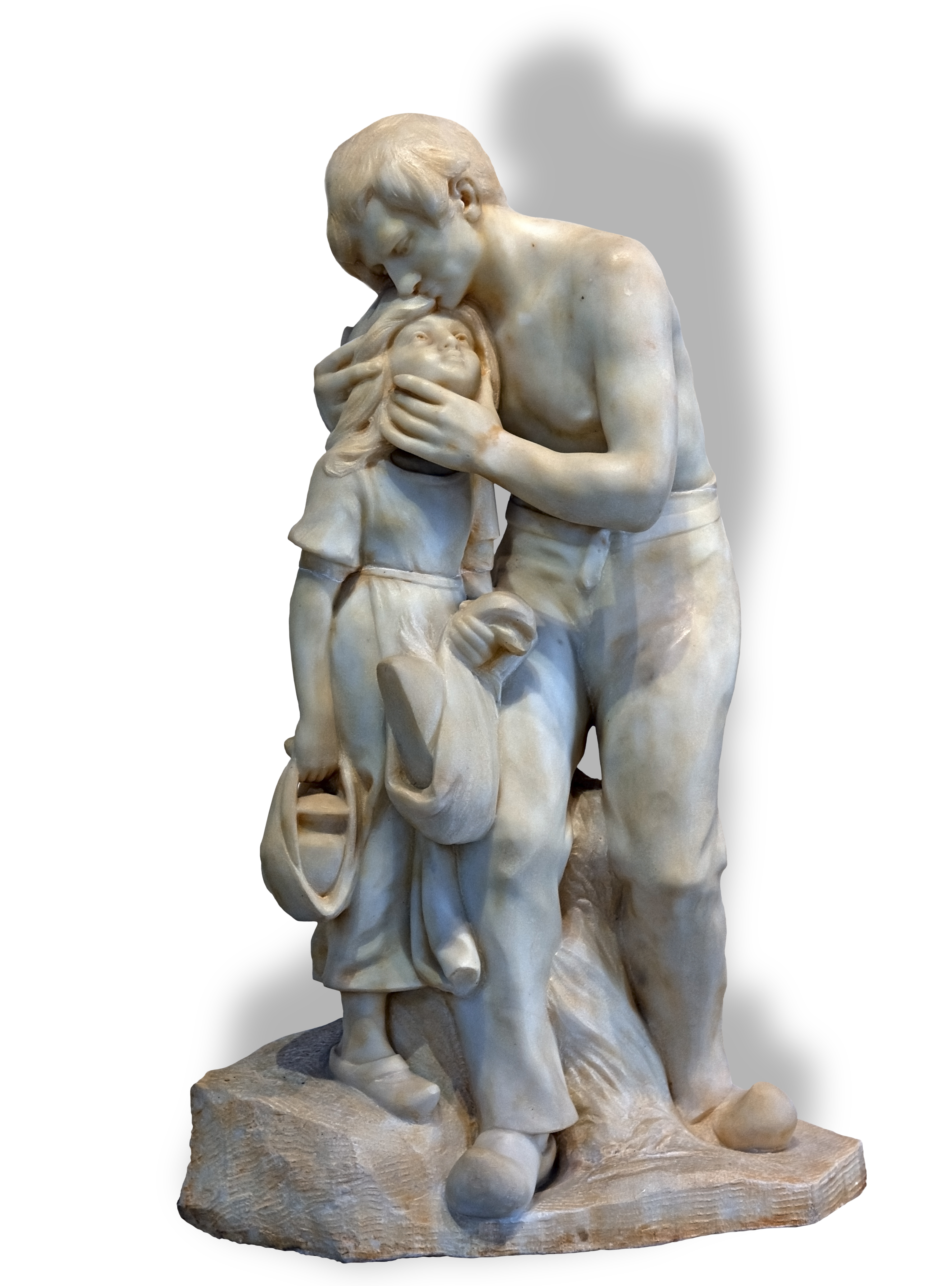
Aux champs (1899), marbre
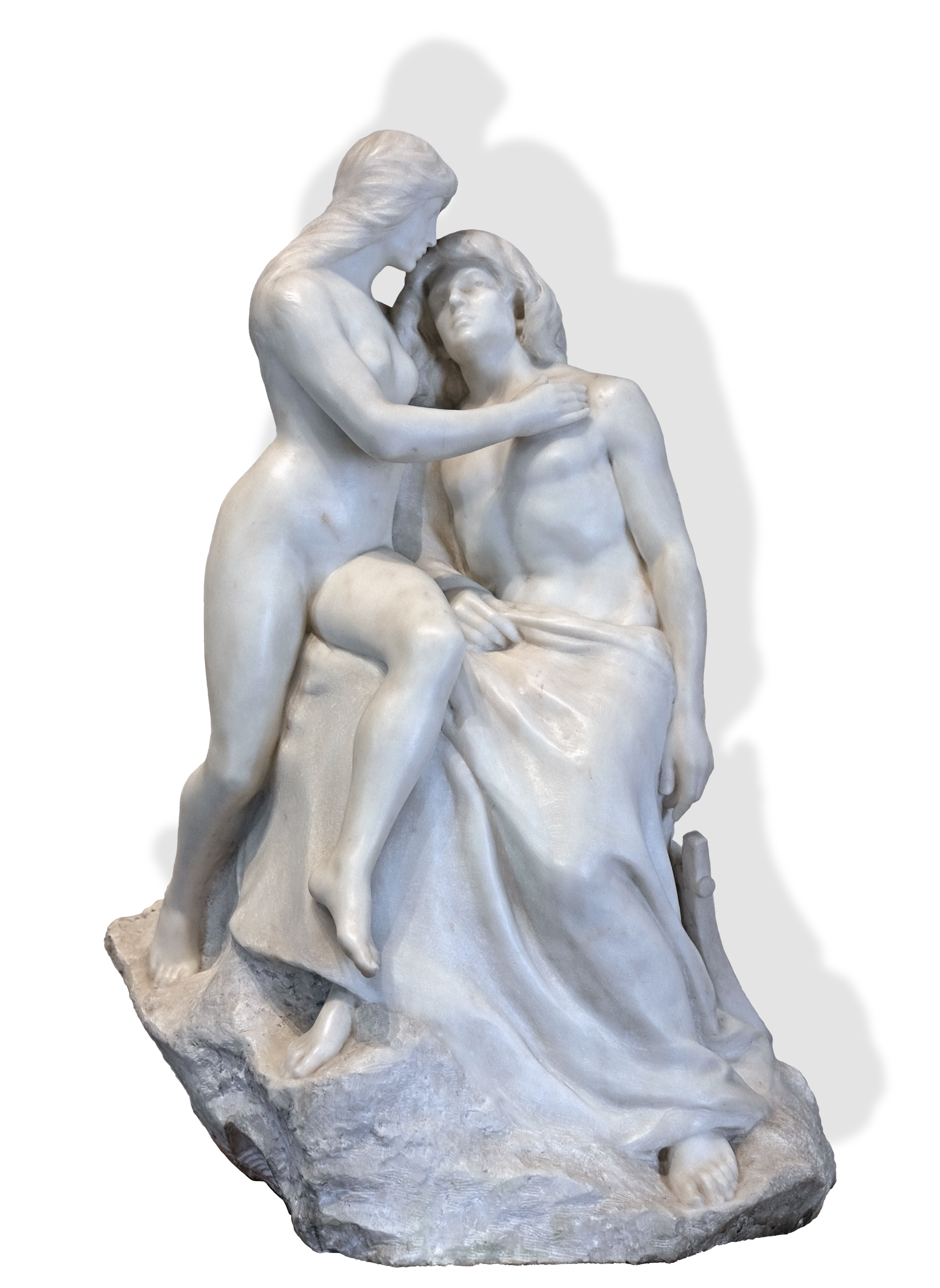
La Muse et le poète (entre 1905 et 1906), marbre
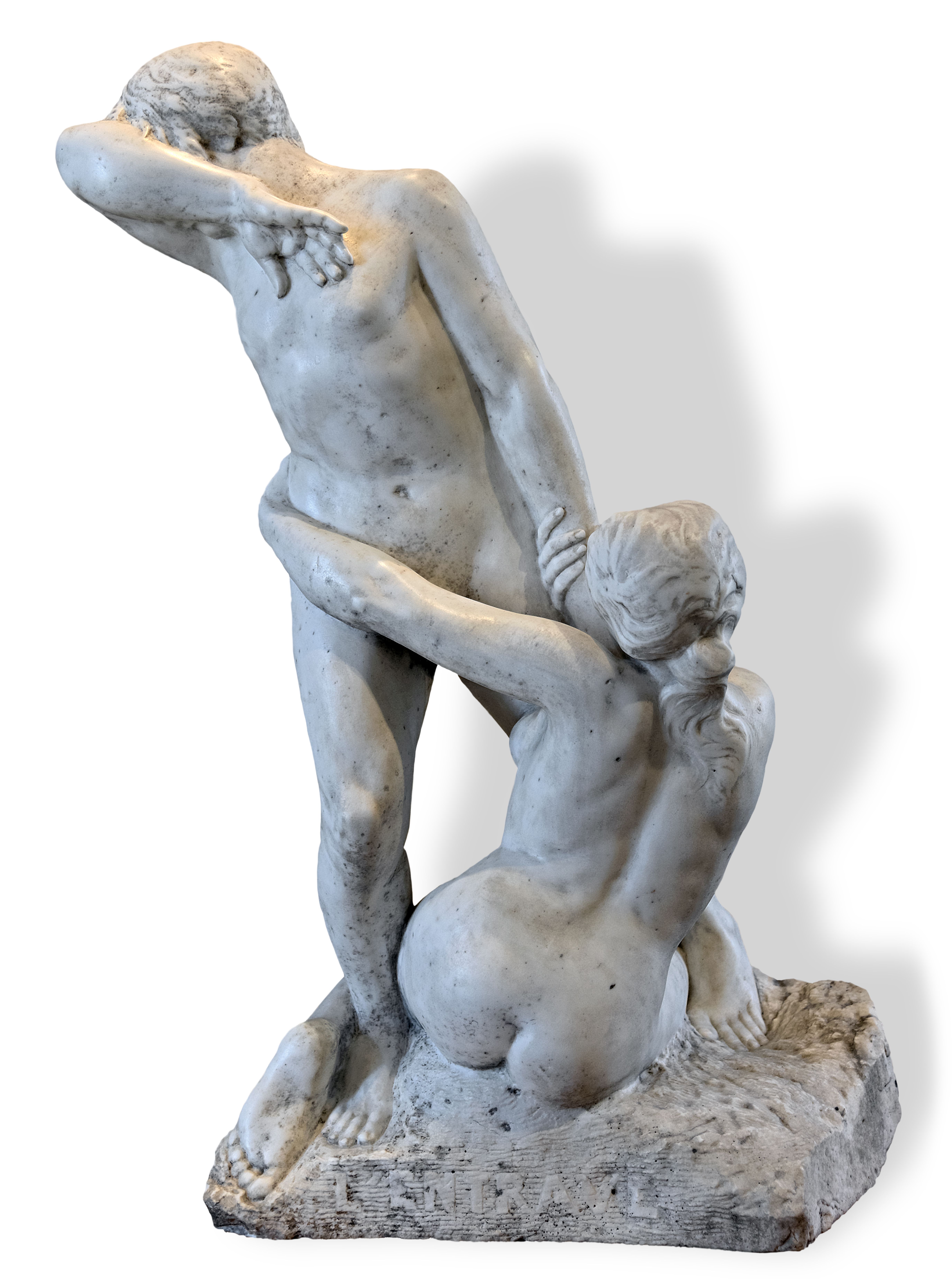
L'Entrave (entre 1909 et 1910), marbre
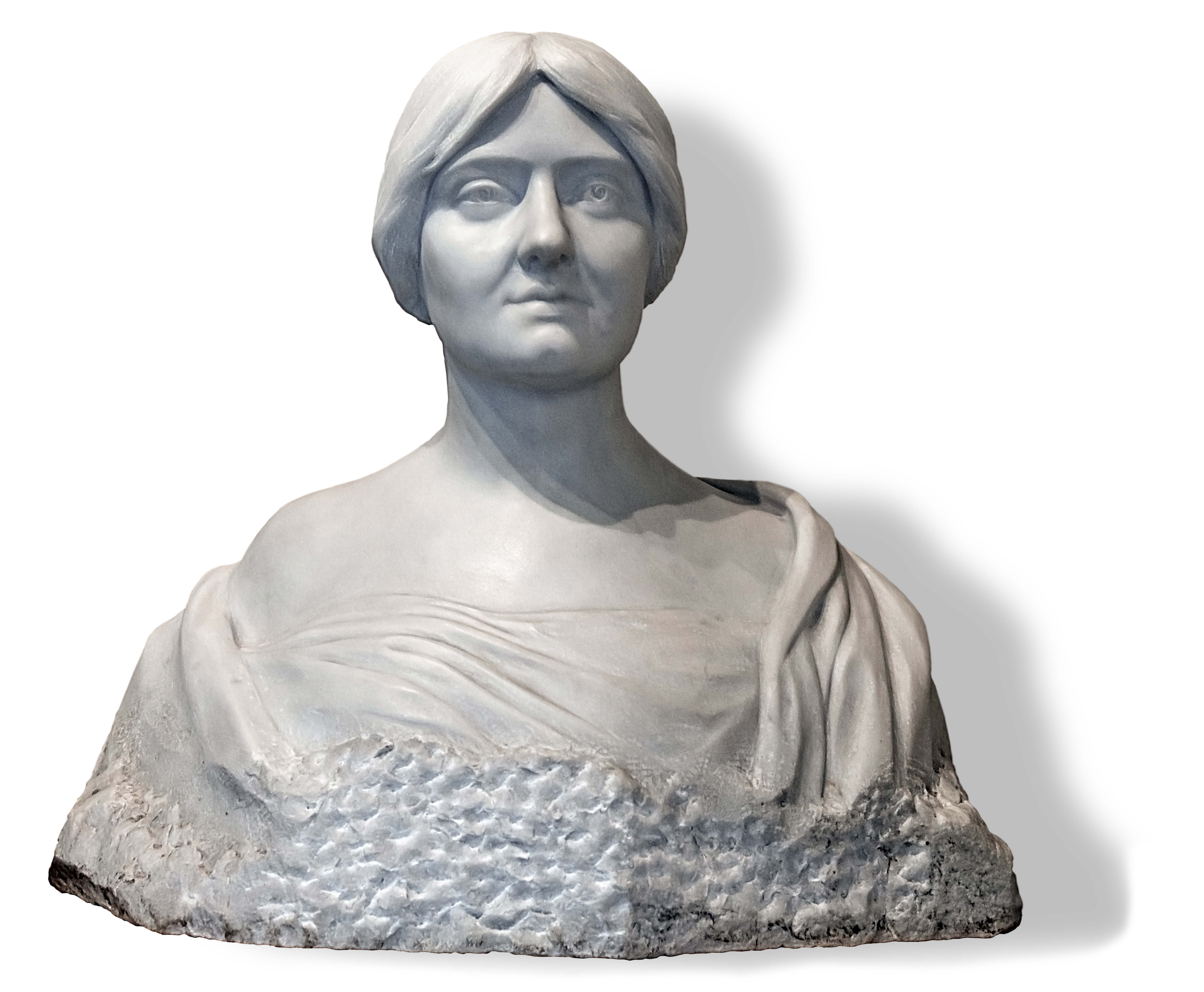
Buste de Florence (entre 1909 et 1910), marbre
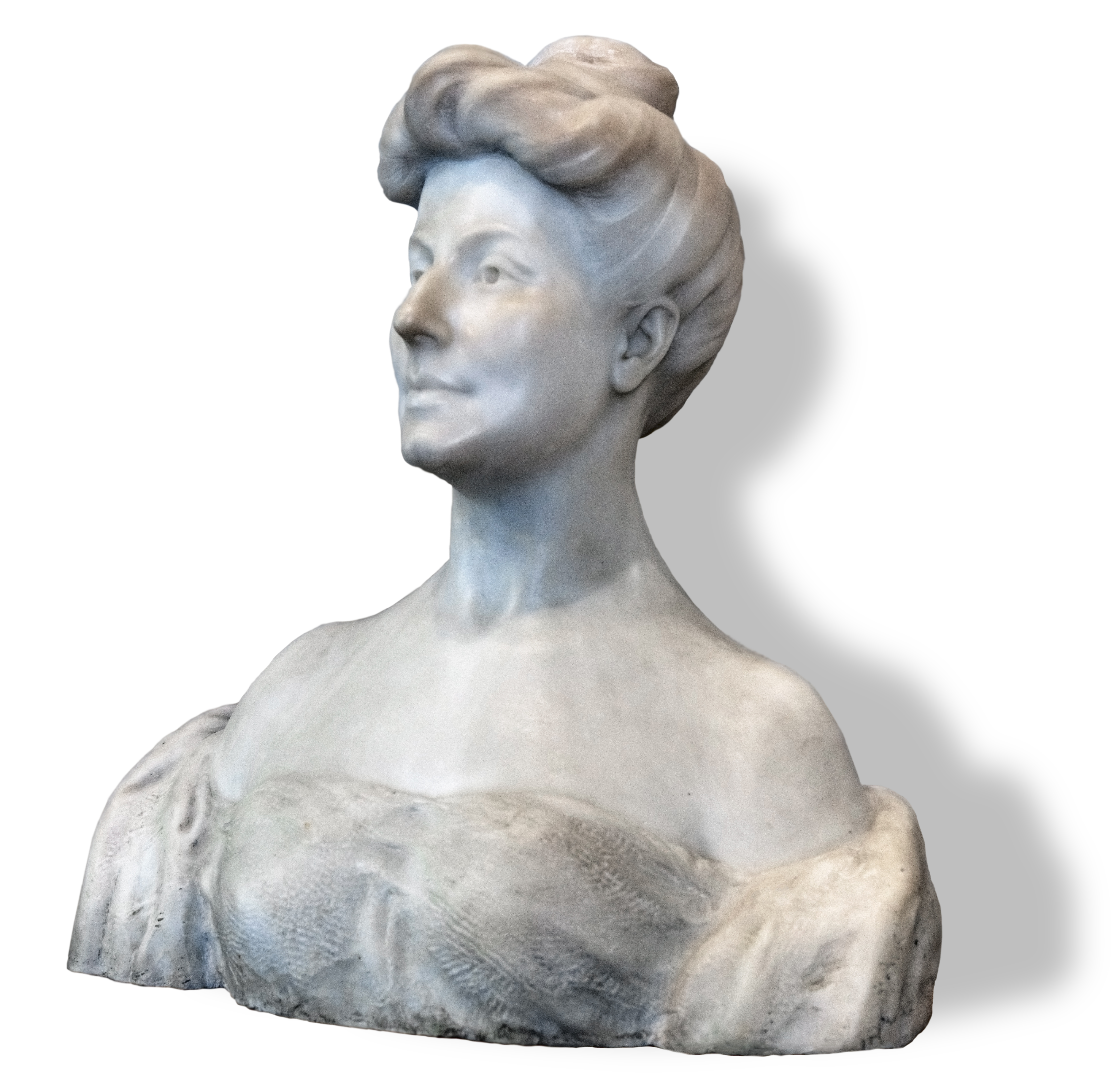
La Dame de Bruxelles (entre 1909 et 1910), marbre
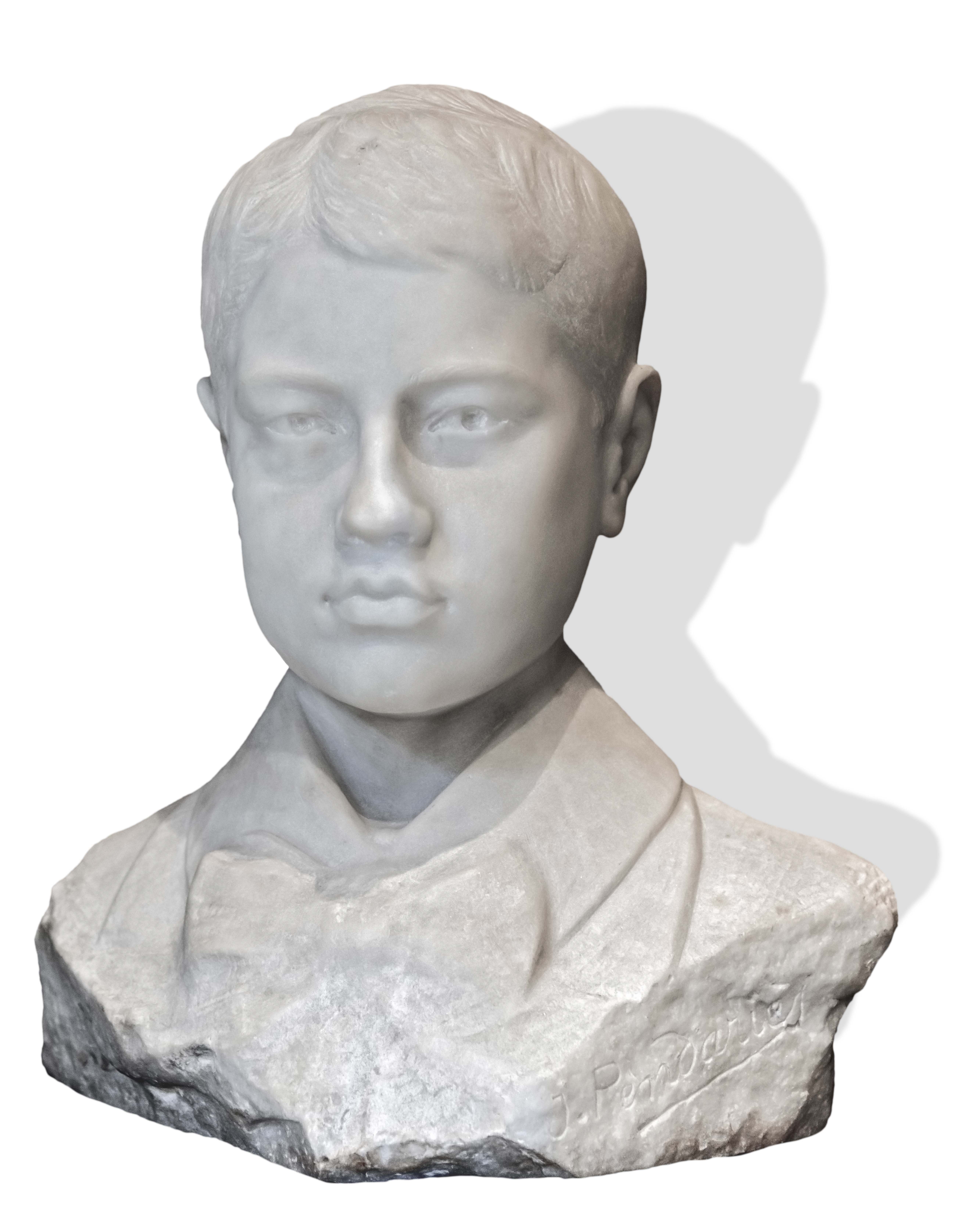
Buste d'enfant, marbre
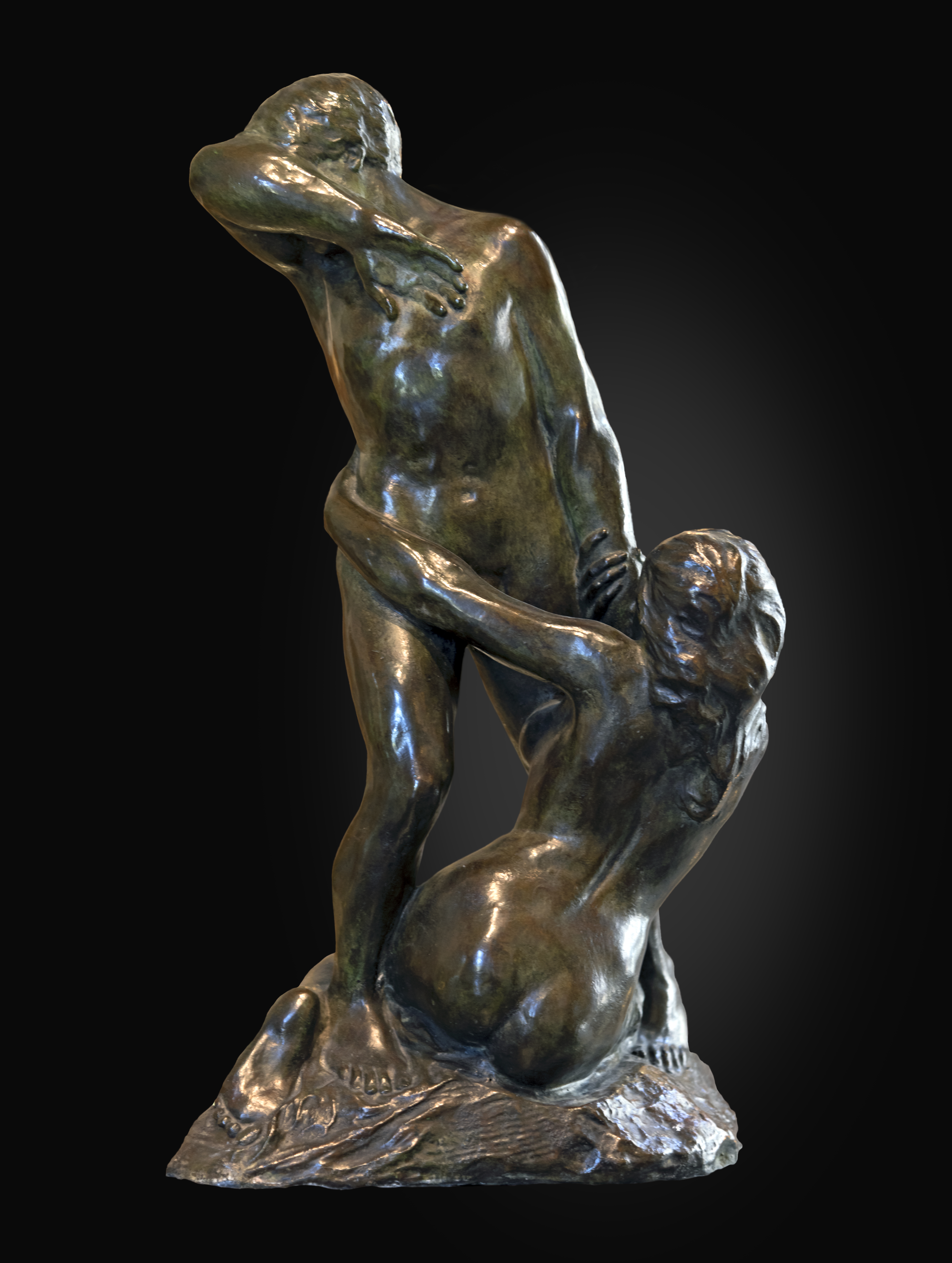
L'Entrave, bronze
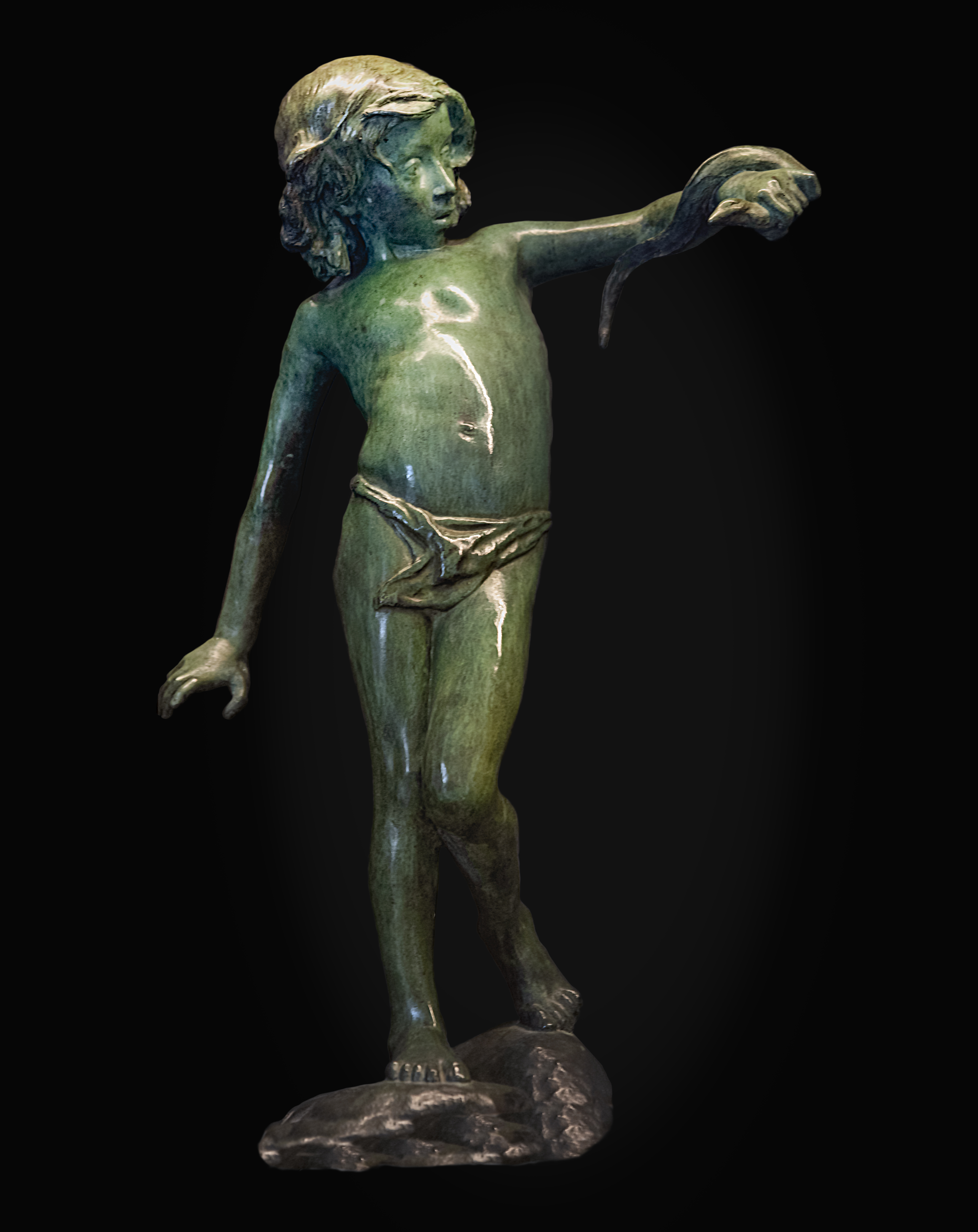
L'enfant à l'anguille
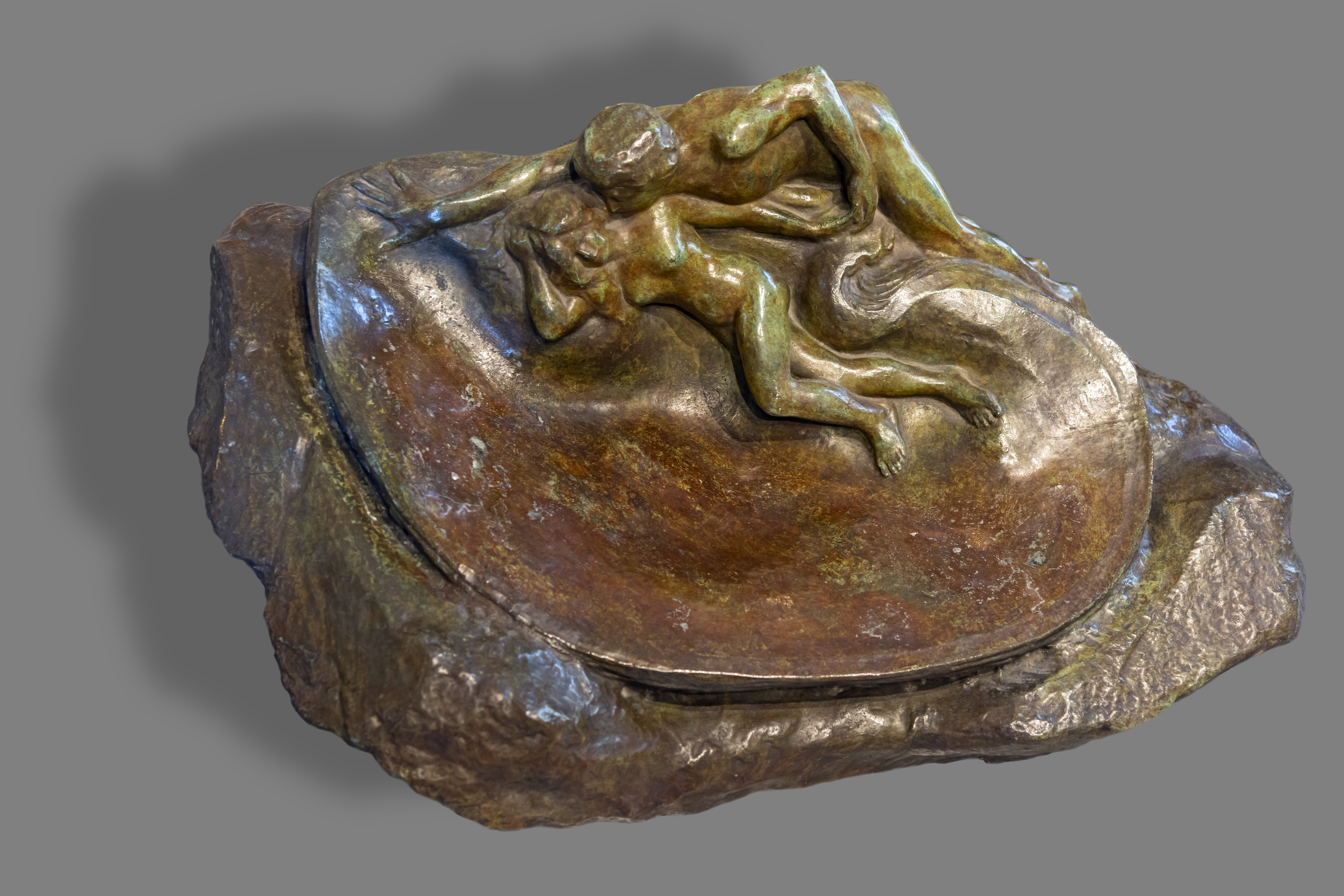
La Perle et le chercheur, bronze,
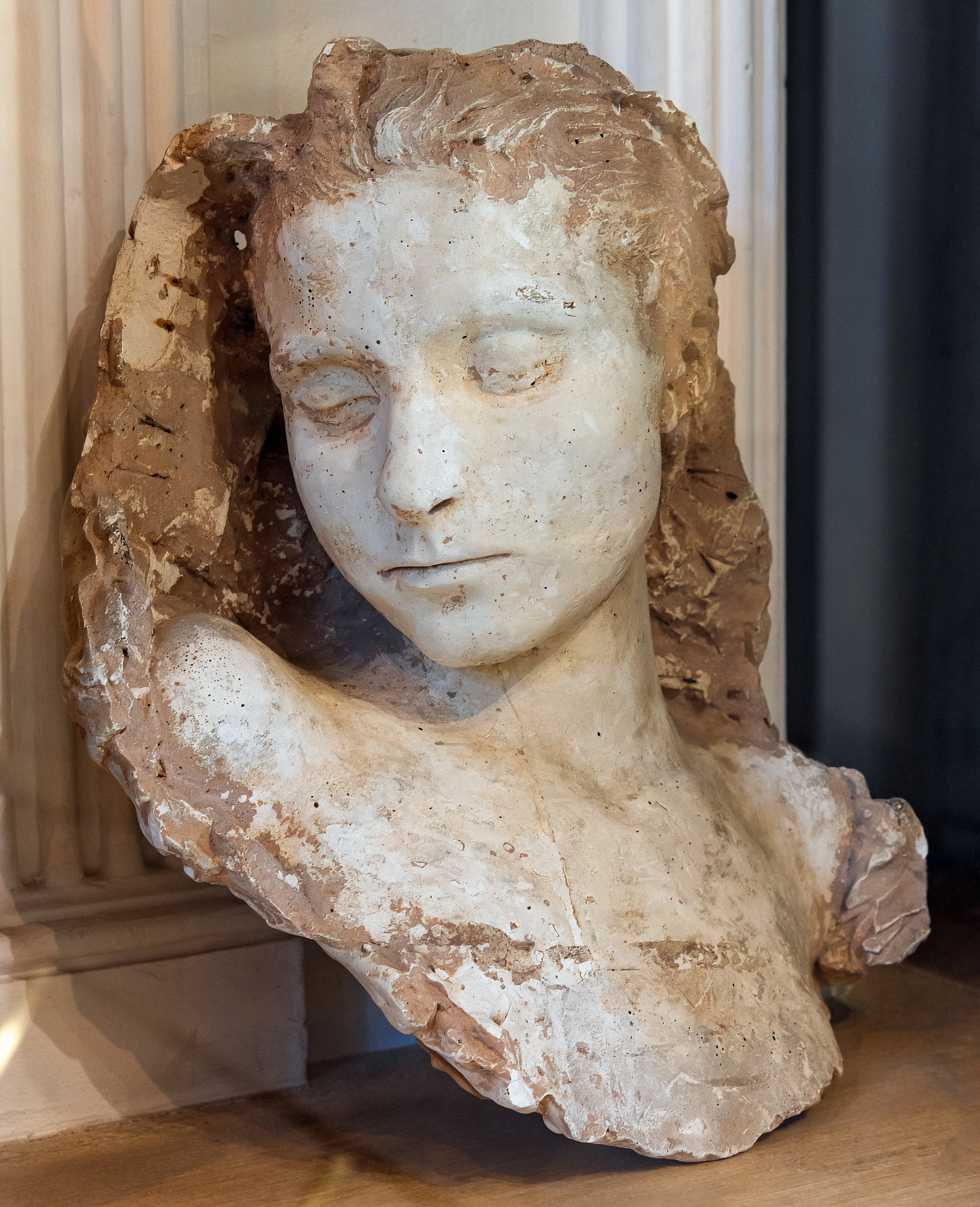
Anaïs endormie (Le Sommeil)
Buste de femme
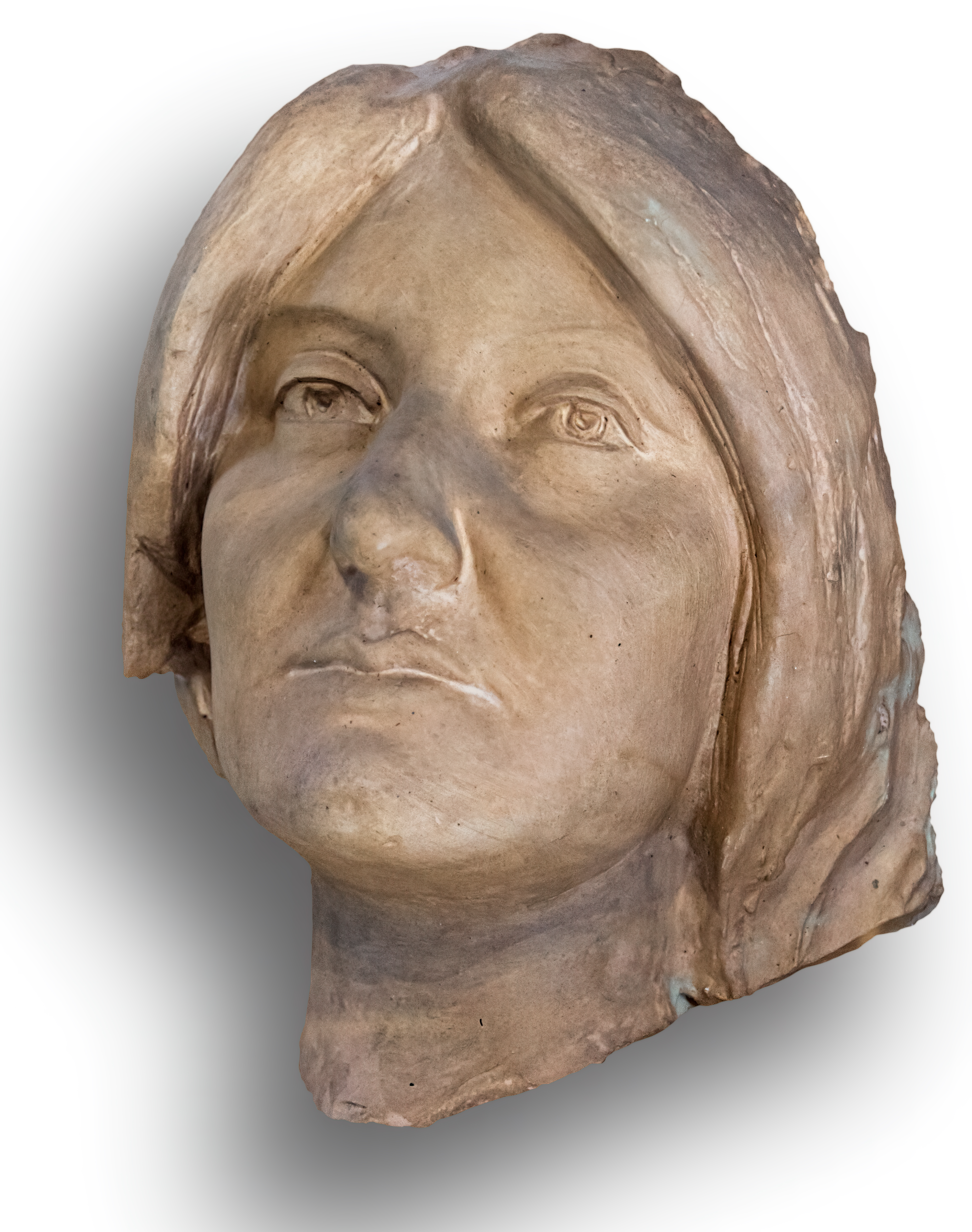
Le Masque d'Anaïs

## Expositions temporaires
- 2002 : Voyages romantiques en Languedoc.
- 2011 : Joseph Latour, dessins d'un peintre voyageur, de Toulouse en Espagne[4].
- 2012 : Jo Vargas[5].
- 2013 : Claude-Max Lochu.
- 2013 : Georges Rouault.